# Hannoversches Jäger-Bataillon Nr. 10
Als der Feldzug des Jahres 1866 beendet war – das Königreich Hannover, die Elbherzogtümer, das Kurfürstentum Hessen, das Herzogtum Nassau und die Freie Stadt Frankfurt hatten aufgehört eigenständige Staaten zu sein und bildeten drei neue Provinzen Preußens –, wurden drei neue Verbände in Form von Jäger-Bataillonen gebildet. Von diesen trat das spätere Lauenburgische Jäger-Bataillon Nr. 9 bereits während des Feldzugs zusammen.
Auf Schloss Babelsberg erließ König Wilhelm am 27. September 1866 per Allgemeiner Kabinettsorder (AKO) den Befehl zur Formation des 10. und 11. Jäger-Bataillons.
Durch Allerhöchste Ordre vom 24. Januar 1899 gab Kaiser Wilhelm II. den ruhmvollen Traditionen der ehemaligen hannoverschen Armee neues Leben. Er zeichnete das Hannoversche Jäger-Bataillon Nr. 10 dadurch aus, dass sie die Geschichte der ehemaligen hannoverschen Jäger fortan als die ihre ansehen durften.
Im Ersten Weltkrieg wurde gemäß dem im Frieden erarbeiteten Mobilisierungs-Termin-Kalender nach dem Ausrücken des regulären Bataillons am 2. August 1914 von jenem Bataillon das Reserve-Jäger-Bataillon Nr. 10 gebildet. Die verbleibenden tauglichen Mannschaften wurden dem Ersatz-Bataillon zugeführt.
Nach der Marneschlacht erhielt das Ersatz-Bataillon den telegraphischen Befehl zur Aufstellung des Reserve-Jäger-Bataillons Nr. 23 als drittes Hannoversches Jäger-Bataillon.

## Organisation

### Name
- 2. Oktober 1866 – Jäger-Bataillon Nr. 10
- 7. November 1867 – Hannoversches Jäger-Bataillon Nr. 10

### Unterstellungen

#### Althannoveraner Jäger
1816

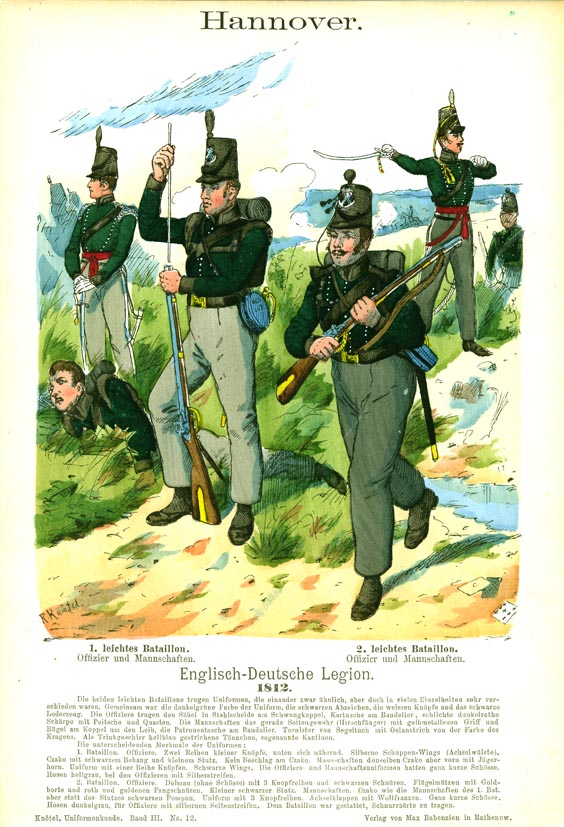
Uniformen der beiden leichten Bataillone der King’s German Legion

- 1. Brigade unter Generalmajor Graf von Kielmannsegg[3]
  - Regiment Göttingen
    - Garde-Jäger-Bataillon
      - à 6 (dann 4) Kompanien aus den beiden leichten Bataillonen der King’s German Legion
        - Etat:
        - Stab: Oberstleutnant, Major, Adjutant, Regimentsquartiermeister, Oberwundarzt, Assistenzwundarzt, Premier der Musik
        - Kompanien: je 1 Kapitain, 2 Leutnants, 1, Fähnrich, Feldwebel, 2 Serganten, 4 Unteroffiziere, 4 Korporale, 2 Tamboure, 133 Gemeine (einschließlich 12 Pfeifer oder Janitscharen)

  - Regiment Calenberg

18. März 1820
- 1. Brigade[4] unter General Carl von Alten[5]
  - Garde-Jäger-Bataillon
  - Garde-Grenadier-Regiment
  - 1., 2. und 3. Infanterie-Regiment

1833
- 1. Division unter General Carl von Alten[6]
  - eine Brigade
    - Garde-Jäger-Bataillon
    - Garde-Grenadier-Regiment
    - 2. und 4. Linien-Bataillon

16. Januar 1838
- Leichte Brigade
  - Garde-Jäger-Bataillon
  - 1. leichtes Bataillon
  - 2. leichtes Bataillon
  - 3. leichtes Bataillon

16. September 1856
- 1. Division in Hannover
  - 1. Brigade in Hannover
    - Garde-Regiment
    - 1. oder Leib-Regiment
    - Garde-Jäger-Bataillon in Hannover
      - Etat: 4*128+20(Stab) = 892 Köpfe

#### Hannoveraner Jäger
- X. Armee-Korps in Hannover
  - Jäger-Bataillon Nr. 10 in Goslar

im Deutsch-Französischen Krieg
- X. Armee-Korps in Altona
  - 20. Division in Hannover
    - Hannoversches Jäger-Bataillon Nr. 10 in Goslar

1. April 1890
- XIV. Armee-Korps in Karlsruhe
  - 28. Division in Karlsruhe
    - Hannoversches Jäger-Bataillon Nr. 10 in Colmar

1899
- 39. Division in Colmar
  - Jäger-Brigade in Colmar
    - Magdeburgisches Jäger-Bataillon Nr. 4
    - Rheinisches Jäger-Bataillon Nr. 8
    - Hannoversches Jäger-Bataillon Nr. 10
    - Mecklenburgisches Jäger-Bataillon Nr. 14

1. April 1901
- XV. Armee-Korps in Straßburg
  - Hannoversches Jäger-Bataillon Nr. 10 in Bitsch

1. Oktober 1909
- X. Armee-Korps in Hannover
  - Hannoversches Jäger-Bataillon Nr. 10 in Goslar

#### Reguläres Jäger-Bataillon im Ersten Weltkrieg
ab 4. August 1914
- X. Armee-Korps
  - 19. Division
    - 38. Infanterie-Brigade
      - Hannoversches Jäger-Bataillon Nr. 10

12. August 1914
- Höheres Kavallerie-Kommando 2 (HKK. 2)
  - 9. Kavallerie-Division
    - Hannoversches Jäger-Bataillon Nr. 10

29. November 1914
- 40. Infanterie-Division (4. Königlich Sächsische)
  - Hannoversches Jäger-Bataillon Nr. 10

28. Mai 1915
- Deutsches Alpenkorps
  - 2. Jäger-Brigade
    - Jäger-Regiment 2
      - Hannoversches Jäger-Bataillon Nr. 10
      - Reserve-Jäger-Bataillon Nr. 10
      - Reserve-Jäger-Bataillon Nr. 14

22. Oktober 1915
- 1. Bulgarische Armee
  - XXII. Reserve-Korps
    - 2. Jäger-Brigade
      - Jäger-Regiment 2
        - Hannoversches Jäger-Bataillon Nr. 10

1. Dezember 1915
- Deutsches Alpenkorps
  - 2. Jäger-Brigade
    - Jäger-Regiment 2
      - Hannoversches Jäger-Bataillon Nr. 10

4. April 1916
- 2. Jäger-Brigade
- Jäger-Regiment 2
  - Hannoversches Jäger-Bataillon Nr. 10

10. Juli 1916
- Bayerische 1. Jäger-Brigade
  - Bayerisches 1. Jäger-Regiment
  - Hannoversches Jäger-Bataillon Nr. 10

3. Oktober 1916
- 9. Armee
  - Deutsches Alpenkorps
    - Bayerische 1. Jäger-Brigade
      - Jäger-Regiment 2
        - Hannoversches Jäger-Bataillon Nr. 10

10. November 1916
- Bayerisches Infanterie-Leib-Regiment
  - Hannoversches Jäger-Bataillon Nr. 10

11. August 1917
Heeresgruppe Mackensen
- 9. Armee
  - XVIII. Reserve-Korps

- Hannoversches Jäger-Bataillon Nr. 10

1. Oktober 1917
- 14. Armee
  - Deutsches Alpenkorps
    - Jäger-Regiment 2
      - Hannoversches Jäger-Bataillon Nr. 10

9. April 1918
- 6. Armee
  - Deutsches Alpenkorps
    - Jäger-Regiment 2
      - Hannoversches Jäger-Bataillon Nr. 10

11. August 1918
Heeresgruppe v. Boehn
- 18. Armee
  - Bayerisches I. Armee-Korps
    - Alpenkorps
      - Bayerische 1. Jäger-Brigade
        - Jäger-Regiment Nr. 2
          - Hannoversches Jäger-Bataillon Nr. 10

#### Reserve-Jäger-Bataillon Nr. 10 (RJB 10)
13. August 1914
2. Armee
- X. Reserve-Korps
  - 2. Garde-Reserve-Division
    - 38. Reserve-Infanterie-Brigade
      - Reserve-Jäger-Bataillon Nr. 10

19. Oktober 1914
- 26. Infanterie-Brigade
  - Reserve-Jäger-Bataillon Nr. 10

16. November 1914
- 38. Reserve-Infanterie-Brigade
  - Reserve-Jäger-Bataillon Nr. 10

1. Februar 1915
1. Armee
- IX. Reserve-Korps

- 26. Reserve-Infanterie-Brigade
  - Reserve-Jäger-Bataillon Nr. 10

23. April 1915
- X. Reserve-Korps
  - 2. Garde-Reserve-Division
    - 38. Reserve-Infanterie-Brigade
      - Reserve-Jäger-Bataillon Nr. 10

ab Juni 1915 siehe reguläres Bataillon

#### Reserve-Jäger-Bataillon Nr. 23 (RJB 23)
13. Oktober 1914
4. Armee
- XXVI. Reserve-Korps
  - 51. Reserve-Division
    - 101. Reserve-Infanterie-Brigade

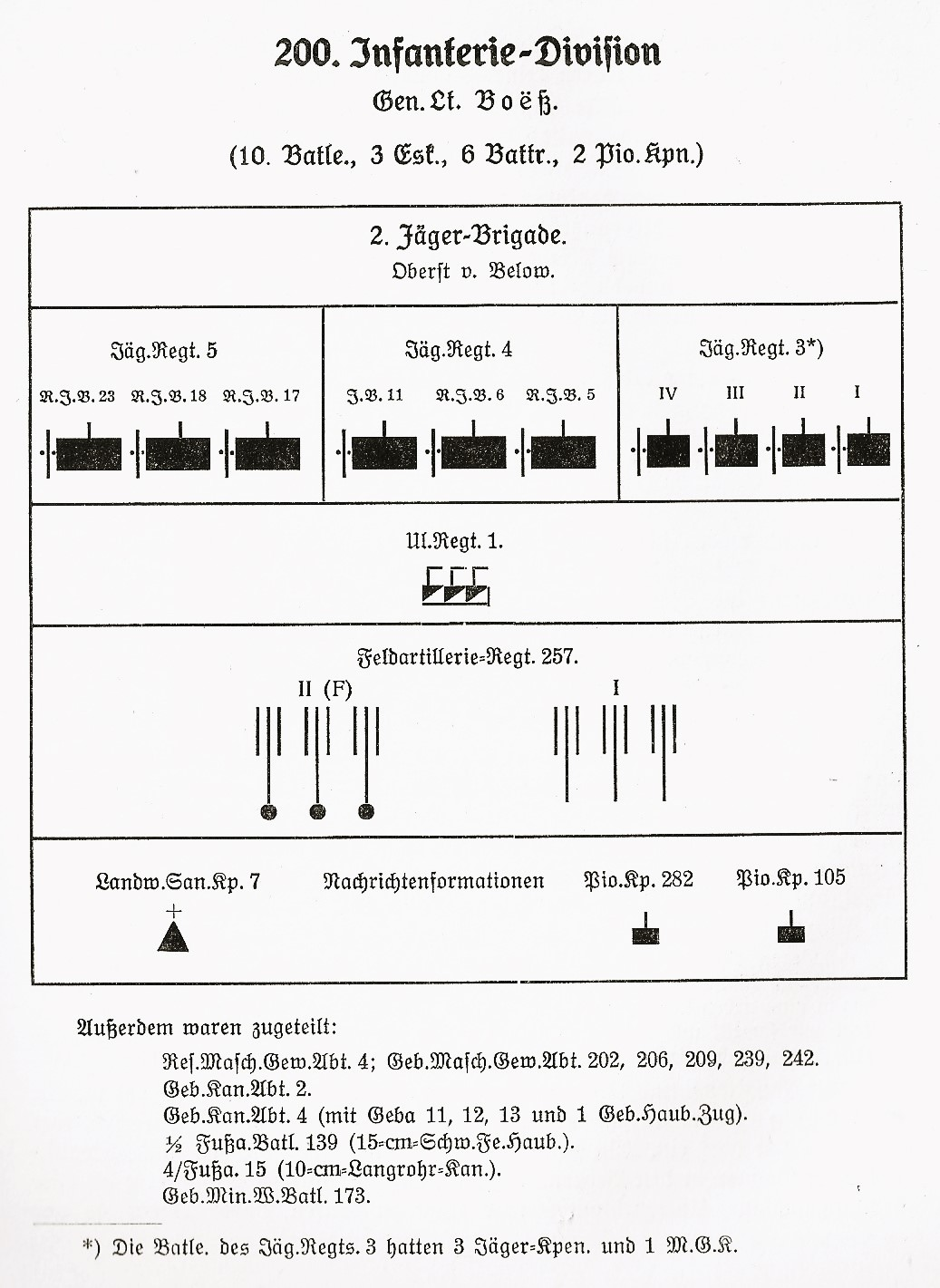
200. Infanterie-Division, 7. August 1916

      - Reserve-Jäger-Bataillon Nr. 23

20. Oktober 1914
- 102. Reserve-Infanterie-Brigade
  - Reserve-Infanterie-Regiment Nr. 236
    - Reserve-Jäger-Bataillon Nr. 23

20. Oktober 1914
- Reserve-Infanterie-Regiment Nr. 235
  - Reserve-Jäger-Bataillon Nr. 23

21. Oktober 1914
- 101. Reserve-Infanterie-Brigade
  - Reserve-Infanterie-Regiment Nr. 234
    - Reserve-Jäger-Bataillon Nr. 23

21. September 1915
- 52. Reserve-Division
  - 104. Reserve-Infanterie-Brigade
    - Reserve-Infanterie-Regiment Nr. 240
      - Reserve-Jäger-Bataillon Nr. 23

22. Juni 1916
- 4. Ersatz-Division

- Reserve-Jäger-Bataillon Nr. 23

7. August 1916
k. u. k. 7. Armee
- Karpathenkorps
  - 200. Infanterie-Division
    - 2. Jäger-Brigade
      - Jäger-Regiment 5
        - Reserve-Jäger-Bataillon Nr. 17
        - Reserve-Jäger-Bataillon Nr. 18
        - Reserve-Jäger-Bataillon Nr. 23

15. Oktober 1917
14. Armee
- Gruppe „Berrer“
  - 200. Infanterie-Division
    - 2. Jäger-Brigade
      - Jäger-Regiment 5
        - Reserve-Jäger-Bataillon Nr. 23

3. November 1917
- Gruppe „Stein“
  - 200. Infanterie-Division
    - 2. Jäger-Brigade
      - Jäger-Regiment 5
        - Reserve-Jäger-Bataillon Nr. 23

11. Dezember 1917
- Gruppe „Krauss“
  - 200. Infanterie-Division
    - 2. Jäger-Brigade
      - Jäger-Regiment 5
        - Reserve-Jäger-Bataillon Nr. 23

21. März 1918
2. Armee
12. Juni 1918
18. Armee
9. Juli 1918
7. Armee
- VIII. Reserve-Korps
  - 200. Infanterie-Division
    - 2. Jäger-Brigade
      - Jäger-Regiment 5
        - Reserve-Jäger-Bataillon Nr. 23

17. Juli 1918
- Jäger-Regiment 3
  - Bataillon „Ohlendorf“
    - eine Kompanie wurde aus den Resten der Jäger-Bataillone 23 und 17 gebildet

2. August 1918
- Jäger-Regiment 5
  - Reserve-Jäger-Bataillon Nr. 17
  - Reserve-Jäger-Bataillon Nr. 18
  - Reserve-Jäger-Bataillon Nr. 23

24. August 1918
3. Armee
- 200. Infanterie-Division
  - 2. Jäger-Brigade
    - Jäger-Regiment 5
      - Reserve-Jäger-Bataillon Nr. 23

13. Oktober 1918
- Gruppe „Schmettow“
  - 3. Infanterie-Division

- Jäger-Regiment 5
  - Reserve-Jäger-Bataillon Nr. 18

18. Oktober 1918
18. Armee
- Bayerisches I. Armee-Korps
  - 200. Infanterie-Division
    - 2. Jäger-Brigade
      - Jäger-Regiment 5
        - Reserve-Jäger-Bataillon Nr. 23

### Gliederung
- Bei der Gründung bestand das Bataillon aus vier Fußkompagnien.
- 1901 – im Bataillon wurde am 1. Oktober um die Maschinengewehr-Abteilung (MGA) zur etatmäßigen Maschinengewehr-Abteilung Nr. 3
  - sechs Gewehre
  - zwei Patronenwagen
- 1. Oktober 1913 – im Zuge der Heeresvermehrung werden vom Bataillon zwei weitere Kompanien aufgestellt
  - 5. Kompanie, die Maschinengewehr-Kompanie[7]
    - drei Offiziere
    - sieben Oberjäger
    - 28 Jäger

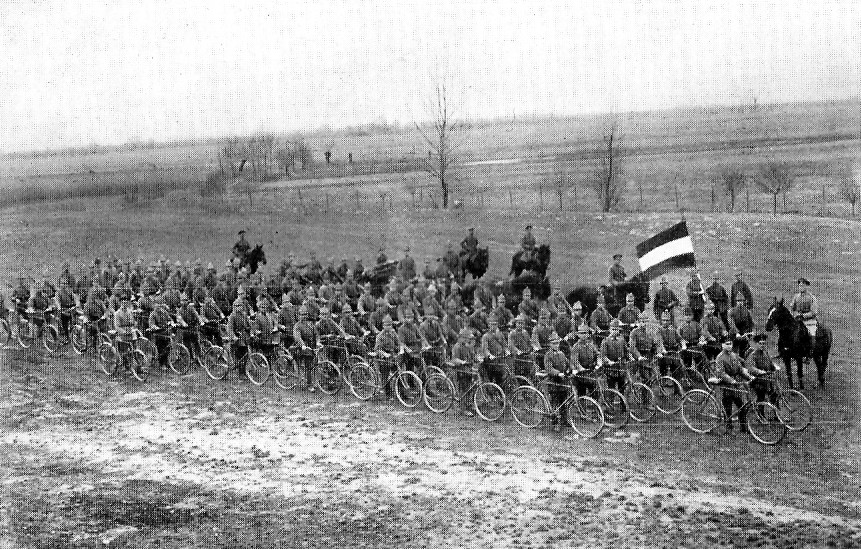
Radfahr-Kompanie

- 6. Kompanie, die behelfsmäßige Radfahrabteilung wurde zur etatmäßigen Radfahrer-Kompanie (RK).

- 1. Juli 1915.
  - Scharfschützen werden Bestandteil des Bataillons.
  - Es ist eine neue RK zu bilden.
- 1916 erhielt das Bataillon Postenhunde.
- 25. September 1916 – die Jäger-Bataillone haben eine zweite MGK aufzustellen.
- Mit dem Erhalt der leichten Minenwerfer im November 1916 wurde eine Minenwerfer-Abteilung (MA) gebildet.

#### Unterstellte Truppenteile
- 1912 wurde eine behelfsmäßige Radfahr-Abteilung aufgestellt.
  - zwei Offiziere
  - 90 Oberjäger und Jäger
  - 100 Diensträder der Panther-Werke
- Am 29. Juli 1916 erhielt das Bataillon einen Postenhund.

#### Abtretungen
- 1. Oktober 1906 – die Maschinengewehr-Abteilung Nr. 3 wurde dem 4. Unter-Elsässischen Infanterie-Regiment Nr. 143 in Straßburg zugeteilt
- 4. August 1914 – die Radfahr-Abteilung wurde der Kavallerie unterstellt (kehrte am 5. November wieder).
- während der Schlacht an der Marne waren die 10. Jäger Reserve
  - 8. September – 2. Kompanie wird zur Unterstützung der 4. Jäger entsandt.
  - 9. September – 4. Kompanie wird zur Unterstützung der 3. Jäger nach Ussy abkommandiert.
- 7. November 1914 in der Schlacht bei St. Yves werden dem Infanterie-Regiment „König Georg“ (7. Königlich Sächsisches) Nr. 106 zum Angriff auf den Ploegsteert-Wald unterstellt:
  - 2. Kompanie
  - Radfahrer-Kompanie
  - Maschinengewehr-Kompanie
- 8. Dezember 1914 – die Radfahrer-Kompanie wurde dem Grenzschutz an der belgisch-holländischen Grenze zugeteilt

### Gliederung des RJB 10
- 14. Oktober 1914.
  - vier Jäger-Kompanien (wurde bald auf drei reduziert und hatte ab dem 5. Februar 1915 wieder vier)
- 27. November 1914.
  - 5. Kompanie: eine Maschinengewehr-Kompanie
- Juni 1915.
- 6. Kompanie: Gebirgs-MGA

### Gliederung des RJB 23
- 14. Oktober 1914.
  - vier Jäger-Kompanien
- 28. Februar 1915.
  - Radfahrer-Abteilung[8]
    - ein Leutnant
    - 15 Mann
- 19. März 1916.
  - eine Maschinengewehr-Kompanie[9]
    - drei Offiziere
    - ein Offizier-Stellvertreter
    - 10 Oberjäger
    - 101 Schützen
    - sechs Maschinengewehre
- Juli 1916.
  - das Bataillon erhielt Postenhunde
- 12. Oktober 1916.
  - Als das Jäger-Regiment nach Burkut in die Etappe zurückgezogen wurde, wurde auf Regimentsbefehl aus den Handwerkern aller drei Bataillone für die anstehenden Bauaufgaben, der Winter stand vor der Tür und es existierten lediglich drei Häuser, die sogenannte „Talbaukompanie“ aufgestellt.
- 1. Juli 1917.
  - ein Sturmtrupp je Bataillon
    - zwei Offiziere
    - acht Oberjäger
    - 40 Mann
- 14. Oktober 1917.
  - Maschinengewehr-Kompanie erhält vier weitere leichte Maschinengewehre
- 15. Oktober 1917.
  - eine Minen-Werfer-Kompanie
- 16. Mai 1918.
  - zwei Kompanien wurden aus den Resten der vier Kompanien formiert
  - 3. Kompanie wurde auf den Resten des Reserve-Jäger-Bataillons Nr. 17 gebildet
- 8. August 1918.
  - vier Kompanien
  - eine MGK
  - eine MWK

#### Unterstellte Truppenteile des RJB 23
- 21. Mai 1915.
  - Feld-Maschinen-Gewehrzug (FMG)[10]
    - ein Offizier
    - 29 Oberjäger und Jäger
    - drei französische MG 07
- 18. Februar 1916.
  - Maschinengewehr-Ergänzungs-Zug (MGEZ)[11]
    - ein Offizier
    - 35 Mann
    - drei Maschinengewehre
- 25. August 1916.
  - zwei Jagdkommandos – „Plaik“ und „Kruhla“
    - je ein Offizier
    - je 15 Oberjäger und Jäger
- 28. März 1918.
  - ein Minenwerferzug

#### Abtretungen des RJB 23
- 17. August 1916.
  - die 3. Kompanie wird temporär dem Kommandanten der Skupowagruppe, Hauptmann Stoffleth (Kommandeur des RJB 18), unterstellt. Diese Gruppe marschierte ab und besetzte den Skupowa (1583 m).
- 1. September 1916.
  - nach einem russischen Angriff auf das Jagdkommando nördlich der Höhe 868 musste das Bataillon Gruppen an das RJB 18 auf Höhe 1478 in Marsch setzen
    - 3 Gruppen der 3./RJB 23
    - 2 Gruppen der 4./RJB 23

## Bewaffnung und Ausrüstung

### Hauptbewaffnung

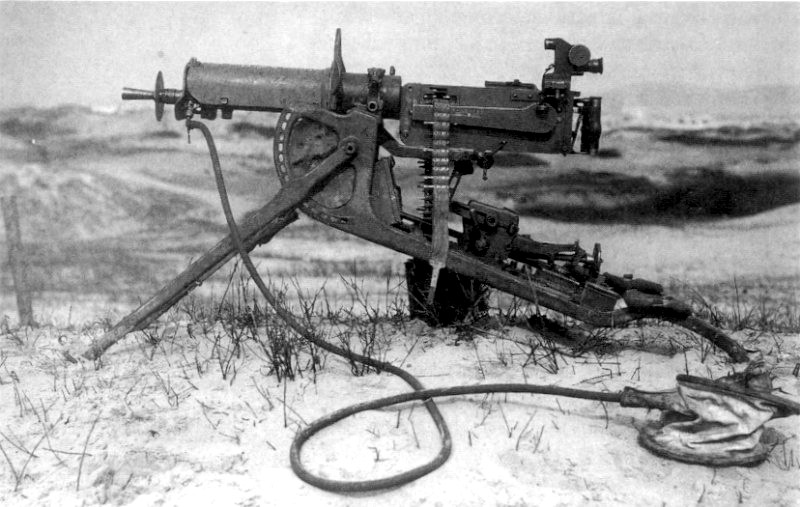
MG 08

- zur Gründung erhielten die Jäger Zündnadelbüchsen M./54 (die sog. Pikenbüchsen) sowie Hirschfänger
- 1866 – Neubewaffnung im Oktober mit der durch die Anbringung eines Stechschlosses verbesserten Jägerbüchse M./65
- 1872 – aptierte Zündnadelbüchse M/65 nebst apt. Hirschfänger.
- 1874 – nach Zurkenntnisnahme der Vorteile eines Chassepotgewehrs im Deutsch-Französischen Krieg wurden die Zündnadelgewehre des Bataillons durch M 71-Gewehre samt Hirschfänger ersetzt
- 1886 – erfolgte eine Neubewaffnung des Heeres mit dem Magazingewehr M 71/84
- 1887 – Der Hirschfänger wird durch das Seitengewehr ersetzt
- 1890 – In Colmar angekommen wurde das Seitengewehr wieder durch den Hirschfänger und die M71/84 durch Gewehre 88 ersetzt
- 1899 – im Mai wurde dem Bataillon versuchsweise eine Abteilung (MGA), bestehend aus vier Maschinengewehren und zwei Patronenwagen angegliedert
- 1901 – Nachdem die MGA um zwei Gewehre erweitert worden war, wurde sie am 1. Oktober zur etatmäßigen Maschinengewehr-Abteilung Nr. 3
- 1906 – am 1. Oktober wurde das Bataillon mit den Gewehr und Seitengewehr 98 umbewaffnet. Die Geschwindigkeit seiner Geschosse ließ eine Entfernung zwischen 800 und 1200 Meter zu.
- 1915 – ab Juli wurde jede Kompanie mit zwei Zielfernrohrbüchsen ausgestattet.
- 1916 – die Bewaffnung wurde um Flammenwerfer erweitert
- 1917 – im März wurden dem Bataillon vier leichte Minenwerfer zugeteilt.

### Uniform

#### Kgl. Deutsche Legion (1803–1816)
In diesem bildeten die Hannoveraner das 1. und 2. leichte Bataillon
- Rock
  - dunkelgrün mit kurzen Schößen
- Offiziere
  - mit zwei Reihen kleiner silberner Knöpfe besetzt (1.)
  - dreifache Knopfreihe und dolmanartig schwarz verschnürt (2.)
- Mannschaften
  - nur eine Reihe (1.)
  - ohne Verschnürungen (2.)
- Hosen
  - hellgrau und silberne Tressen längs des Beines (1.)
  - dunkelgrau und silberne Tressen längs des Beines (2.)
- Kopfbedeckung
  - hoher, schmaler Tschako mit kurzem Federbusch und silbernem Horn als Schild (1.)
  - Flügelmütze mit gleichen Abzeichen (2.)
- Aufschläge und Kragen
  - schwarz, Offiziere mit tiefschwarzen Litzen
- Schulter
  - silberne Schuppen (Wings) (1.)
  - schwarze Schulterschnüre (2.)
- Koppel und Bandelier
  - schwarz
- sonstiges
  - das Tragen eines Schnurbartes ist nicht gestattet (1.)

#### Althannoversche Jäger (1816–1866)
Als Uniform in der Hannoverschen Armee  wurde die des 1. leichten Bataillons beibehalten.
Uniformrock
- Mannschaften
  - 1838

Waffenrock aus dunkelgrünem Tuch in preußischem Schnitt
schwarze Ärmelaufschläge
Kragen mit roter Raspel
Knöpfe und Beschlag in Silber
Kopfbedeckung: österreichisches Käppi mit niederhängendem schwarzen Haarbusch
Hosen
hellblaue und silberne Tressen längs des Beines
- 1848

schwarz-grau mit roter Biese
- 1849

Waffenrock ohne Litzen
Lederzeug wurde über kreuz (Kreuzbandelier) getragen
- Offiziere

hoher, schmaler Tschako mit hängendem grünen Federbusch
Säbel war am Koppel über der Schulter zu tragen
Schärpe erst gelb, dann silber mit gelb
Am Tschako wurde weiterhin: Peninsula-Waterloo-Venta del Pozo geführt
- 1838

silberne Litzen
trägt Säbel durch den Rock gesteckt
- 1849

Waffenrock ohne Litzen

#### Hannoversches Jäger-Bataillon Nr. 10
Die zugeteilten Jäger behielten vorerst ihre alten Uniformen. Infolgedessen sah man ihnen noch Jahre später ihr Stammbataillon an.
- 1866
  - grünes Tuch
  - rote schwedische Ärmelaufschläge
  - Schulterstücke rotes Tuch mit gelben Ziffern
  - Tschako mit gelben heraldischen Adler
- 1897
  - zum 100. Geburtstag Kaiser Wilhelm I. verlieh dessen Enkel dem Militärischen Bunde als Zeichen der Zusammengehörigkeit die Reichskokarde.
    - Am Helm wird die deutsche Kokarde rechts, die Landeskokarde links getragen.

Am Tschako, Tschapka und an der Pelzmütze der Husaren wird die deutsche Kokarde rechts angebracht, das Feldzeichen führt die Farbe der Landeskokarde, an Feld-, Schirm- und Dienstmütze sitzt die Landeskokarde auf dem Besatzstreifen und die deutsche Kokarde darüber auf der Mitte des Grundtuchs, soweit nicht besondere, an der Mütze zu tragende Auszeichnungen einen weiteren Abstand der beiden Kokarden bedingen.
- 24. Januar 1899.
  - Am Auszeichnungsband des Tschakos erhielt das Bataillon die Inschrift Peninsula-Waterloo-Venta del Ponzo.
- 24. Januar 1901.
  - Verleihung eines Bands mit der Aufschrift „GIBRALTAR“
    - AKO: Ich will das Abzeichen, welches Kurfürst Georg III. von Hannover den Unteroffizieren und Mannschaften der drei an der Verteidigung von Gibraltar beteiligt gewesenen hannoverschen Bataillone verliehen hatte, in meinem Heere erneuern und bestimme demgemäß, dass von dem Füsilier-Regiment „General-Feldmarschall Prinz Albrecht von Preußen“ (Hannoversches) Nr. 73, dem Infanterie-Regiment „von Voigts-Rhetz“ (3. Hannoversches) Nr. 79 und dem Hannoverschen Jäger-Bataillon Nr. 10 auf dem rechten Ärmel des Waffenrockes oberhalb der Patte oder des Aufschlags ein hellblaues Band mit der Inschrift „Gibraltar“ nach der von Mir genehmigten Probe getragen wird.

Offiziere
- 1888

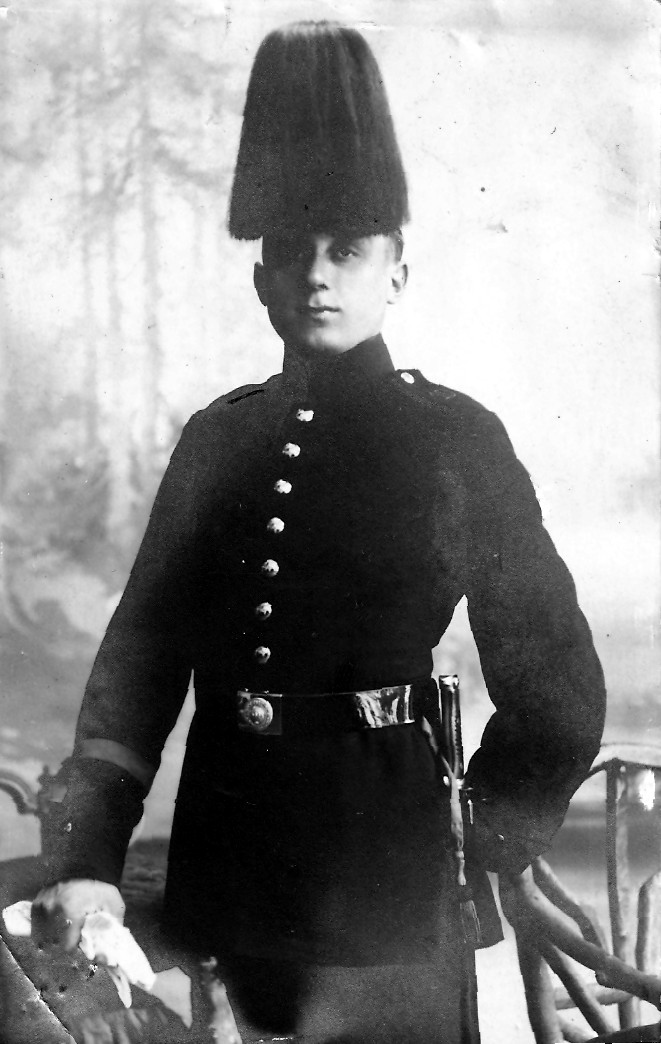
Jäger mit Gibraltar-Band

  - Die Berittenen hatten beim Dienst zu Pferde hohe Stiefel zu tragen
  - Da Epauletten nur noch zu Gala-, Parade- und Gesellschaftszwecken getragen werden durften, wurden veränderte Achselstücke eingeführt
  - Das Tragen von Sporen wurde für Hauptleute zur Pflicht
  - Die Pferdeunterlegedecke wurde vereinfacht und hatte keine Goldtresse mehr.
  - Der bisherige weiße wurde durch einen schilffarbenen Tschakoüberzug ersetzt.
- 22. März 1889.
  - anstelle des Einsteckdegens mit Lederscheide hatte der Offiziere der Infanterie seinen Offiziersdegen mit Stahlscheide und Lederkoppel mit Tressennbesatz, an dem fortan das Kavallerie-Portepee getragen wurde, zu tragen
- 1893
  - Der bisherige graue Paletot wurde durch einen schwarzen ersetzt.
  - Dem Chef der Kompanie mit dem besten Schießergebnis wurde eine Büste Se. Majestät (damalige Ausdrucksweise für Seine Majestät bzw. Seiner Majestät) verliehen
- 1894
  - Der Chef der besten Schützenkompanie wurde mit einer Fangschnur dekoriert.
- 1895
  - Für den kleinen Dienst wurde eine Litewka aus grünem Stoff eingeführt.
- 1896
  - Zum Dienstanzug wurde die Feldbinde vorgeschrieben.
  - Die Schärpe wurde nur noch zu Paraden angelegt.
  - Berittene wurden mit einem Portepee mit Lederriemen und einem Mantelsack ausgestattet.
- 1899
  - Das Offiziersgepäck wurde auf ein vorgeschriebenes Maß beschränkt
  - Es wurde ein grauer Umhang eingeführt
  - Zum Manöver waren fortan rotbraune Handschuhe vorgeschrieben
- 1908
  - Einführung brauner Lederschnürschuhe mit Gamaschen für unberittene Offiziere

Gebirgsausrüstung des RJB 23 in den Karpaten
- lederbesetzte Hosen
- Wickelgamaschen
- Bergschuhe
- Feldblusen
- Mäntel
- Windjacken
- Schneehemden
- Wolldecken

Fahnenträger
- 1898
  - Die Fahnenträger erhielten ein entsprechendes Abzeichen am linken Ärmel,
  - sowie ein halblanges Seitengewehr neuen Musters mit dem Griff eines Offiziersdegens[13]
  - Für den Dienst mit Helm war ein Ringkragen aus Messing anzulegen

Sanitätsoffiziere
- 29. April 1869.
  - Als Erkennungsvulgo wurden Totenmarken getragen.
- 1896
  - Das Tragen einer Feldbinde zum Dienstanzug wurde vorgeschrieben.
- 13. Februar 1913.
  - Per AKO hatten die Sanitätsmannschaften die Uniform ihres Truppenteils und auf dessen rechten Oberarm ein Äskulapstab aus gelbem Stoff den als Erkennungsmerkmal zu tragen.

Mannschaften
- 12. März 1887 (Infanterie-Gepäck M. 87)
  - Tornister und Kochgeschirr wurden verkleinert.
  - drei Patronentaschen (zu den zwei vorderen noch eine hintere)
  - kleineres Seitengewehr
  - wasserdichter zweiteiliger Brotbeutel
- 1889
  - Für herausragende Schießleistungen wurde der betreffende Soldat mit einer aus einer silbernen Tresse mit schwarzen Streifen versehenen Schützenschnur ausgezeichnet.
- 1891
  - Für den kleinen Dienst wurde das Tragen einer Litewka aus grünem Stoff eingeführt.
- 1893
  - Ab diesem Jahr (bis 1895) wurden Feldflaschen, Trinkbecher und Kochgeschirre aus Aluminium eingeführt. Des Weiteren wurde die Ausrüstung um eine tragbare Zeltausrüstung erweitert.
  - Die Schützenschnur bestand fortan aus einer geflochtenen, silbernen Schnur.
  - Die Kompanie mit den besten Schießergebnissen durfte fortan auf dem linken Ärmel ein besonderes Abzeichen tragen.
- 1894
  - Einführung des dunkelgrünen Mantels
- 1895
  - Die Truppe erhielt ein neues Tornistermodell

Der sogenannte Dachstornister schmiegte sich an die Rückenform an. Ein im Inneren angebrachter wasserdichter Tornisterbeutel war abnehmbar und konnte an dem Tragegerüst angebracht, ohne Dachs, ähnlich wie ein Rucksack getragen werden.
- Fortfall der hinteren Patronentasche
- Der Brotbeutel wurde fortan nur noch am Leibriemen getragen
- Der Stehkragen am Waffenrock wurde weiter und niedriger gestaltet

- Erster Weltkrieg
  - 4. April 1916, zur Vorbereitung auf den Einsatz bei der Schlacht um Verdun empfingen die Kompanien Gasmasken
  - 4. Juni 1916, vor der Versetzung in die Schlacht um Verdun, wurde der Tschako durch den neuen Stahlhelm ersetzt.

Musikkorps
- 1898
  - Die Bekleidung der Stabshoboisten wurde, zur besseren Hervorhebung, aus feinerem Tuch als die Waffenröcke gefertigt.
  - Die Schulterstücke bestanden jetzt aus Kantschnur.
  - Die Tuchunterlagen (der Schulterstücke) waren in den Farben des Truppenteils zu versehen.
  - Es wurde eine Leibbinde nach Art der Offiziers-Feldbinden angelegt.

### Fahne

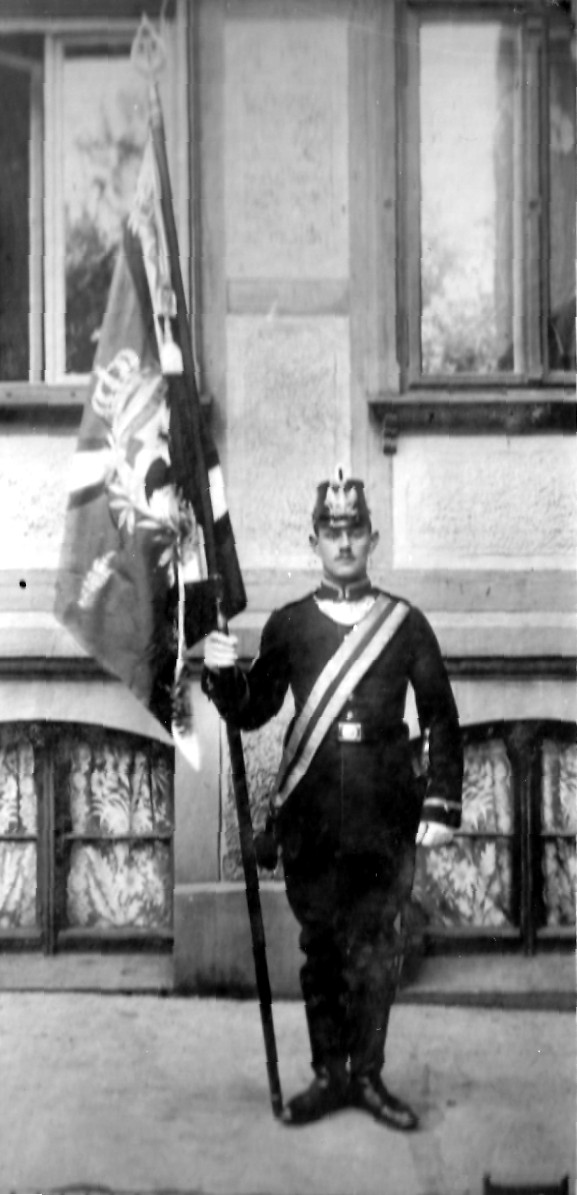
Fahne des Hannoverschen Jäger-Bataillons Nr. 10

Am Jahrestag der Schlacht bei Königgrätz erhielten alle neu errichteten Truppenteile per AKO vom 24. Juni 1867 neue Fahnen und Standarten. Zur Nagelung und Weihe entsandte jeder Truppenteil eine Deputation nach Potsdam. Am 2. Juli versammelten sich Fahnenträger und Kommandeure im Marmorsaal des Schlosses zu Potsdam. Es erschien der König samt Gattin und Familie und einem zahlreichen Gefolge aus Generälen, Staatsbeamten und Würdenträgern. Nach der Begrüßung durch den König begann, indem dieser den ersten Nagel einschlug, die Nagelung. Den vorletzten schlug der Kommandeur und den letzten der Fahnenträger, der die Fahne bis dahin gehalten hatte, ein.
Nachdem die Fahnenträger am 3. Juli vom 1. Garde-Regiment zu Fuß vom Schlosse in dreigliedriger Sektion zum Lustgarten folgten, bildeten diese mit den Potsdamer Garnisonstruppen ein zum Schloss hin offenes Viereck. Die Kommandeure nahmen mit gezogenem Degen vor ihren Fahnenträgern Aufstellung.
Es erschienen neben den gerade in Potsdam weilenden Kronprinzen Humbert von Italien die bereits am Vortage erschienenen.
Nachdem der Garnisonsprediger von Potsdam die Kirchliche Weihe vollzogen hatte, fand eine durch General v. Alvensleben kommandierte Parade statt, bevor die Fahnen ins Schloss zurückkehrten. Dort wurden sie verpackt und ihren Garnisonen zugesandt.
Am 6. Juli wurde in Goslar von der 1. Kompanie die Fahne aus der Wohnung des stellvertretenden Kommandeurs, Major Dunin v. Przychowski, geholt und zum Lindenplan gebracht, wo bereits die anderen drei Kompanien warteten. Nach Ansprache des Kommandeurs fand die Übergabe an das Bataillon statt. Gleichzeitig mit den neuen Feldzeichen erhielten die neuen Truppenteile die den alten entsprechenden Namen. So zog nach einem Vorbeimarsch der Kompanien zog das Hannoversche Jäger-Bataillon Nr. 10 mit klingendem Spiel und seiner neuen Fahne an der Spitze in die Stadt ein.
Per AKO vom 13. April 1872 verlieh der Kaiser den Fahnen sämtlicher am Feldzug beteiligter Truppenteile das Eiserne Kreuz. Es zeichnete durch Anbringung desselben an der Fahnenspitze diese aus. Die „neue“ Fahne wurde durch einen Festgottesdienst am 26. Mai in Goslar geweiht und im Anschluss von dem inzwischen zu den 3. Garde-Regiment zu Fuß versetzte Kriegskommandeur des Bataillons diesem übergeben.
Fahnen und Standarten die beim Deutsch-Französischen Krieg im Felde mitgeführt waren, wurden per AKO vom 18. August 1895 Fahnen- und Standartenbänder in Form des Bandes der für diesen Krieg gestifteten Gedenkmünze mit Spangen verliehen. Da die Fahne der 10. Jäger während des Krieges jedoch in ihrer Garnison blieb, ergo bei keinem Gefecht geführt worden war, konnte sie keine Bänder erhalten.
Zum Jahrhundertwechsel verlieh 1900 der Kaiser den Fahnen der 10. Jäger Ehrenzeichen. Es handelte sich um zwei Bronzespangen, die auf Bändern angebracht waren. Auf der einen Seite trugen sie das W II mit der Krone, auf der anderen den Tag der Verleihung, 1. Januar 1900, und den Geburtstag des Regiments, 19. Dezember 1803.
Das Muster von Fahnen der Linien-Infanterie-Regimenter der Preußischen Armee wurde 1890 reglementiert.
Am 23. August 1908 fand auf dem Kasseler Schloss die Weihe und Nagelung neuer Feldzeichen statt. Dem 10. Bataillon wurden neue Fahnentücher verliehen.
Am 4. August 1914 erreicht das an die Front fahrende Bataillon in Malmedy von der Infanterie-Ordonnaz der Befehl des Kaisers, die Fahne wieder heimzuschicken.

## Geschichte der althannoverschen Jäger

### Der Siebenjährige Krieg
Zu Beginn des Siebenjährigen Krieges einigte Preußen, England, Hannover und einige Kleinstaaten ein Bündnis in dem England die Abwehr zwischen Maas und Niederrhein zusammengezogenen französischen Armee übernahm.
Nach dem Ersten Schlesischen Krieg hatte Friedrich II. besonders wendige Truppen in Form von Husaren und Jägern geschaffen.
Diesem Beispiel folgend erschuf Hannover ein Husaren- und Jägerkorps. Mit der Gründung des letzteren wurde der Oberjägermeister Graf Schulenburg betraut. Er formierte zunächst zwei Kompanien zu Fuß unter den Kapitäns Dykhoff und Baring sowie zwei zu Pferde unter den Rittmeistern Friedrichs und v. Ompteda. Kommandeur der beiden Fuß-Kompanien war Major Wilhelm von Freytag unter dessen Kommando ab 1759, inzwischen zum Oberst avanciert, das gesamte Korps stand.
Die Jägeruniformierung war grün und sie führten ein gezogenes Gewehr.
Die Bedeutung des Parteigängerkriegs zeigte sich im ersten Teil des Feldzuges des Herzogs Ferdinand von Braunschweig, der im November 1757 den Oberbefehl der verbündeten Armee von Cumberland übernahm, von 1758. Er vertrieb die Franzosen aus der Gegend von Bremen bis über den Rhein ohne eine Schlacht zu schlagen.
Nach dem Krieg wurden die hannoverschen Korps wieder aufgelöst. Beim Ausbruch des Krieges gegen die französischen Revolutionäre formierte man wie eine Jägertruppe à 2 Kompanien, die 1801 wieder aufgelöst werden sollten.

### Königlich Deutsche Legion
Als die Kriegsgefahr anstieg, ging Hannover aufgrund des Basler Friedensvertrags davon aus, in dem bevorstehenden Kampf neutral bleiben zu können. Der Friede von Lunéville sicherte ihm zudem den Schutz des Staatenbundes zu. Am 3. Juni 1803 schloss zudem eine Deputation mit dem französischen General Mortier den Vertrag von Sulingen ab. Jenen Vertrag erkannte Napoleon aber nicht an. Stattdessen erfolgte am 5. Juli 1803 die sogenannte Elbkonvention
König Georg III., Kurfürst Hannovers, erteilte daraufhin am 19. Dezember 1803 Oberst Friedrich von der Decken das Recht, mittels Werbebriefen ein Hannoveraner Korps leichter Infanterie für den britischen Dienst zu errichten. In diesem Werbebrief wurde in Artikel XIV. der Etat der Bataillone festgelegt. Die Legion, die sogenannte King’s German Legion, bestand unter anderem in der Infanterie aus dem 1. und 2. leichten Bataillon, die die Schützen-Brigade bildeten. Deren Traditionen sollten später im Hannoverschen Jäger-Bataillon Nr. 10 fortleben.
Das Kommando des 1. erhielt der Oberstleutnant Carl von Alten, des 2. Colin Halkett.
Der Säbel wurde am Schwungkoppel getragen. Offiziere trugen oberhalb dieses die dunkelrote, englische Schärpe. Bewaffnet waren sie mit einer kurzen Feuersteinschlossbüchse und einem Hirschfänger.
Als der schwedische König Gustav IV. auf Seiten Napoleons sich zur 1807 Verteidigung seines pommerschen Gebiets rüstete, entsandte England ein Hilfskorps auf die gegenüberliegende Insel Rügen. Während die Legionstruppen in Pommern kämpften, verblieb die Brigade auf Rügen. Da Dänemark auch eher zur schwedischen Seite tendierte, wurde im August beschlossen, Kopenhagen zu erobern. Auf den Wällen der Stadt bemerkte die Brigade eine dänische Redoute. Diese wurde, nach heutigen Begriffen im Handstreich, genommen. Die leichte Infanterie hatte ihre Feuertaufe erhalten.
Nach kurzzeitigen Expeditionen nach Schweden und an die Schelde sollten die Hannoveraner, als sie 1811 nach Portugal einschifften, England für längere Zeit nicht sehen. Die Brigade erhielt die Bezeichnung Independent light Brigade.
Im Peninsular War kämpften die Brigade in der Schlacht von Albuera.
Am 20. Juni 1811 erging die Order, dass die leichten Bataillone Braunschweig-Ölser leichter Infanterie zu einer Brigade verbunden und zusammen mit einer englischen sowie einer portugiesischen Brigade zur 7. Division vereinigt wurden.
Bei der Belagerung von Ciudad Rodrigo wurde die 7. Division nach Sabugal geschickt, wobei die leichte Brigade von Robleda aus die Ufer der Águeda beobachtete. Während der Belagerung von Badajoz musste die 7. zum Schutz der Belagerungskorps die französische Süd-Armee unter Soult, die bereits Llerena erreicht hatte, am weiteren Vordringen hindern.
Zur Vertreibung des Marschalls Marmont aus Salamanca wurde die Division zu den Arapillen, zwei kegelförmigen steilen Hügeln, stationiert. Während der Schlacht von Salamanca war die 7. Division die Reserve.
Am Tage darauf nahm sie die Verfolgung in Richtung Madrid auf und passierte am 24. García Hernández. Als man in Madrid war, traf die Nachricht ein, dass die englische Regierung am 18. Oktober 1812 allen Offizieren der Legion in Anerkennung für deren Leistungen einen permanenten Rang in der englischen Armee verliehen hatte.
Am 23. Oktober wurde die 7. Division mit der englischen Kavallerie-Brigade vereinigt. Sie bildete unter Sir Stapleton Cotton die Arrièregarde. Es kam zum Gefecht von Venta del Pozo (Wirtshaus zum Brunnen).
Am 16. Januar 1813 wurden die Leichten Bataillone der 1. Division unter General von Hinüber unterstellt.
Nach der siegreichen Schlacht von Vitoria galt es dem König Joseph den Rückzug nach Frankreich zu verwehren. So eroberte das 1. leichte Bataillon unter der Führung des Oberstleutnants v. Ompteda am 25. Juni das von den Franzosen zur Festung ausgebaute Tolosa.
Am 31. August erobern die Engländer unter partieller Beteiligung der Hannoveraner San Sebastián.
Bis April 1814 nahmen sie an Gefechten bei Bayonne teil. Frankreich verließ man aber erst am 15. Juli.
Anstatt die Legion jetzt aufzulösen, wurde sie in die österreichischen Niederlande verlegt und wurde Teil der Armee der Niederlande. Als solcher nahm sie an der Schlacht bei Waterloo teil.
Der englische Prinzregent Georg IV. verfügte im Carlton House am 23. Dezember 1815 die Auflösung der Legion. Die beiden leichten Bataillone wurden nach Liebenau im durch den Wiener Kongress neuerschaffenen Königreich Hannover dirigiert, um bei ihrer dortigen Ankunft demobilisiert zu werden.

### Deutscher Krieg
Die Hannoversche Armee wurde zwischen vom 15. bis 20. Juni 1866 in Göttingen versammelt. Nachdem der erwartete preußische Angriff auf Göttingen nicht stattgefunden hatte, marschierte man über Heiligenstadt, Mühlhausen, Langensalza nach Eisenach.
Es wurde ein Waffenstillstand angeboten, welcher die Bedingung beinhaltete, dass Hannover gegen Preußen auf ein Jahr nicht die Waffen erheben werde. Dieser wurde nicht akzeptiert und die hannoversche Armee zog sich in die Gegend um Langensalza zurück.
Am späten Vormittag des Folgetages griffen die Preußen zur Schlacht bei Langensalza an. Am Abend forderte der in Langensalza zusammenrufene Kriegsrat einen raschen Vormarsch auf Gotha, Der General v. Arentschildt sowie die meisten höheren Offiziere erklärten einen solchen wegen Mangel an Munition und an Verpflegung sowie der großen Ermüdung der Truppen für unmöglich. So musste der König nachgeben und es wurde der Vorschlag eines temporären Waffenstillstandes beschlossen.
Unter den verwundeten Offizieren befand sich auch der Premierleutnant Mejer.
Der vom Generalstab zum Feind entsandte Oberstleutnant Franz Friedrich von Rudorff kehrte am 28. mit der Ablehnung aller Vorschläge zurück. Eine Beratung ergab, dass jede weitere Aktion lediglich unnötiges Blutvergießen brächte, leitete König Georg die Kapitulation ein. General v. Arentschild unterzeichnete sie am 29.
Die Hannoversche Armee wurde aufgelöst, der größte Teil seiner Offiziere trat im Frühjahr 1867 in preußische Dienste.

### Die althannoverschen Jäger im Frieden

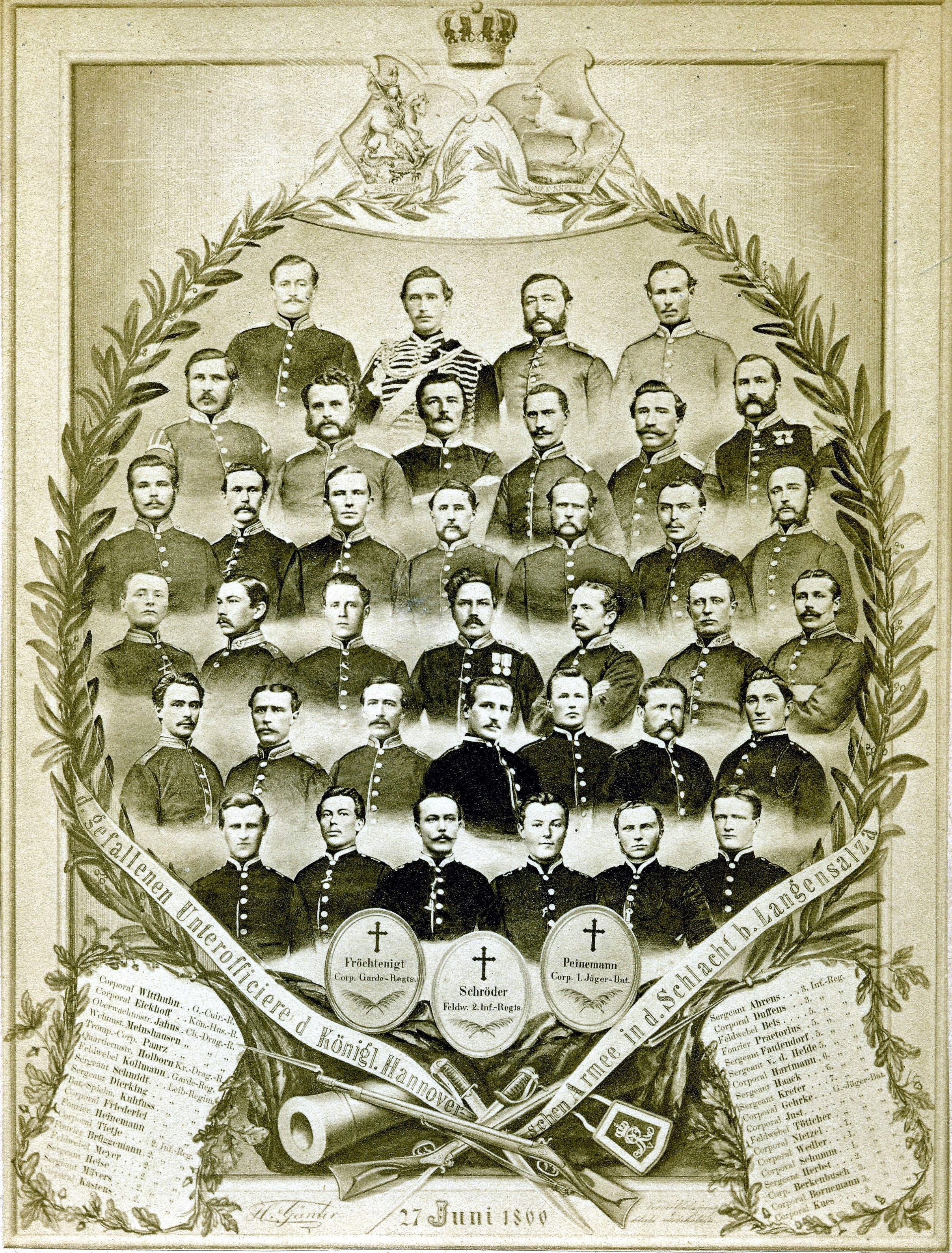
Gefallene Unteroffiziere der Hannoverschen Armee – Umschrift linkes Wappen: NUNQUAM RETRORSUM („niemals zurück“), der Wahlspruch der Welfen – rechtes Wappen: NEC ASPERA TERRENT („Widrigkeiten schrecken nicht“), Wahlspruch auf den Fahnen der chur-braunschweig-lüneburgischen Armee

Wurden einst die Truppenbestandteile geworben, bestand ab 1816 eine Landwehrdienstpflicht für alle Wehrfähigen zwischen 18. und 25. Lebensjahr. In Friedenszeiten war eine Stellvertretung gestattet.
Jedes Bataillon des Garde-Jäger-Regiments erhielt 1820 eine Fahne verliehen. Ab 1849 wurde die Perkussionsbüchse eingeführt. Als Garnisonsort galt die Kaserne am Waterlooplatz in Hannover.
Von 1838 bis 1866 war der König von Hannover Chef des Garde-Jäger-Bataillons.
Im Schleswig-Holsteinischen Krieg kämpften die Hannoveraner Jäger als Teil des Bundeskorps und Preußens. Für ihre Mitwirkung am 24. April 1848 im Gefecht bei Bilschau, am 8. Mai im Gefecht bei Sonderburg-Fähr, am 28. und 29. Mai im Gefecht bei der Rübel-Mühle und Düppel, vom 28. Juni bis 1. Juli an der Unternehmung gegen Hadersleben sowie am 6. April 1849 im Gefecht von Ulderup fühlte man sich nicht hinreichend entlohnt. Beim Deutsch-Dänischen Kriege (auch zweiter Schleswig-Holsteinischer Krieg) waren sie bei den Bundestruppen zur Untätigkeit verdammt.
Dies gab u. a. den Ausschlag, dass sich Hannover bei der Entscheidung zwischen Österreich und Preußen auf die Seite der Österreicher stellte.

## Geschichte

### Bildung der Bataillone

#### Gründung
Per Kabinetts-Ordre vom 27. September 1866 wurde die Errichtung des 10. und 11. Jäger-Bataillons befohlen. Dieser Tag ist durch Allerhöchste Kabinetts-Ordre (AKO) vom 25. August 1887 als Stiftungstag festgelegt worden. Bereits die AKO des 2. Oktober 1866 hatte festgelegt, dass das Bataillon die Bezeichnung Jäger-Bataillon Nr. 10 führen solle. Die Angehörigen des Hannoverschen-Jäger-Bataillons Nr. 10 wurden auch „Goslarer Jäger“ genannt.
| aus Kompanien              | des Jäger-Bataillons                  |
| -------------------------- | ------------------------------------- |
| Ersatzbataillonsmannschaft | Garde-Jäger-Bataillon Nr. 1           |
| Ersatzbataillonsmannschaft | Pommersches Jäger-Bataillon Nr. 2     |
| Ersatzbataillonsmannschaft | 1. Schlesisches Jäger-Bataillon Nr. 5 |
| Ersatzbataillonsmannschaft | 2. Schlesisches Jäger-Bataillon Nr. 6 |

Das Bataillon trat am 5. November in Potsdam erstmals zusammen und erhielt Goslar als Garnison zugewiesen.
Per AKO vom 24. Januar 1899 soll das Bataillon, bestehend aus dem einstigen Hannoverschen Garde-, sowie dem 1., 2. und 3. Jäger-Bataillon als eines angesehen werden. Als dessen Stiftungstag wurde der 19. Dezember 1803 bestimmt.

#### Aufstellung des RJB 10
Gemäß dem im Frieden erarbeiteten Mobilisierungs-Termin-Kalender wurde am 2. August 1914 vom Jäger-Bataillon Nr. 10 das Reserve-Jäger-Bataillon Nr. 10, das aus den älteren Jahrgängen der Reserve und den jüngeren der Landwehr bestand, aufgestellt.
Am 11. August wurden die Reserve-Jäger auf dem Domkasernenplatz am Ende ihrer Vorbereitungszeit eingesegnet und verließ am nächsten Morgen zu den Klängen einer Zivilkapelle gespielten „Weh, daß wir scheiden müssen!“ die Stadt.

#### Aufstellung des RJB 23

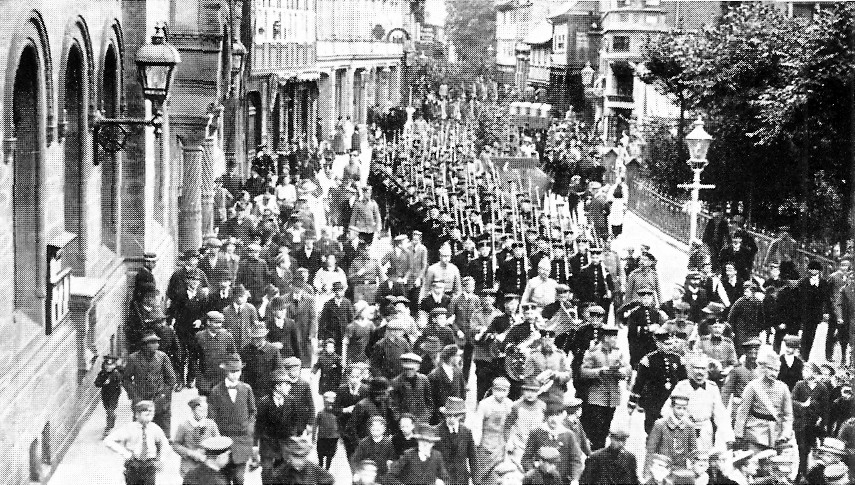
Auszug aus Goslar am
19. September 1914

Die bei der Mobilmachung zur Thomaswallkaserne gemäß dem Zitat Horaz' Eilenden wurden abgewiesen, da die „Goslarer Jäger“ noch niemanden einstellten.
Ab dem 8. August wurden Kriegsfreiwillige eingestellt und mit 5. Garnitur eingekleidet. Des Weiteren trafen 300 Mann der Ersatzabteilungen des Füsilier-Regiments Nr. 73 aus Hannover und 212 des Infanterie-Regiments Nr. 79 aus Hildesheim ein.
Am 16. August wurde vom Kaiser die Bildung von sechs neuen Armeekorps (XXII. bis XXVII. RK) und einer bayerischen RD befohlen.
Im Zusammenhang mit diesem Befehl erging am 20. August 1914 vom stellvertretenden Generalkommando des X. Armeekorps der Befehl zur Aufstellung des „Reserve-Jäger-Bataillons 23“ durch das im August gebildete Ersatz-Bataillon Jäger 10, welches am 1. September 1914 gebildet wurde.
Die Führung des Bataillons übernahm der seit über zehn Jahren dem aktiven Goslarer Bataillon angehörende Major v. Winterfeldt.

### Garnisonen
- 1866 Goslar
  - Domkaserne
- 1890 Colmar i. E.
  - Jäger-Kaserne
- 1901 Bitsch

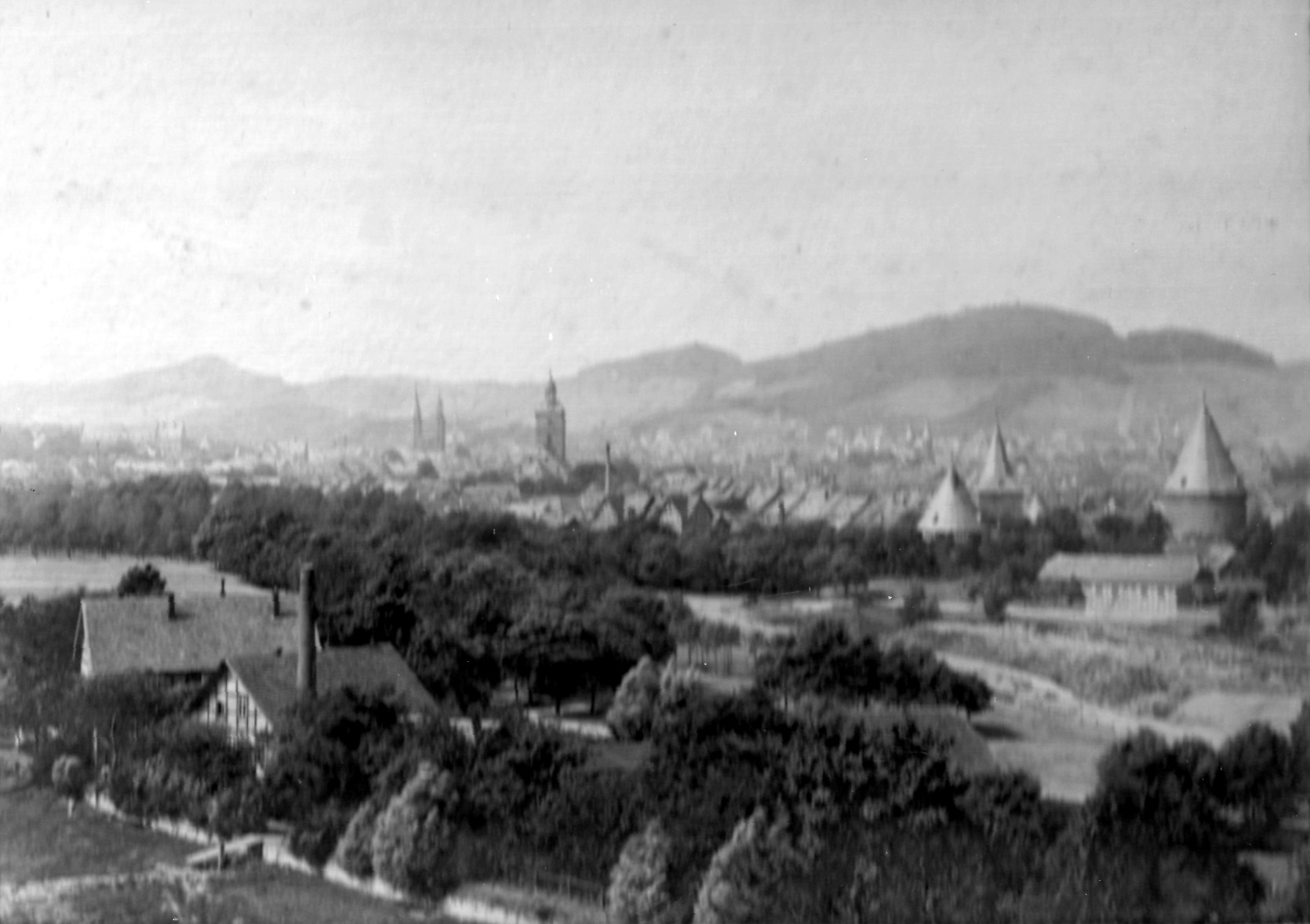
Goslar

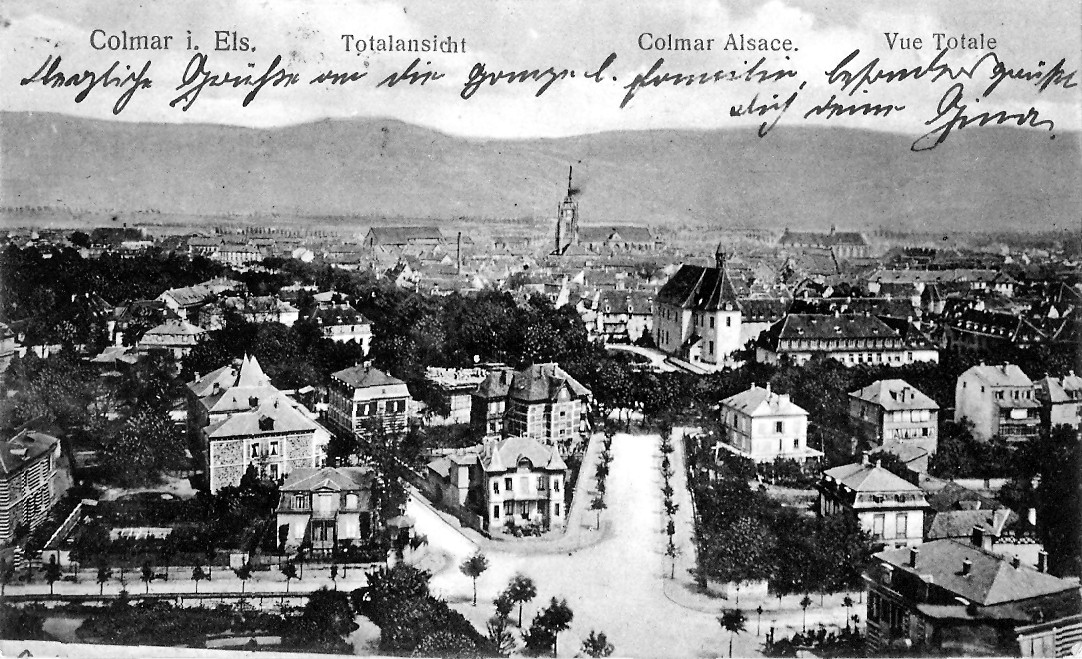
Colmar

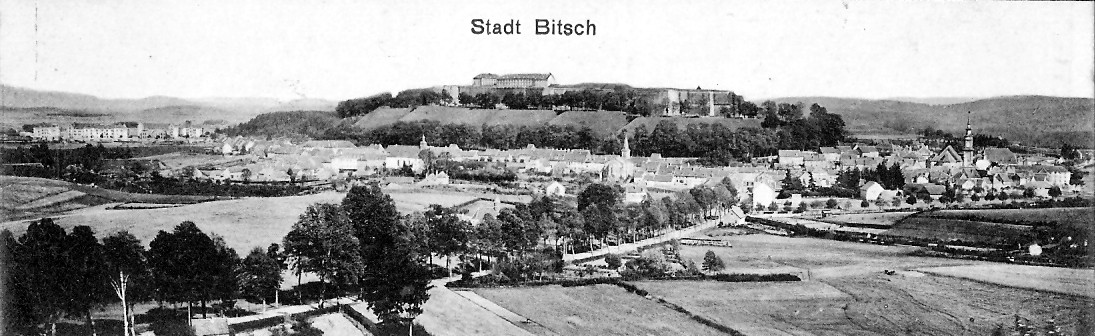
Bitsch

  - Neue Kaserne (Truppenübungsplatz)
- 1909 Goslar
  - Domkaserne
  - Rammelsbergkaserne (ab 1914)
    - 5. Kompanie (MGK)
    - 6. Kompanie (RK)

Jäger-Kasernen
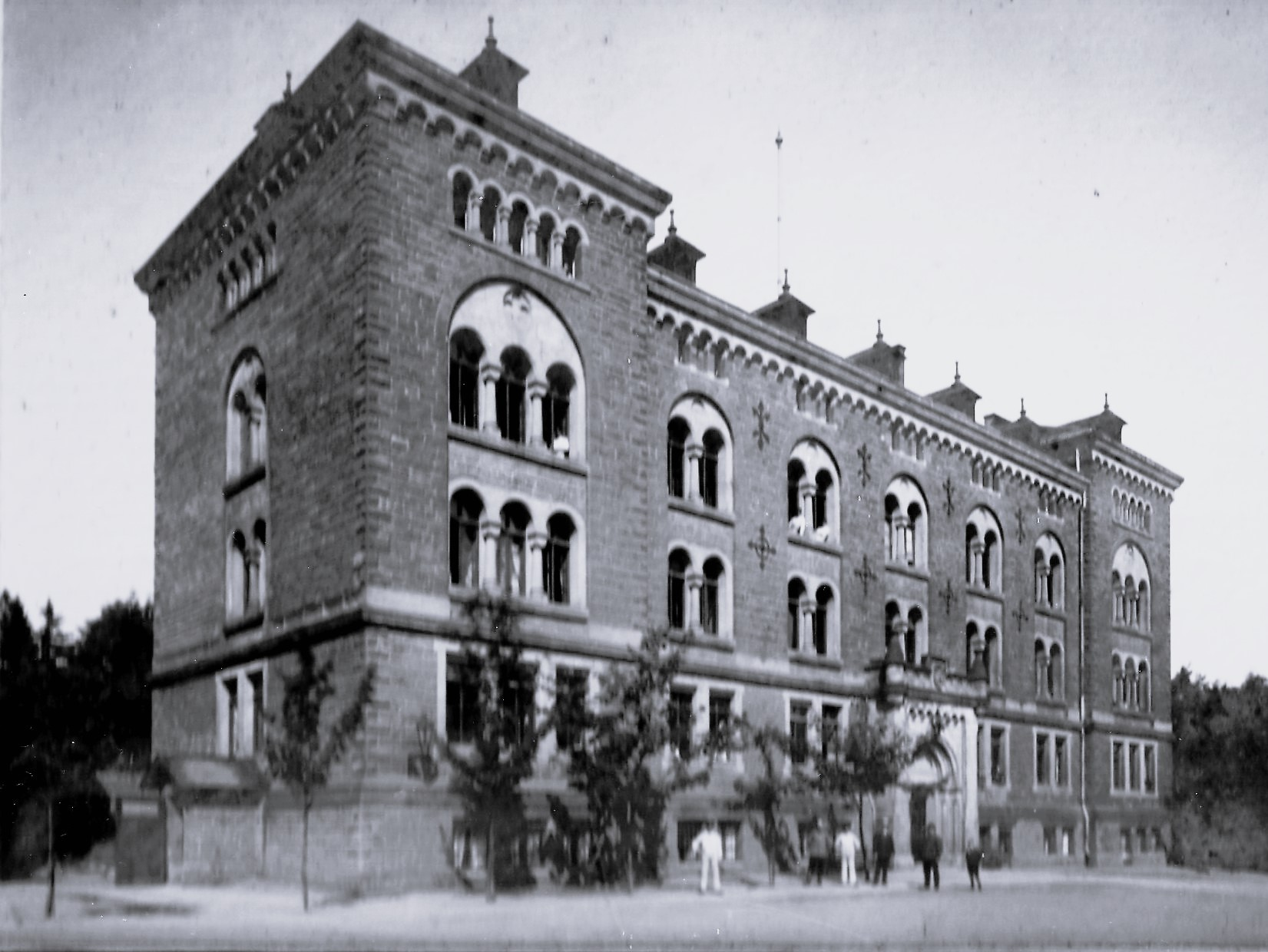
Domkaserne (heute Krahmer-Möllenberg-Kaserne)
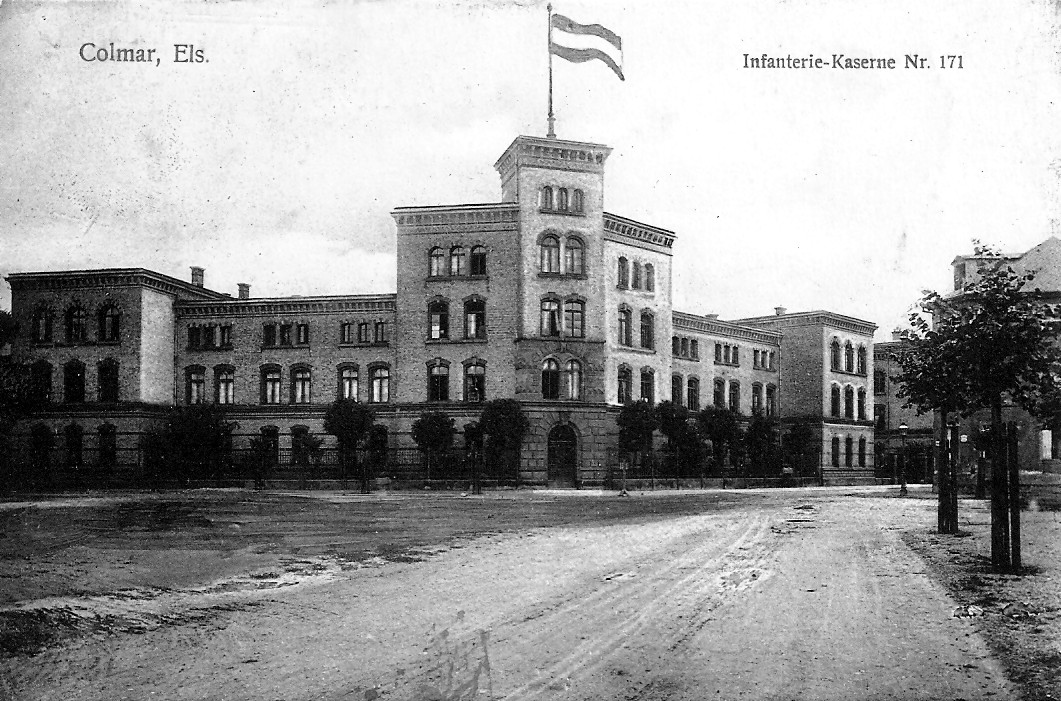
Jäger-Kaserne
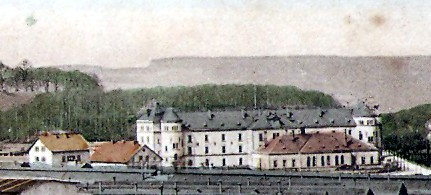
'Neue Kaserne' am Truppenübungsplatz
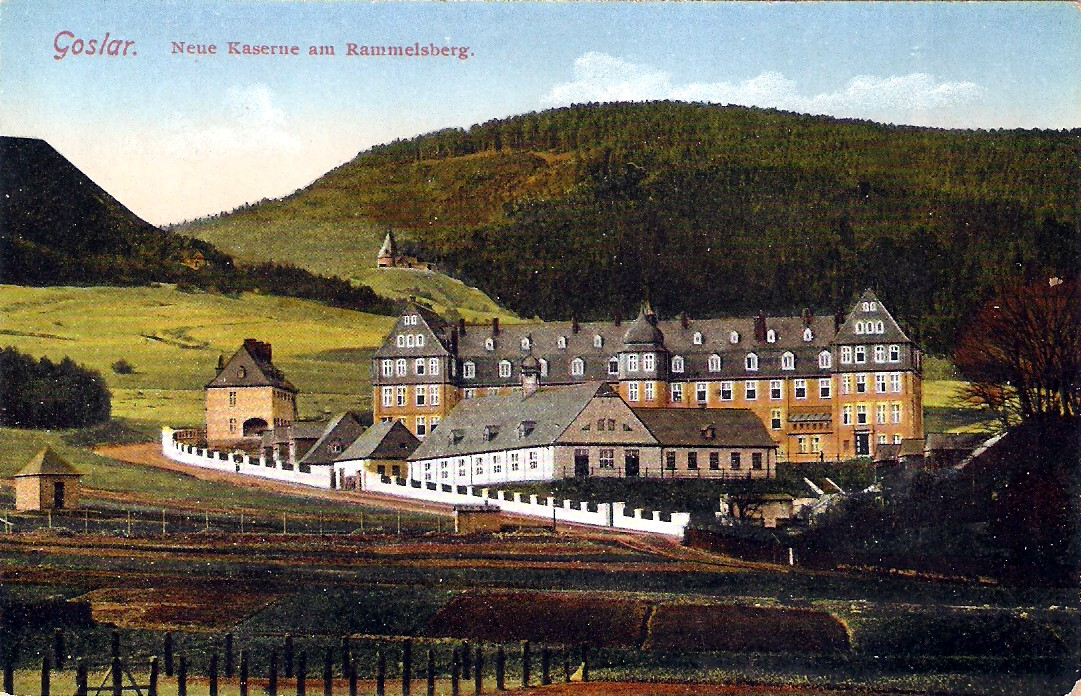
Neue Kaserne am Rammelsberg

### Angehörige der Bataillone

#### Kommandeure des Jäger-Bataillons
| Dienstgrad           | Name                                       | Beginn der Berufung |
| -------------------- | ------------------------------------------ | ------------------- |
| Major                | Georg von Rechenberg                       | 30. Oktober 1866    |
| Major                | Alexander Dunin von Przychowski            | 03. August 1867     |
| Major                | Albert von Bülow                           | 21. Mai 1872        |
| Oberstleutnant       | Hermann von Mertens                        | 30. März 1880       |
| Major/Oberstleutnant | Otto von Grone                             | 06. Dezember 1883   |
| Major                | Hermann von Brauchitsch                    | 06. September 1887  |
| Major                | Wilhelm von Rolshausen                     | 04. November 1890   |
| Major                | Hermann von Hanneken                       | 17. Mai 1892        |
| Major                | Hermann von Spiegel von und zu Peckelsheim | 22. März 1897       |
| Major                | Adolf von Bodelschwingh                    | 22. Mai 1900        |
| Major                | Friedrich Guderian                         | 27. Januar 1903     |
| Major                | Georg Mühry                                | 17. Dezember 1908   |
| Major                | Franz Bauer                                | 18. April 1912      |
| Major                | Hans Petersen                              | 02. August 1914     |
| Hauptmann            | Friedrich (Fritz) von Rauch                | Oktober 1914        |
| Hauptmann            | Heinrich Kirchheim                         | 15. August 1916     |
| Major                | Benno Pflugradt                            | 03. März 1919       |

#### Sonstige Offiziere des Jäger-Bataillons
- Heinz Guderian
- Bodewin Keitel – Bei Kriegsausbruch ist der Leutnant Zugführer bei der „Radfahr-Kompanie“. Befördert zum Oberleutnant wurde er zum Kompaniechef der „Ersatz-Radfahr-Kompanie“ ernannt, bevor er zu der 3er Jägern an die Ostfront versetzt wurde.
- Friedrich von Mejer
- Kurt Krahmer-Möllenberg – war Sohn eines alten 10. Jägers, der als Bataillonsadjutant den Krieg von 1870/71 mitgemacht hatte, und wuchs in der Tradition eines Offiziershauses auf und wurde in einem Kadettenkorps erzogen. Im Ersten Weltkrieg wurde er Kommandeur des Reserve-Jäger-Bataillons 10 ernannt. Am 27. Juni 1916 verlieh ihm Krafft v. Dellmensingen den Bayerischen Militärverdienstorden IV. Klasse mit Schwertern. Mit dem Bataillonsstab wurde er auf dem Schlachtfeld von Verdun am 6. August „schwer verschüttet“ und fiel am 19. November 1916 in Rumänien.

#### Kommandeure des RJB 10

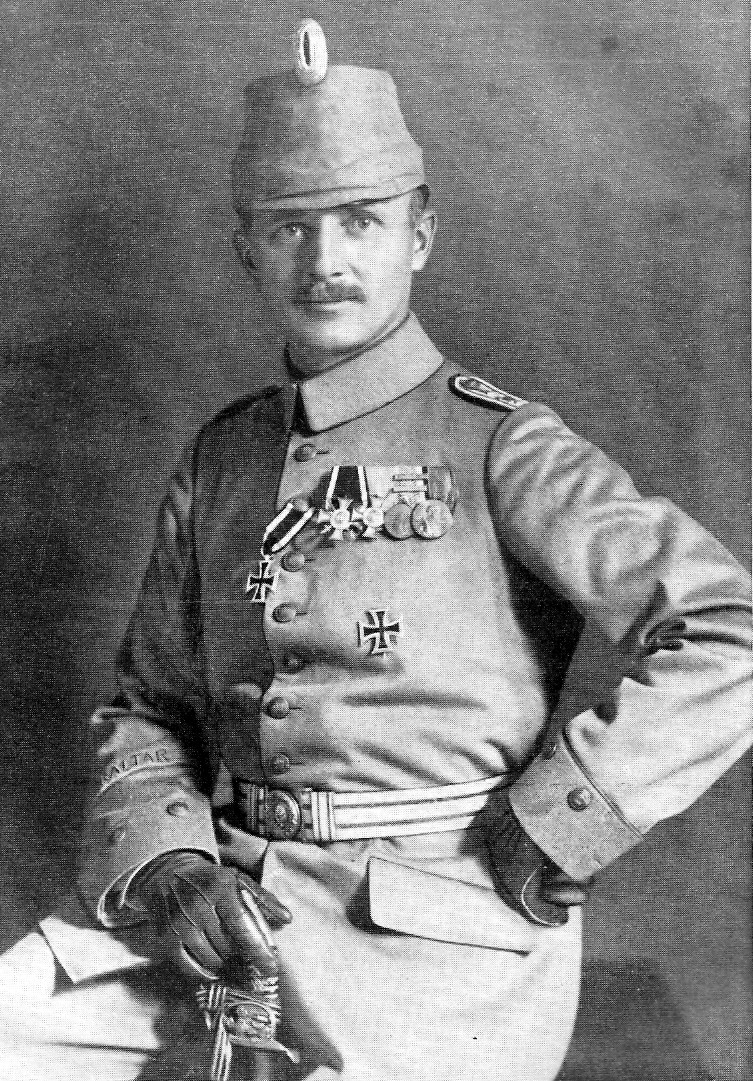
Major Krahmer-Möllenberg, Namensgeber einer Goslarer Kaserne

| Dienstgrad            | Name                       | Beginn der Berufung |
| --------------------- | -------------------------- | ------------------- |
| Hauptmann             | Krahmer-Möllenberg         | 02. August 1914     |
| Hauptmann der Reserve | Pogge (Führung)            | 05. September 1914  |
| Hauptmann             | Stephanus (Führung)        | 13. September 1914  |
| Hauptmann der Reserve | Pogge (Führung)            | 15. Oktober 1914    |
| Hauptmann             | Schäfer (Führung)          | 09. August 1916     |
| Hauptmann             | Schäfer                    | 8. November 1916    |
| Hauptmann             | Fischer                    | 30. Juli 1917       |
| Oberleutnant          | Hermann Clauditz (Führung) | 1918                |
| Hauptmann der Reserve | Ernst Nottbohm (Führung)   | 16. Oktober 1918    |
| Hauptmann             | Hans Kreysing (Führung)    | 27. Oktober 1918    |

#### Sonstige Offiziere des RJB 10
- Konrad Stephanus, Hauptmann und Inhaber des Ritterkreuzes des Königlichen Hausordens von Hohenzollern

#### Kommandeure des RJB 23
| Dienstgrad             | Name                                | Beginn der Berufung |
| ---------------------- | ----------------------------------- | ------------------- |
| Major                  | von Winterfeld                      | 10. September 1914  |
| Hauptmann              | de Cuvry (Führung)                  | 21. Oktober 1914    |
| Major                  | von Mengersen                       | 26. Oktober 1914    |
| Major                  | Hoffmann                            | 08. November 1914   |
| Hauptmann              | von Rechenberg                      | 21. April 1915      |
| Major                  | Robert Horn                         | 18. August 1915     |
| Hauptmann der Landwehr | Joseph Pütz (Vertretung)            | 25. Dezember 1915   |
| Major                  | von Nauendorf                       | 01. Januar 1916     |
| Hauptmann              | Wolff von Graeffendorff             | 01. August 1916     |
| Hauptmann der Reserve  | Wilhelm Paulcke (Vertretung)        | 13. Januar 1917     |
| Hauptmann              | Weber (in Vertretung)               | 28. Januar 1917     |
| Hauptmann der Reserve  | von Apell (in Vertretung)           | 04. Februar 1917    |
| Hauptmann der Reserve  | Conrad                              | 06. Februar 1917    |
| Oberleutnant           | Schmidt (Vertretung)                | 20. Oktober 1917    |
| Hauptmann              | von Leesen                          | 22. Oktober 1917    |
| Leutnant               | Sturm (Führung)                     | 15. Juli 1918       |
| Oberleutnant           | Kranz (Führung)                     | 16. Juli 1918       |
| Hauptmann              | von Freeden                         | 23. August 1918     |
| Leutnant               | Friedrich-Wilhelm Bock (Vertretung) | 29. September 1918  |

#### Sonstige Offiziere des RJB 23
- Friedrich-Wilhelm Bock – meldete sich als Kriegsfreiwilliger. Am 3. Juli 1915 wurde er Zugführer der in der neuaufgestellten 2. Radfahr-Kompanie/Jäger 10
- Waldemar Geyer
- Curt von Gottberg
- Walter Holste – Der Kriegsfreiwillige Holste wurde nach dem Unternehmen zur Sprengung des Brückenkopfes über die Yser, am 18. Juni 1916 zum Leutnant d. R. befördert. Zu Beginn des Karpatheneinsatzes wurde in Burkut vom Regiment eine sogenannte Bergstaffel gebildet. Zu deren Führung er kommandiert wurde. Zu einem Kurs der Sturmausbildung in Ruskirva, der auf den neuesten Erfahrungen an der Westfront fußte, wurde er am 4. April 1917, der Frühling setzte ein und die Kampftätigkeiten lebten ungehindert durch den hohen Schnee wieder auf, entsandt. Zum Abschluss des Kurses fand eine Besichtigung durch den österreichischen Armeeführer Generalfeldmarschall v. Kövecs statt. Als am 28. Oktober 1917 Offiziersstellvertreter Düssel verwundet wird, trat der Leutnant an seine Stelle. Im November wurde er zum Kompaniechef ernannt.

### Hannoversches Jäger-Bataillon im Frieden
Zum 11. September 1866 trat der jüngste Jahrgang des ehemaligen Hessischen Schützen-Bataillons zum Bataillon über.
Dem Bataillon wurde für seine Schießstände Areale im Grauhofer Holz zugewiesen.
Am 19. Mai 1868 besichtigte der Kommandierende General v. Voigts-Rhetz das Bataillon und vom 27. Juni bis 1. Juli der Inspekteur für Jäger und Schützen Frhr. v. Obernitz. Das ehemalige Amtsgerichtsgebäude in der Worthstraße wurde als Offizierkasino übergeben.
Anno 1875 weilten der Kaiser, Wilhelm I., sowie der Kronprinz, Friedrich III., zur Besichtigung des Kaiserhauses in Goslar. Nach der Parade auf dem Kasernenplatz und der Besichtigung des vor der Kaserne befindlichen Denkmals bemerkte Se. Majestät, dass dessen Seitenfelder leer geblieben seien und befahl diese im Rahmen einer Umgießung mit den Namen der in dem Feldzuge Gefallenen, Verwundeten und Gestorbenen zu füllen.
Zum 21. März 1887 galt ein neues Regulativ, welches den Wegfall der Jägerklasse A II brachte. Es standen fortan für sämtliche Jäger bei bestandenem Examen die gleichen Rechte bei der Forstversorgung zu.
Beim Kaisermanöver 1889 traten die Jäger erstmals vor ihren neuen Obersten Kriegsherrn. Schon vor dem Manöver vermeldeten die Zeitungen, dass das Bataillon verlegt werden solle. Am 15. November traf die Nachricht ein, dass das Hannoversche Jäger-Bataillon Nr. 10 zum 1. April 1890 nach Colmar befohlen wurde.
Nach Verabschiedung durch die gesamte Bürgerschaft Goslars verließ der Zug mit dem Bataillon am Morgen des 31. März, Muss i denn, muss i denn zum Städtele hinaus singend, seine einstige Garnison. In Göttingen wurde das Bataillon von einer Deputation des 2. Kurhessischen Infanterie-Regiment Nr. 82 begrüßt. In Bebra wurde es vom 4. Jäger-Bataillon, welches ihnen bald folgen sollte, auf dem Bahnhof erwartet. In den frühen Morgenstunden fuhr es bei Mannheim über den Rhein und passierte gegen 7 Uhr die ehemalige französische Grenze bei Lauterburg. In Schlettstadt fand eine Begrüßung von Seiten des Offizierkorps des eine halbe vorher Stunde aus Zabern dort eingetroffenen Rheinischen Jäger-Bataillon Nr. 8 statt.
Als es mittags auf dem Colmarer Bahnhof eintraf, begrüßten eine Abordnung der kaiserlichen Bezirks- und Stadtbehörde, das Offizierkorps des Mecklenburgischen Jäger-Bataillons Nr. 14 sowie das Kurmärkische Dragoner-Regiment Nr. 14 nebst Musik das Bataillon.
Der Großherzog von Baden besichtigte, in Colmar weilend, am 19. Mai 1890 das Kasernement.
Zu den hiesigen Aufgaben gehörte der Grenzschutz in den Vogesen. Neben den 10. Jägern war auch das Jäger-Bataillon Nr. 4 hier kaserniert.
Bei den Etaterhöhungen des Jahres 1897: Die vierten Halbbataillone der Infanterie-Regimenter fielen weg, aus zwei Halbbataillonen wurde ein reguläres Bataillon und zwei Bataillone bildeten ein neues Regiment. Diese vermehrten das Heer um 33 Regimenter, derer die Kommandeure bedurften. Der Kommandeur der 10. Jäger wurde somit per AKO zum Kommandeur des 5. Großherzoglich Hessischen Infanterie-Regiments Nr. 168 in Offenbach am Main.
Die Munitionswagen hatten sich in den Bergen als unpraktikabel erwiesen und wurden 1898 durch Munitionstragepferde (Kaltblüter) ersetzt.
Die AKO vom 24. Januar 1899 setzte fest, dass die Truppenteile, welche die alten hannoverschen Krieger in sich aufgenommen hatten, zu Trägern deren Überlieferungen wurden. Der Stiftungstag der 10. Jäger wurde entsprechend auf den 19. Dezember 1803 festgelegt.
Der kgl. Musikdirigent a. D. Rothe. Mit ihm, er war bis 1898 Stabsoboist des Bataillons, schied der letzte ehemals königlich hannoversche Jäger aus dem Bataillon.
Just zur Verabschiedung der beiden scheidenden Jäger-Bataillone reiste der Kommandierende General am 31. März aus Karlsruhe nach Colmar.
Der Zug, der mit ihnen am Tage darauf das elsässische Colmar Richtung Lothringen verließ, machte seinen ersten Halt in Schlettstadt. Dort wurde er von den 8. Jägern begrüßt. Der nächste Halt war Straßburg. Auf dessen Bahnhof begrüßte der kommandierende General, Generalleutnant v. Bittenfeld das Bataillon, indem er der Hoffnung Ausdruck verlieh, dass es sich hier bald heimisch fühlen möge. In Hagenau begegneten sie den Militärzügen des mit ihnen die Heimat tauschenden Infanterie-Regiments Nr. 171.
Östlich von Bitsch befand sich der Große Exerzierplatz der im Laufe der folgenden Jahre zum Truppenübungsplatz ausgebaut werden sollte.
General von Hugo wurde per AKO vom 10. September 1908 à la suite des Bataillons gestellt. Er verstarb jedoch bereits am 6. November des Jahres.
Eine Ablösung in Bitsch wurde per AKO vom 4. April 1909 bekanntgegeben. Am 1. Oktober würde das Jäger-Bataillon Nr. 4 nach Naumburg, dessen MGA Nr. 2 nach Trier und die 10. Jäger zurück nach Goslar versetzt. Das aus Hanau kommende Infanterie-Regiment „Hessen-Homburg“ Nr. 166 löste sie hier ab.
Am 30. September hatte sich das Offizierskorps zur Verabschiedung der 4. Jäger, mit denen man 19½ Jahre zusammenlebte, auf dem Bahnhof eingefunden. Zwei Stunden später verließen auch sie Bitsch.
In Goslar, welches just von dem 5. Hannoverschen Infanterie-Regiment Nr. 165 verlassen wurde, wurde es 26 Stunden später vom Kommandierenden General Emmich begrüßt und zum Empfang der Stadt geleitet. Bürgermeister Georg von Garßen hieß die heimkehrenden Jäger vor der Kaserne willkommen.
Am nächsten Morgen legte Generalleutnant z. D. v. Mejer einen Kranz am Denkmal nieder. Im Anschluss daran übersandte er ein Huldigungstelegramm an den Kaiser, dessen Antwort das Bataillon des Abends erreichte.
Im Juni 1910 nahm das Bataillon an der Ausbildung der 39. Infanterie-Brigade auf dem Truppenübungsplatz Munster teil. Einer der dortigen Übungen wohnte der chinesische Prinz Tsai-Tao bei. Als jener nach China zurückkehrte, wurde er Chef des dortigen Generalstabes.
Als das Bataillon im nächsten Jahr zum Übungsplatz fuhr, musste es wegen Ruhr an dessen Ende in die Garnison, anstatt wie geplant ins Manövergelände, abtransportiert werden. Um eine Weiterverbreitung der Krankheit zu verhindern, wurden in Goslar eine strenge Absperrung durchgeführt.
Im November jenes Jahres wurde die Tradition begründet, den Jahrestag der Schlacht bei Beaune-la-Rolande festlich mit den ehemaligen Bataillonsmitgliedern zu begehen.

#### Schwedenbecher

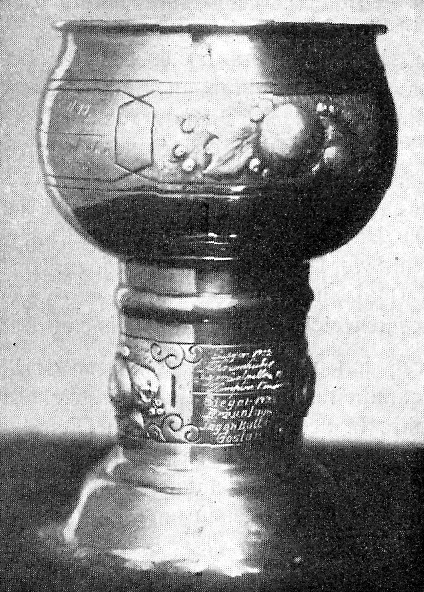
Der Schwedenbecher

Der Skilauf, damals auch als Schneeschuhsport bezeichnet, nahm in Goslar einen Aufschwung. Bei dem im Februar 1913 in Oberhof (Thüringen) stattfindenden Wettkampf um den Schwedenbecher, einen vom schwedischen Skiverband gestifteten Wanderpreis, verließ die Goslarer Mannschaft diesen siegreich.
Nach dem Kriege sollte das dem Bataillon nachfolgende Jäger-Bataillon I. R. 17 diesen Preis noch einmal in den Jahren 1923, 1924 und 1925 erkämpfen.

#### Jubiläen

##### 25-Jahr-Feier
Am 27. September 1891 sollte der 25. Jahrestag der AKO wiederkehren, der das Bataillon seine Neuformierung verdankte. Da dieser Festtag jedoch zu einem Zeitpunkt war, an dem die älteren Mannschaften schon entlassen, die Rekruten noch nicht eingetroffen, auch auf die Anwesenheit vieler ehemaliger Jäger, schon der weiten Reise wegen, das Bataillon war im Vorjahr von Goslar nach Colmar verlegt worden, nicht gerechnet werden konnte, verlegte man die Feier in den Sommer unmittelbar nach der Inspizierung.
Nach der dem alten Jägerbrauch entsprechenden Abhaltung eines Preisschießens im Fronholz sammelten sich Gäste und Gastgeber um den Stand. Der Kommandeur hielt ein Rede über die vergangenen 25 Jahre und wies abschließend auf die neuen dem Bataillon zugefallenen Aufgaben in den Vogesen.
Dem Festessen nach der Rückkehr in die Kaserne wohnten als Ehrengäste der Kommandierenden General, General v. Schlichting, und der Inspekteur, General v. Oidtmann, bei.
Eine Fahrt ins Münstertal beschloss am Tage darauf die Feierlichkeiten.

##### 100-Jahr-Feier
Die Feier des 100-jährigen Bestehens des Bataillons fand im Dezember im Hotel Siebering in Bitsch statt. Unter den Erschienenen seien besonders genannt: Der Generalinspekteur des Militär-Erziehungs- und Bildungswesens, General der Infanterie v. Hugo, der älteste, damals noch aktive althannoversche Jäger, Prinz Wilhelm von Sachsen-Weimar, Deputationen der Garnison, Vertreter der Stadt, der Behörden und des Landeskriegervereins.
Der Kaiser verlieh den Generalen Bothe, v. Arentschild, v. Oesterley und v. Mejer die Erlaubnis die Uniform des Bataillons zu tragen.
Am letzten Tag wurde am Vormittag ein Preisschießen aller Kompanien abgehalten. Die anschließende Feier wurde durch das Verlesen des an General v. Hugo vom Kaiser gesandten Telegramms beendet:

„Den dort zur Jubelfeier vereinten ehemaligen und jetzigen Offizieren des braven Hannoverschen Jäger-Bataillons Nr. 10 sage ich für das erneute Gelöbnis unverbrüchlicher Treue Meinen königlichen Dank“

#### Kaiserbesuch in Bitsch

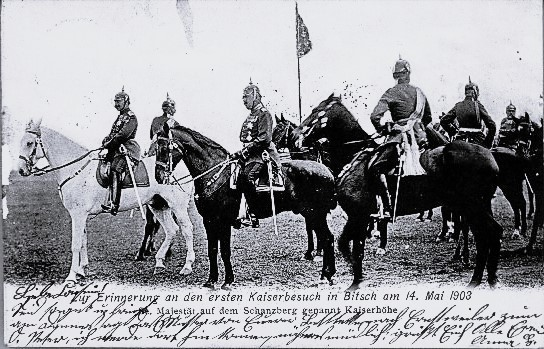
Kaiser auf dem Schanzberg genannt Kaiserhöhe

Der Kaiser besuchte am 14. Mai 1903 die Garnison. Die 82. Infanterie-Brigade war bereits eine Woche vorher angereist, eine Abteilung des Feldartillerie-Regiments Nr. 31 sowie drei Eskadrons der Dragoner 15 trafen am Tage vorher ein. Neben den Spitzen der Zivilbehörden empfingen der kaiserliche Statthalter, Fürst Hohenlohe, der Kommandierende General des XV. A.K., Generalleutnant Ritter Hentschel v. Gilgenheimb, und der Kommandant von Bitsch, Oberst Brunzlow, den Kiser am Bahnhof.
Im Exerzierhaus der Fakenstein-Kaserne wurde die Nagelung der 4. Jäger neuer Fahne vollzogen und im Kasernenhof dem Bataillon übergeben. Eine Abordnung der 10. Jäger wohnte dem Festakt bei. Anschließend wurde mit den oben genannten eine Übung abgehalten, welche lobende Kritik des Kaisers erhielt. Ea folgte eine Parade. Beim Vorbeimarsch der 10. Jäger rief der Kaiser dem Kommandeur ein Ausgezeichnet, tadellos! zu und dem Bataillon ein Guten Morgen Jäger! was von diesem mit einem Guten Morgen, Majestät! beantwortet wurde.
Am Nachmittag fuhr der Kaiser nach Metz weiter.

#### Kaisermanöver
- 1874 nahm das Bataillon, der 38. Infanterie-Brigade zugewiesen, erstmals am Kaisermanöver teil. Nach Detachementsübungen in Salzgitter, Divisionsübungen und Exerzieren gegen einen markierten Feind, fand das 12. Korpsmanöver mit anschließender Parade vor dem Kaiser in Hannover statt. Nach dem Ende des Manövers rückte das Bataillon nach dreitägigem Marsche wieder in Goslar ein.
- 1881 nahm das Bataillon, der 40. Infanterie-Brigade zugewiesen, erstmals am Kaisermanöver teil. Die Parade erfolgte in Bemerode bei Hannover. Das Korpsmanöver fand am Folgetag zwischen Hannover und Elze statt.
- 1889 fand die Kaiserparade am Kronsberg in Bemerode statt. Das anschließende Manöver zog sich über Linderte, Adensen, Schulenburg nach Holtensen und endete in Hildesheim
- 1892 sollte das Kaisermanöver beim XIV. A. K. stattfinden. Aufgrund des schlechten und regnerischen Wetters wurde jedoch sowohl die Parade als auch das Manöver in letzter Minute abgesagt und auf das folgende Jahr verlegt.
- 1893 die vier Jäger-Bataillone des XIV. A. K. bildeten eine Jäger-Brigade und wurden dem XV. Armee-Korps unterstellt. Nach der Parade in Lauterburg wurden Detachementsübungen und ein Divisionsmanöver zwischen Pforzheim, Königsbach und Durlach abgehalten.
- 1899 Teilnahme am Kaisermanöver in Karlsruhe. Nach dem Exzezieren der Jäger-Brigade bei Lahr, dem Divisionsmanöver bei Blankenloch, Königsbach und Wilferdingen zog man zur Kaiserparade auf den Karlsruher Großen Exerzierplatz. Zwei Tage darauf folgten die großen Manöver des XIII., XIV. und XV. Armee-Korps, welche in Leonberg endeten. Hierbei führten die neuen MGAs den Angriff.
- 1908 anstelle des von zahlreichen und schweren Ruhrerkrankungen ausgefallenen 2. Unter-Elsässischen Infanterie-Regiments Nr. 137 wurde ein zusammengesetztes, aus den Jägerbataillonen 4 und 10 sowie dem Pionier-Bataillon Nr. 19 bestehendes, Regiment gebildet. Brigademanöver wurden vom 24. bis 26. August um Straßburg abgehalten. Die Kaiserparade fand am 29. in Straßburg, wo das Bataillon seine neue Fahne empfing, statt. Im Verband der 31. Division fanden vom 1. bis 4. September die Divisionsmanöver und vom 8. bis 10. September das Kaisermanöver statt.

#### Preisschießen

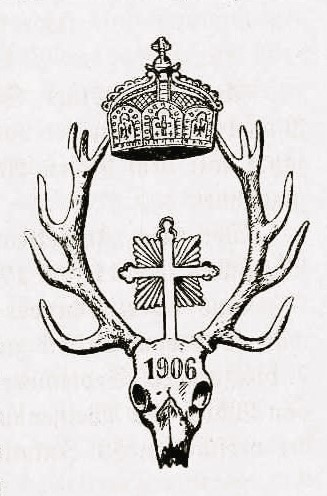
Preisschießauszeichnung

Um die Qualität des Schießens zu steigern wurde ein jährliches Preisschießen für Offiziere und Unteroffiziere des Korps festgelegt.
Am 4. August 1888 wurde erstmals um
- einen mit dem Namenszug Se. Majestät versehenen Säbel (Offizier)
- eine goldene Uhr (Unteroffizier)

geschossen.
Dennoch ließ die Begeisterung nach und so fiel das Einzelprüfungsschießen 1898 aus. Per AKO wurde es, als nicht mehr zeitgemäß, ganz abgeschafft und durch das Vergleichsschießen ersetzt. Zudem wurde das Gefechtsschießen des Regiments erstmals in der Gruppe abgehalten.
- 24. August 1906.
  - die 2. Kompanie (2./J10) wurde das Kaiserabzeichen für die besten Schießleistungen innerhalb der Inspektion der Jäger und Schützen verliehen.
  - jeder Jäger und Oberjäger der Kompanie trug das Abzeichen
  - der Kompaniechef, Hauptmann Boessel, erhielt ein Schild vom Kaiser
  - dem Offizierkorps wurde eine Büste seiner Majestät übergeben. Sie wurde im Offizierkasino aufgestellt.

#### Boxeraufstand

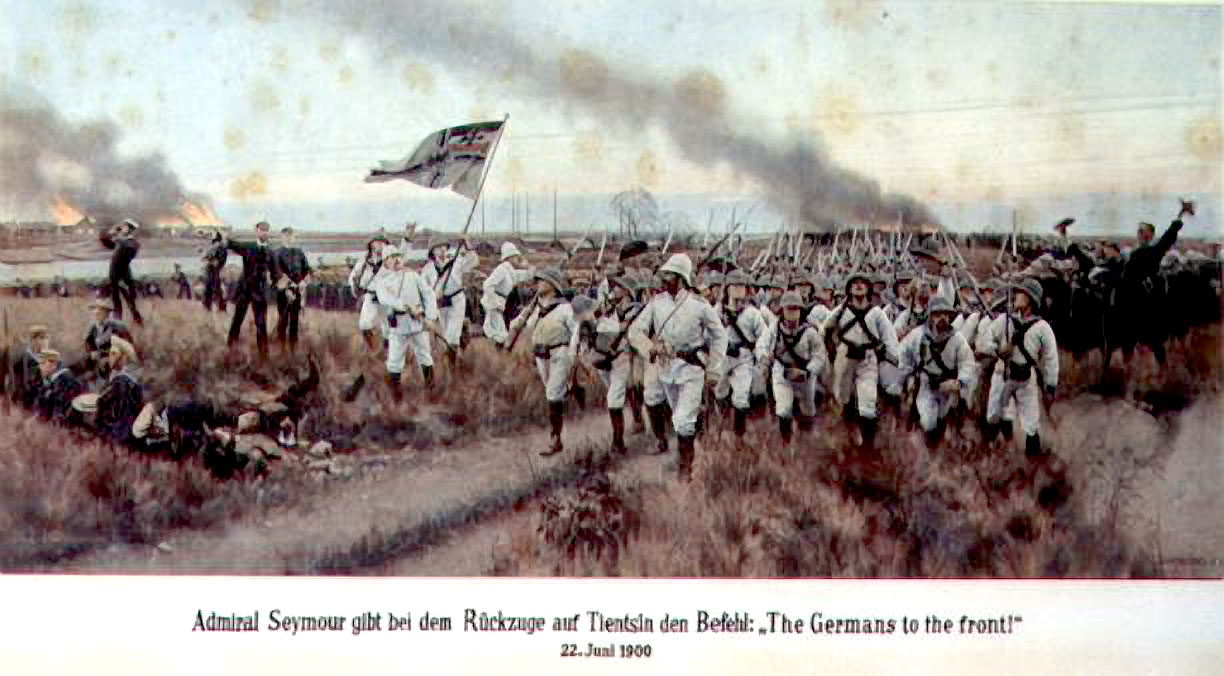
Deutsche Truppen auf zeitgenössischer Postkarte

Als die Kunde von den Unruhen in China nach Deutschland drang, entsandte der Kaiser eine Flotte aller Waffengattungen dorthin. Unter den Freiwilligen der deutschen Jägertruppen wurde ein kombiniertes Jägerbataillon gebildet.
Die entsandten 16 Jäger des 10. Jäger-Bataillons sollten vor Jahresfrist unverletzt zurückkehren.

#### Herero-Aufstand

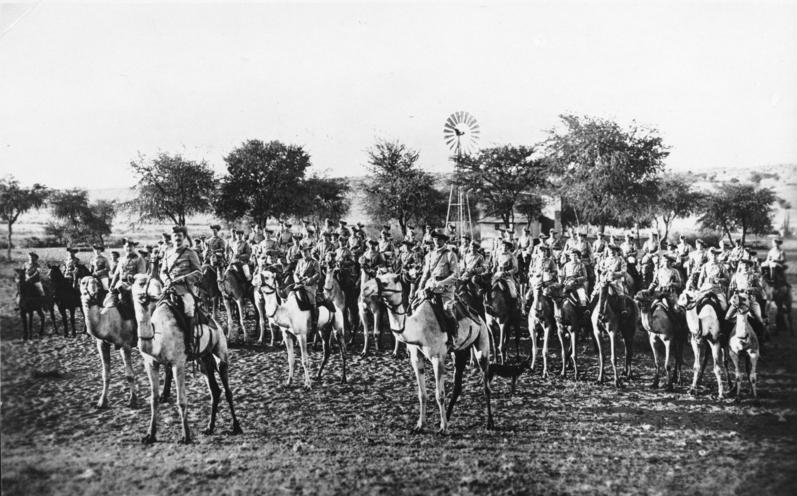
Kamelreiterkompanie der deutschen Schutztruppe während des Herero-Aufstands, 1904

Mitte Januar 1904 drangen die ersten Nachrichten vom Aufstand der Herero nach Deutschland. Bereits am 17. Januar erging der Befehl zur Mobilmachung eines Marine-Expeditionskorps, das am 21. seine Fahrt nach Swakopmund antrat. Am Tage darauf befanden sich unter den Opfern des Angriffs auf die Station Otjituo drei ehemalige Bataillonsmitglieder, die dereinst zur Schutztruppe übergetreten waren.
Wie 1900 war der Andrang an Freiwilligen, u. a. die komplette Maschinengewehr-Abteilung 3, sehr groß. So verließen am 30. April 18 Angehörige der 10. Jäger den Hafen von Hamburg. 9 weitere folgten ihnen.
Bei dem Gefecht bei Zwartfonstein (7. Januar 1905), dem Gefecht von Pelladrift (8. März 1906), dem Gefecht von Dakaib (23. Mai 1906) sowie aufgrund von Krankheiten verstarben fünf Angehörige des Bataillons.

### Feldzüge

#### Deutsch-Französischer Krieg
Am Morgen des 16. Juli 1870, das Bataillon befand sich bei den Schießständen, ging der Befehl der Mobilmachung ein und innerhalb von zehn Tagen hatte das Bataillon seine Kriegsstärke erreicht.
|                    | n    |
| ------------------ | ---- |
| Offiziere          | 22   |
| Beamte             | 3    |
| Oberjäger          | 78   |
| Gefreite und Jäger | 850  |
| Hornisten          | 12   |
| Train-Soldaten     | 24   |
| Lazarett-Gehülfen  | 3    |
| Pferde             | (40) |
| Σ                  | 992  |

Die zweite von den drei gemäß Memoire zu bildenden Armeen sammelte sich bei Völklingen und Saarbrücken und zog Richtung Saargemünd.
2. Armee
- Gardekorps
- III. Armee-Korps
- IV. Armeekorps
- X. Armeekorps
  - 20. Infanterie-Division
    - Hannoversches Jäger-Bataillon Nr. 10

- 5. Kavallerie-Division
- 6. Kavallerie-Division

Am 14. August wurde das Bataillon bei Pont-à-Mousson Zeuge des in der Ferne stattfindenden Schlacht bei Colombey-Nouilly. Zwei Tage später war die Schlacht von Vionville des Bataillons erste Waffentat die ihm auch gleich seine ersten Verluste bescherte.
Das X. Korps war der Einschließungsarmee, Belagerung von Metz, zugeteilt und erhielt seinen Abschnitt nördlich von Metz. Die 10. Jäger bekamen zuerst den Abschnitt zwischen Maizières zum Chateau Brieux auf dem linken Flügel bei Amelange um einen möglichen Ausfall zu unterbinden.
Da man auf dem rechten Moselufer einen Angriff erwartete und die kleineren Vorpostengefechte als Ablenkungsmanöver wertete, wurde die Stellung der 3. Reserve-Division v. Kummers auf dem rechten Ufer am 1. Oktober mit dem X. Korps verstärkt.
Am 7. Oktober wurde das Bataillon nach Sennécourt verlegt und nahm an der Schlacht bei Bellevue teil.
Nachdem Metz kapitulierte, wurde das A.K. in Richtung Loire verlegt.
Am Morgen des 28. Novembers, dem Tag der Schlacht bei Beaune-la-Rolande waren die Jäger im von ihnen besetzten Dorf Lorcy, als deren Vorposten heftiges Schießen wahrnahmen. Daraufhin gingen die Jäger hinter dem Eisenbahndamm beiderseits der nach Lorcy führenden Straße in Deckung. In ihrem Rücken befand sich die über den Rolande-Bach führende Brücke. Der Angriff der Franzosen, der nach kurzer Zeit erfolgte, konnte abgeschlagen werden. Dann ging der Korpsbefehl ein, sich auf Long Cour zurückzuziehen, um sich zu sammeln.
1871 verhielt sich die 20. Infanterie-Division ruhend in Vendôme, bevor die 10. Jäger die Division ab dem 6. Januar am rechten Ufer der Loire als Seitendeckung diente. So waren die Jäger am Morgen des 9. Januars in Chahaignes auf der rechten Seite des Brives. Da dieser witterungsbedingt stark angeschwollen war und die Franzosen beim Zurückziehen die Brücken zerstört hatten, mussten die Jäger selbst einen Übergang erschaffen. Dies bedenkend, waren auf der anderen Seite des Brives der Feind. Da dieser dort, was wie aus Regimentsgeschichten hervorgeht, ein ausgezeichnetes Franktireurgelände besaß, war er vorerst auch im Vorteil. Da dort allerdings nur schwache Kräfte eingesetzt wurden, verlor der Feind.
Beim Kommando des Armeekorps ging am 10. der Befehl ein, dass ein Seitendetachement die Bahn und die Telegraphen von Le Mans nach Tours baldigst zu zerstören hätten. Ein Hauptmann, zweiter Ingenieuroffizier des Generalkommandos (GK) wurde mit dem Auftrag betraut und requirierte hierfür 32 Mann des Bataillons und führte das Unternehmen erfolgreich durch.
Während der Schlacht bei Le Mans wurde der Kommandant der Jäger am Vormittag des 12. an der Schulter verwundet. Kurz darauf stieß der Oberst v. Caprivi, Chef des Generalstabs des X. Korps, und befahl die Entsendung von Kompanien in Richtung des III. Korps, worauf zwei der vier Kompanien der Jäger in Richtung zum Kanonendonner des Korps das Bataillon verließen.
Am Abend fand sich das gesamte Bataillon vor Le Mans. Als es, hinter dem GK, in die Stadt zog, entspann sich dort ein Straßenkampf, der erst gegen Mitternacht enden sollte. Am Tage darauf wurden die Jäger nach Saint-Denis-d’Orques vorgeschoben. Hier blieben sie sechs Tage, bevor sie zurück nach Le Mans kehrten, wo das X. Korps geblieben war.
Nachdem am 31. Januar die Nachricht des Waffenstillstands beim X. Korps eintraf, verließen die Goslarer die Stadt um in Tours einquartiert zu werden. Dort wurden sie der 14. Kavallerie-Brigade unterstellt und zogen mit ihnen am 23., da am 26. der Waffenstillstand auslaufen sollte, nach Cléré.
Von hier kehrten sie am 5. März nach Tours zurück. Am Eingang der Stadt wurde es vom Divisionskommandeur General von Kraatz erwartet. Er nahm die Parade des Bataillons ab und sprach seine höchste Anerkennung über dessen Leistungen während des Feldzuges aus. Dann trat es zurück in die Reihen der 20. Division.
Gemäß dem Präliminar- und Waffenstillstandsvertrag vom 26. Februar 1871 zog die Zweite Armee ostwärts ab. Bei Germigny wurde erstmals der Geburtstag des Kaisers gefeiert. Nachdem der Frieden durch den Frieden von Frankfurt bestätigt wurde, zog das Bataillon nach Hannover. Dort wurde auf dem Waterlooplatz vor dem Kronprinz am 1. Juli eine Parade zu Ehren der heimkehrenden Truppen abgehalten.
Tags darauf sammelte sich das Bataillon, nachdem es auf dem Goslarer Bahnhof angekommen war, auf dem Lindenplan, um dann in die Stadt einzuziehen.
Nach einem letzten Appell vor der Kaserne am 4. Juli 1871 war die Demobilisierung abgeschlossen.

#### Erster Weltkrieg

##### Reguläres Bataillon

###### 1914
Am 1. August 1914 gegen 18.00 Uhr abends ging der Mobilmachungsbefehl, der den 2. August als ersten Mobilmachungstag des Bataillons festlegte, ein. Am 3. August wurde Oberstleutnant Bauer per AKO zum Regimentskommandeur des in Braunschweig und Lüneburg aufzustellenden Reserve-Infanterie-Regiments Nr. 78 ernannt.
Das Bataillon fuhr mit dem Zug in Friedensstärke gen Westen. Dort wurde es der 38. Infanterie-Brigade (genannt Brigade Oertzen) mit fünf weiteren dem Oberbefehlshaber General v. Emmich unterstellt, um mit ihr Lüttich zu erobern. Die Brigade griff die Stadt von Süden her an. Sie kam allerdings nur bis in den Wald von Boncelles. Dort wurde sie abgewehrt.
Dem Höheren Kavallerie-Kommandeur 2 (HKK 2), General Georg von der Marwitz, wurden aus der Kampfgruppe Lüttich neben dem hannoverschen das brandenburgische, magdeburgische, westfälische und lauenburgische Jägerbataillon unterstellt.

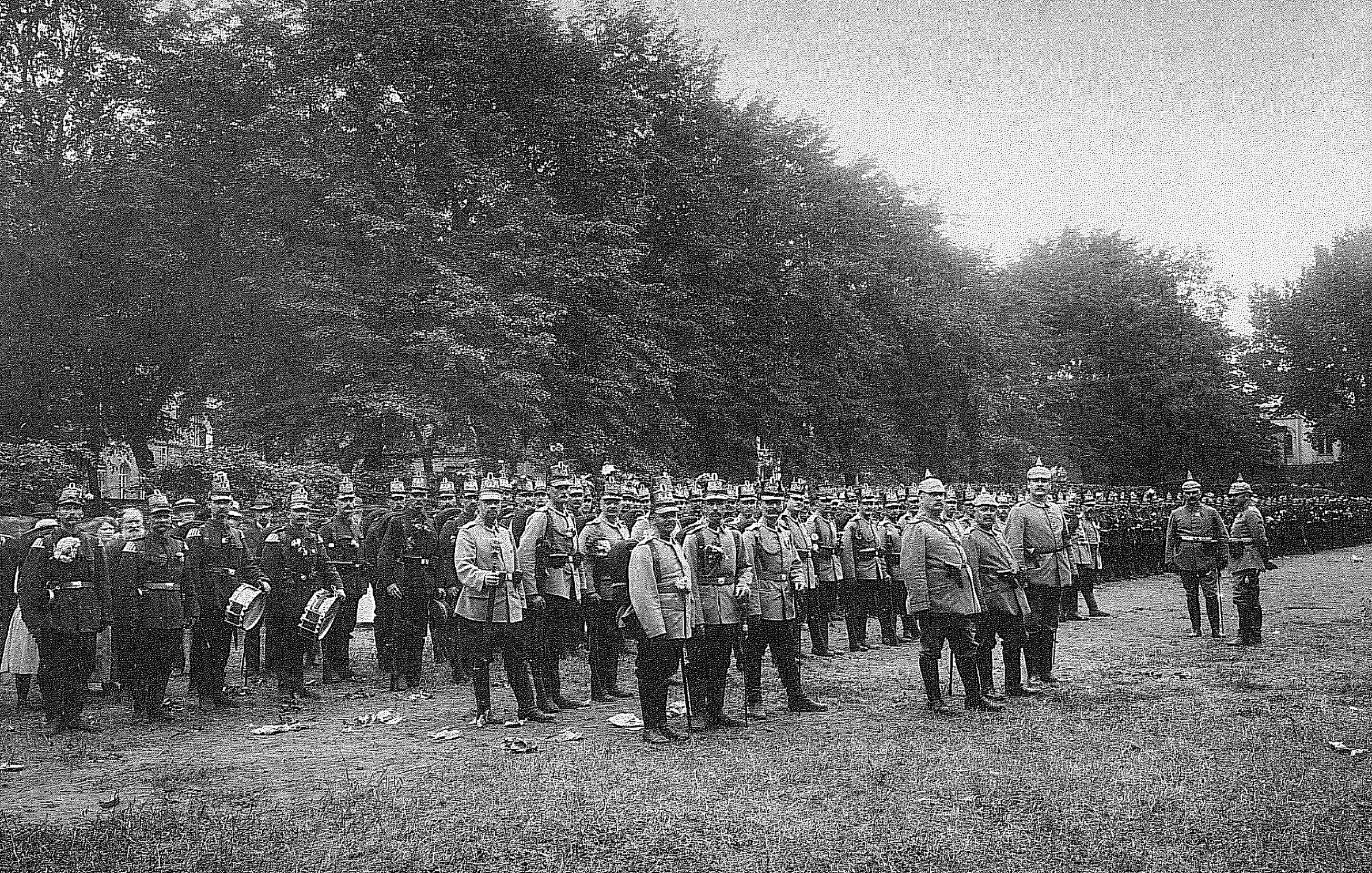
Zur Erinnerung an den 27. August 1914 in Cambrai

Nach dem Gefecht bei Thorembais marschierte das Bataillon am 21. August über historischen Boden – das in der Inschrift ihrer Tschakos stehenden Waterloo. Am Tage darauf hieß es: Belgien hätte Frieden geschlossen.
Die HKK 2 kämpfte am 24. im Gefecht bei Tournai, wobei die 2. und 9. Kavallerie-Division westlich Tournais eingesetzt wurden. Sie eroberten am 26. Fontaine-au-Pire. Dies sei, wie der Bataillonsgeschichte zu entnehmen ist, der Höhepunkt des militärischen Erlebens in dem Weltkriege für alle Jäger von 1914 gewesen.
In der Schlacht an der Marne, wo die 10. Jäger nur als Reserve dienen, trat dann das ein, was die Franzosen und Engländer seinerzeit als das Wunder von der Marne bezeichneten und die Wende des Krieges war. Die Deutschen wichen zurück, um die Frontlinie zu verkürzen.
Während des anschließenden Wettlaufs zum Meer focht es bei Béthancourt. Als sie bei Dompierre kämpften, erhielten sie erstmals den Befehl: eingraben. Hier erhielten sie am 2. Oktober den ersten Ersatz aus Goslar.
In Flandern, Erste Flandernschlacht, sollten die Jäger zunächst die Engländer aus Zandvoorde drängen. Ende November wurde das Bataillon zum Stellungskrieg, in den der Bewegungskrieg übergegangen war, nach Warneton verlegt. Das Bataillon stellte nun, zur Erkennung der unterirdischen gegnerischen Absichten, sogenannte Horchposten auf. Dieser bemerkte am Abend des 24. Dezembers, dass etwas Sonderbares vorging. Der gegenüberliegende Engländer ergriff im Niemandsland die Initiative, die auch hier, wie auch andernorts, zum sogenannten Weihnachtsfrieden führte.

###### 1915
Zum Kaisergeburtstag (27. Januar) paradierte das Bataillon vor dem bayr. Kronprinzen in Tournai.
Nach einmonatiger Pause lösten sie die 13. Jäger, die sie am 29. März wieder ablösen sollten, im zerschossenen nur noch zehn Zivilisten zählenden Warneton ab. Am 4. Mai sollten sie zum dritten Mal in Warneton einrücken. Teile des bayerischen 7. und 23. Infanterie-Regiments lösten sie 16 Tage später ab.

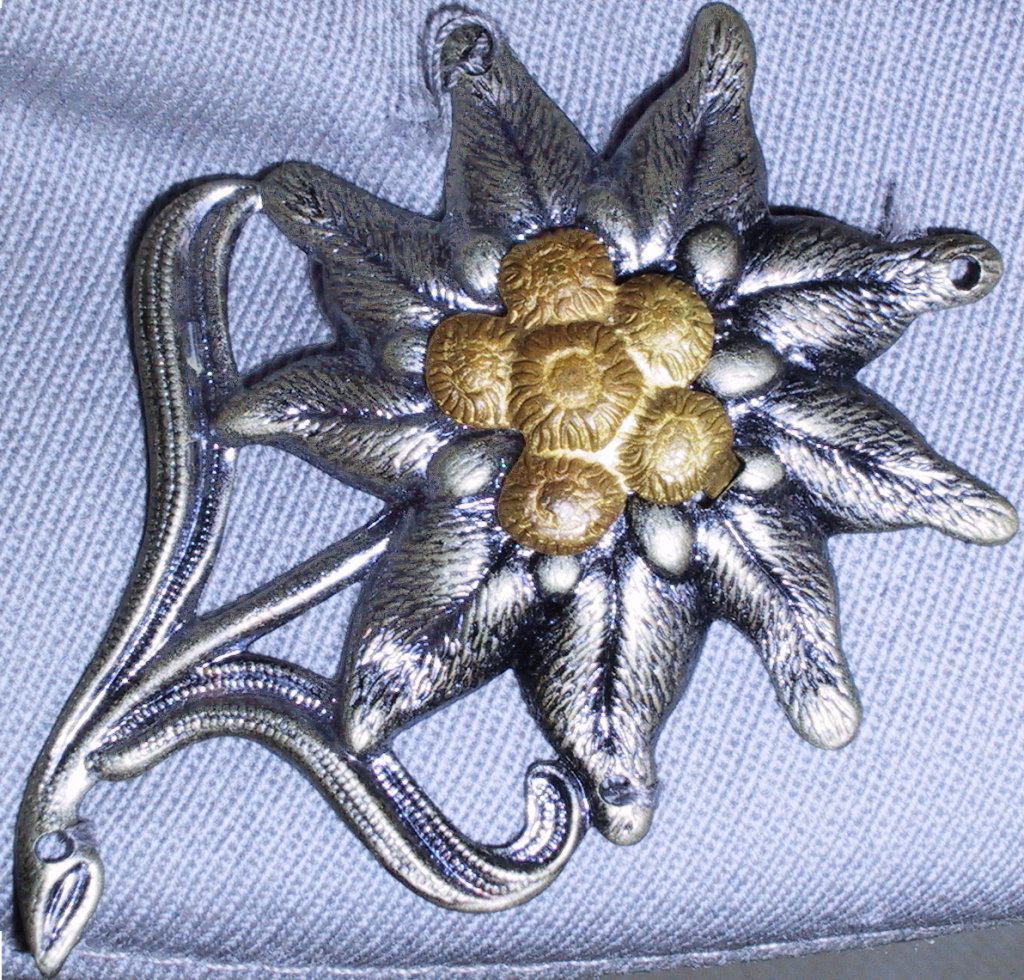
Edelweißabzeichen

Das Bataillon wurde an die entstehende Italienfront verlegt.
In Auer (Tirol) angekommen wurde das Deutsche Alpenkorps aufgestellt. Hier wurde das Bataillon am 27. Juni vom Erzherzog Karl besucht. Dieser verlieh ihm dem Bataillon das Edelweißabzeichen, welches bis zum Schluss des Feldzugs an Tschako und Mütze getragen wurde. Auf Anordnung des Kriegsministerium wurde eine neue Radfahr-Kompanie aufgestellt. Als deren Führer wurde der Fabrikbesitzer und Kompaniechef Hpt. Adolf Krahmer-Möllenberg ernannt.
Nach Wochen der Vorbereitung wurde das Bataillon nach St. Cassian an die Front mit Stellung auf dem Sasso de Stria, versetzt.
Im Oktober wurden die Jäger abgelöst und verladen. Zuerst fuhr der Zug in die Champagne. Dort angekommen fuhr er in die Gegenrichtung, es ging nach Serbien.
Dort angekommen, folgte man dem Ibar, dann der Raška. Nachdem man Kruševac erreicht hatte, wurde der Rückmarsch angetreten. Der serbische Feldzug war beendet. Man zog südwärts. In Mramor nimmt Generalfeldmarschall v. Mackensen den Vorbeimarsch des Bataillons ab.

###### 1916
Am 17. März hatte das Bataillon, diesmal mit dem komplette Alpenkorps, Parade vor v. Mackensen. Keine zehn Tage später verließ das Korps Serbien.

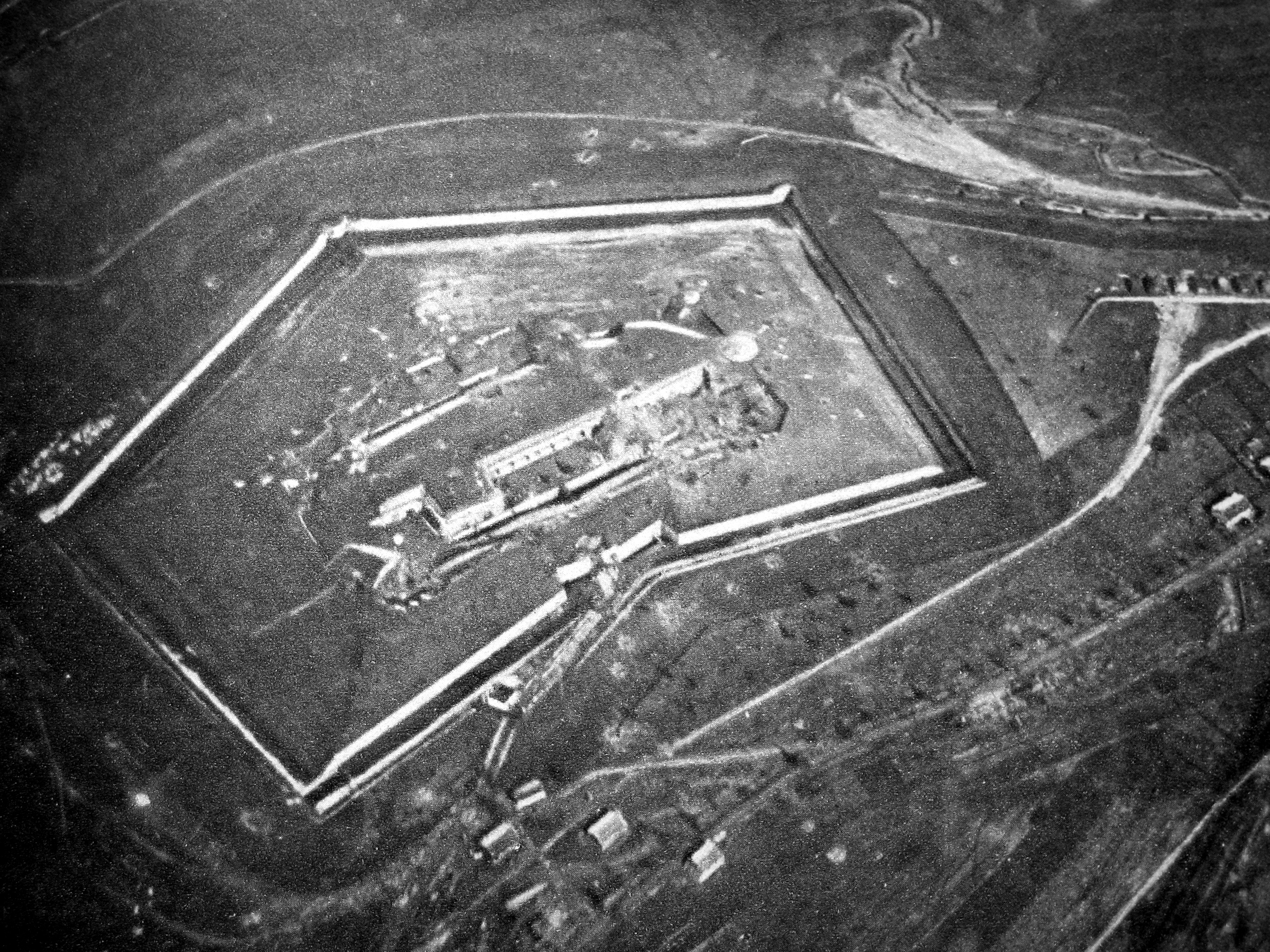
Fort Douaumont

Die am 4. April bereits in Launois-sur-Vence entladenen Korpsteile, unter ihnen die 10. Jäger, wurden zur Parade vor dem Obersten Kriegsherrn befohlen. Anschließend wurde dem Korps der neue Einsatzort mitgeteilt (Verdun).
Zuerst ging es jedoch, zur Eingewöhnung an die dortigen Frontverhältnisse wie z. B. das Tragen der Gasmasken, in die ruhige Stellung bei Vitry südlich von Reims.
Am 31. Mai wird das Korps näher an Verdun herangezogen. Auf einen höher gelegenen Übungsplatz, man sah von ihm die Höhen von Verdun, fand am 2. Juni eine Übung beim Sturm-Bataillon Rohr statt. Bei ihr waren alle Offiziere des Alpenkorps zugegen.
Zwei Tage später wird es in die Schlacht um Verdun bei Douaumont versetzt. Hier verlor das Bataillon bei vier Einsätzen bis zum 13. August 856 Mann. Das waren mehr als sein Anfangsbestand.
Es ging in den Argonnenwald (Höhe 258). Hier blieb es jedoch nicht lange. Da Rumänien am 28. August den Krieg erklärt hatte, wurden die Hannoveraner Jäger an den Rumänischen Kriegsschauplatz abtransportiert.

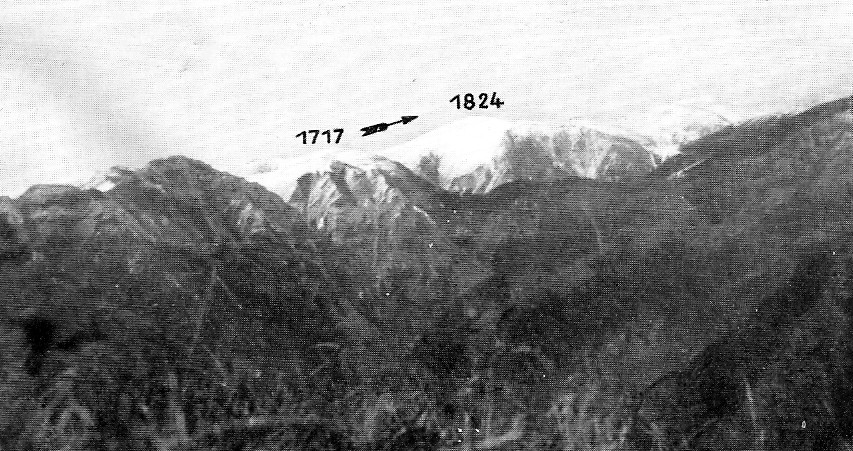
Rumänien (1916)

In der Schlacht bei Hermannstadt kam das Alpen-Korps über den Kamm des Zibinsgebirges und versperrte so, im Rücken der Rumänen stehend, den Roten-Turm-Pass. Dies trug entscheidend dazu bei, dass die Schlacht gewonnen wurde. Bei Turnu Roșu (deutsch: Roter Turm, ungarisch: Vöröstrony) wurde zur Erinnerung an die Felswand eine Tafel, Deutsches Alpenkorps 26.-29.9.1916. angebracht.
Am 9. Oktober, die 9. Armee stieß von Siebenbürgen nach Rumänien vor, erhielt das Bataillon den Auftrag die Höhe 1824 zu erobern. Der auf der Nordwestecke der Fogaraser Alpen liegende Felskegel galt als Schlüssel des gesamten Gebirgszuges und war nur über die Höhe 1717 zu erreichen. Erst am 24. Oktober konnte die Höhe eingenommen werden. Nach Gefechten um den Mormantul und am Westrand des Monte Sule zog das Bataillon kampflos ostwärts. Im Buzăutal erreichte sie die Nachricht vom Friedensangebot des Kaisers.
Als dieses nicht angenommen wurde, endete das Jahr mit der Weihnachtsschlacht von Rimniculsarat und dessen Sieg. Ihnen gegenüber waren nicht nur Rumänen, sondern erstmals auch Russen (Trans-Kaspische Kosaken-Brigade).

###### 1917
Am 10. Januar kam das Bataillon in Bolotești im Kreis Vrancea in der Region Moldau an der Putna an. Das andere Ufer gehörte bereits zu Russland (heutiges Moldawien). Es folgten Monate des Stellungskrieges.
Am 10. April schied das Alpenkorps aus der 9. Armee aus. Die Jäger wurden in das Ruhequartier nach Kronstadt und dann Heiligkreuz, südlich von Kolmar, verlegt. Es folgt eine Minenwerfer-Ausbildung am Kaiserstuhl. Während dieser, hielt der Pour-le-Mérite-Träger Hptm. Haupt ihnen einen Vortrag über die Erstürmung des Forts Douaumont.
Zwischen dem Schweizer Jura-Gebirge und den Vogesen – von Mühlhausen bis zum etwa 40 km entfernten Belfort – zieht sich eine etwa 40 km breite Talsenke – „das Loch von Belfort“. In diesem von der Armeeabteilung B versperrten Einfallstor kam das „Jäger-Regiment 2“ kurzzeitig zum Einsatz. Am 14. Juni wird das Bataillon ins Dollertal bei Exbrücke westlich Mühlhausens auf Sichtweite des Hartmannsweiler Kopfes verlegt. Im August ging es wieder nach Rumänien.

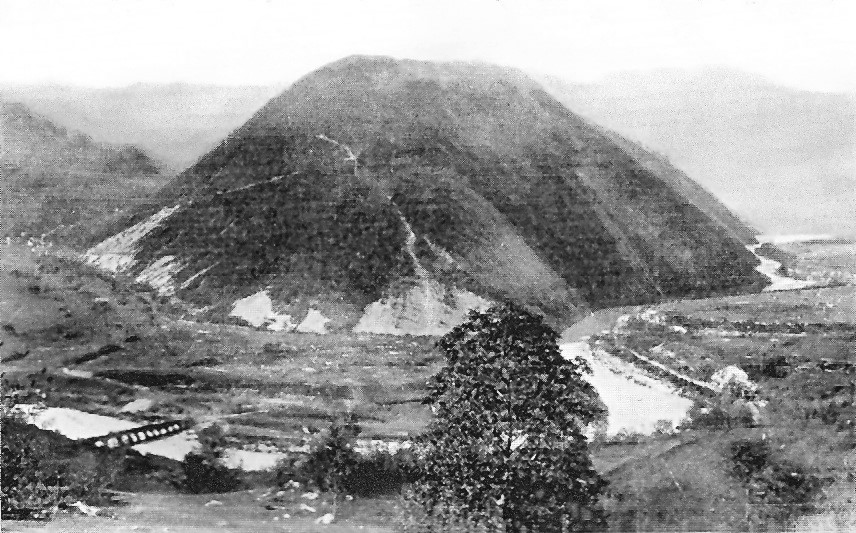
Monte Tomba, Italien

Zuerst noch als Reserve überquert das Bataillon am 12. August links des Alpenkorps die Putna Richtung Străoane und nahm an den Kämpfen bei Muncelu (5 km nordwestlich von Panciu) in der Schlacht von Mărășești und den anschließenden Abwehrkämpfen an der Zabrautioru teil.
Im September wurde das Korps nach Österreich an den Chiesebach verlegt. Dies sollte der Verschleierung des Aufmarsches der 14. Armee an der Isonzofront dienen. Jene Armee sollte es ab dem 10. Oktober verstärken.
In der Zwölften Isonzoschlacht sollte es die Höhe 1114, die das Zentrum der Kolovratstellung bildete, erobern.
Nach den erfolgten Durchbruch der Front wurde bis zum Tagliamento vorgedrungen. Das Korps wird der Gruppe Stein zugeteilt. Valdobbiadene wurde am 19. November erreicht. Der Vormarsch endete am Monte Tomba.
Abgelöst wurde das Bataillon am 16. Dezember von den k.u.k. bosnischen Jäger-Bataillon Nr. 1.

###### 1918

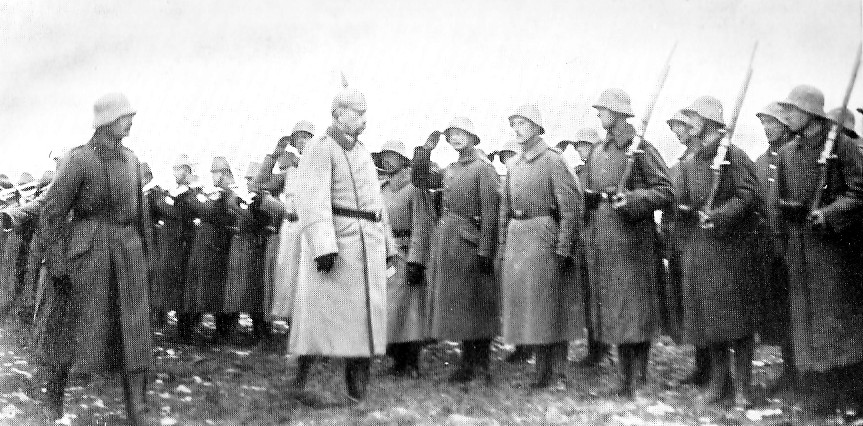
Besichtigung durch Generalfeldmarschall v. Hindenburg im Frühjahr 1918

Nach der Ruhezeit in Tesis wurde das Bataillon Mitte Januar bis Anfang April nach Lothringen zur Ausbildung verlegt.
Als das Korps als Teil der 6. Armee in der zweiten Offensive der Frühjahrsoffensive, Operation Georgette, eingesetzt wird, bleibt das Bataillon vorerst, wie bei der Schlacht bei Armentières, als Reserve zurück.
Dann fiel dem Korps die Aufgabe zu, den Kemmelberg zu erobern. Das Korps griff von der Stirnseite her an. Nach dessen Einnahme hatte das Korps die Stellung zu halten. Die 3. und 4. Kompanie wurden hierbei so stark dezimiert, dass sie zu einer Kompanie zusammengelegt werden mussten. Als das Bataillon am 7. Mai den Kemmel verließ, um als Heeresgruppenreserve zu ruhen, war sein gesamtes Offizierskorps, bis auf drei, als Verlust zu verzeichnen. Das Ruhequartier lag in Eename.
Zum 30. Juli wurde man nach Tourcoing zur Eingreifdivision verlegt. Nach dem Schwarzen Tag des deutschen Heeres wurde das Korps zuerst als OHL-Reserve in den Raum um Nesle gezogen. Am 26. August wurde die Somme nach Osten überquert. Das Korps wurde am 1. September mittels Lastkraftwagen nach Norden, wo es vorerst als Reserve der 2. Armee dienen sollte, befördert.
Das Bataillon hatte vor der Siegfriedfront den Kanal bei Moislains zu sichern. Am 5. September wurde es nach Épehy zurückverlegt. Diese Stellung galt es zu halten, da, wenn Épehy verloren ginge, der Fein bis in den Schelde-Kanal einerseits und auf die östlichen Höhen andererseits sähe. Dies würde bedeuten, dass es kein Halten mehr gäbe.
Am 18. September fiel die Stellung. Das Bataillon erlitt einen Verlust von 3½ Kompanien. Hauptmann Kirchheim wurde für die Verteidigung bis zum Fall an diesem Tage mit der Verleihung des Pour le Mérite ausgezeichnet.
Am 25. September bat Bulgarien um Waffenstillstand und das Alpenkorps wurde letztmals abgelöst. Anfang Oktober war es wieder in Serbien um hier die Bulgaren zu ersetzen. Vor Prokuplje teilte man am 6. Oktober die 3. Kompanie, bedingt durch deren Größe, auf die anderen Kompanien aufgeteilt. Jede Fußkompanie hat zu dem Zeitpunkt eine Gefechtsstärke von 4 Oberjägern und 40 Mann.
Nachdem sich die Stellung in den Bergen westlich der Morava nicht halten ließ, begann auch hier der Rückzug. Am 11. verließ das Bataillon seine Stellung nördlich Prokupljes, zog nach Kruševac und von dort nach Topola, Kragujevac. Kneževac war am 31. Oktober des Bataillons letztes Quartier auf serbischen Boden. Mit dem Passieren von Peterwardein ließ es Donau und Save hinter sich. Der Funkspruch, dass Waffenstillstand geschlossen worden sei, erreichte das Bataillon am 11. November. In Verbindung mit dieser Nachricht erhielt das Bataillon den Auftrag Soldatenräte zu bilden.
Am 20. November befand sich das Bataillon in Szegedin. Ein Zug aus sieben geschlossenen Güter und einigen offenen Kohlenwagen brachte das Bataillon von Ungarn nach Österreich und von dort nach Rosenheim. Hier wurde es entlaust.
Am Abend des 26. Novembers empfing der Goslarer Soldatenrat sein Bataillon auf dem Bahnhof. Am Rathaus wurde es von der Stadt mit den Worten Morgen legt ihr die Waffen nieder und seid freie Bürger in einem freien Staat. begrüßt.

##### Reserve-Jäger-Bataillon Nr. 10
1914
Seine Feuertaufe erhielt das Bataillon am 23. August in der Schlacht bei Namur erhielt das Bataillon nahe Marbaix. Mit seiner Leistung in der Schlacht bei St. Quentin, diese war dem Reichsarchiv in seiner Darstellung der Schlacht eine besondere und rühmende Erwähnung wert, zeichnete sich so Bataillon erstmals aus.
Ihren ersten Angriff durch feindliche Flieger erlebten die Jäger am 3. September.
Zu Beginn der Marneschlacht, in der die Jäger 75 % ihres Bataillons als Verlust erhalten sollten, wurde der Bataillonskommandeur schwer verwundet. Aufgrund des erfolgreichen Vorstoßens der Deutschen, wurden zwei Korps von der West- an die Ostfront verlegt. Das Fehlen dieser machte sich hier bemerkbar und so wurden, am Rande einer Niederlage stehend, die deutschen Truppen zurückgezogen. Das „Wunder der Marne“, wie es seinerzeit die Franzosen nannten, sollte bereits der Wendepunkt des Krieges sein.
Im Umfeld von Reims eroberte das RJB das Chateau Brimont, bevor es abgelöst wurde und der Stellungskrieg begann. Im Oktober, im Abschnitt Bourgogne nördlich von Reims, kehrte der wiedergenesende Bataillonskommandeur zu seinen Jägern zurück.
Wie beim regulären Bataillon in Warneton, kam es auch in Bourgogne, nur dass hier die Franzosen die Initiative ergriffen und mit dem RIR 55 den Frieden aushandelten, zum frontenübergreifenden Weihnachtsfrieden.
1915
Der Befehl zu Versetzung in den Abschnitt zwischen Ville und Noyon erreichte das Bataillon während der Feierlichkeiten zum Kaisergeburtstag.
Von April bis Mai wurde das Bataillon zur Ausbildung im Gebirgskrieg nach Hüttenheim i. E., wo zu diesem Zeitpunkt das aus Hannover stammende „X. RK“ in Ruhe lag, verlegt. Aus dem nahegelegenen Straßburg wurden zu jener Zeit Musikinstrumente zur Bildung einer eigenen Bataillonsmusikkapelle beschafft.
Am Abend des Himmelfahrtstages wurde die Division nach Douai, wo es vorerst zur Divisionsreserve bestimmt und am 20. Mai bei Arras eingesetzt werden sollte, verlegt. Unmittelbar vor dem Abmarsch kam für die Jäger jedoch der Befehl in Seclin zur besonderen Verfügung der OHL zu stehen. Von dort wurden die Jäger ins Truppenübungslager Lechfeld bei Augsburg, wo sich schon andere preußische und bayerische Jäger-Bataillone, sowie das bayer. Infanterie-Leib-Regiment aus München versammelt hatten, transportiert.
In Auer trafen die Reserve-Jäger auf das aktive (reguläre) Bataillon. Mit diesem und den Mecklenburger Reserve-Jägern sollte es nun bis zum Ende des Krieges in den neu aufgestellten Verband des „Jäger-Regiments 2“ im Verband des neu aufgestellten Alpenkorps zusammen bleiben.
Von Juli bis Mitte August, derweil war das Korps in der Dolomitenfront, wurde die 1. Kompanie dem bayerischen Jäger-Bataillon 2 in der Col di Lana-Stellung unterstellt. Der Col di Lana war der die ganze Gegend weithin beherrschende Punkt. Von ihm blickte man sowohl nach Italien als auch nach Tirol hinein. Das Buchenstein-Tal (Livinallongo) Cordevole-Tal, lag dem Korps zu Füßen. Dem verbleibenden Bataillon wurde eine österreichische Standschützenkompanie des Standschützenbataillons „Gröden“, welche auf die Kompanien aufgeteilt wurde, zugeteilt. Anfang Oktober, das gesamte Bataillon war inzwischen in der Col di Lana-Stellung, erreichte das Korps der Befehl zum Abtransport an die Westfront. Es wurde von den Kaiserjägern abgelöst und vom österreichischen Divisions-Kommandeur, Feldmarschallleutnant Goiginger, persönlich verabschiedet.
In den Westen angekommen traf nach drei Tagen der Ruhe in Jandun der Befehl zu einer neuen Sonderaufgabe, es sollte in den Südosten Europas auf die Balkanhalbinsel gehen, ein.
Der Verfolgungsmarsch der Serben durch das Korps in das Tal der südwestlichen Morawa, der auf dem Kara-Dagh entspringende Hauptstrom Serbiens, nach Novo Selo folgte. Es änderte sich der Anspruch, da der Verfolgungsmarsch nun südlich durch das schluchtenreiche nahezu weglose serbische Gebirge führte. An der montenegrinischen Grenze war für die Deutschen der serbische Feldzug zu Ende. Der Feldzug in Montenegro sollte den österreichischen Truppen überlassen werden.
Ende November trat das Korps den Rückzug ins Morawatal an. Da jedoch inzwischen die Franzosen und Engländer von Saloniki aus vorgerückt waren, sollte das Korps noch dort zurückbehalten werden. Es zog Richtung Leskovac und blieb dort bis zum Jahresende.
Am 21. Dezember marschierte das Bataillon in der Nähe von Nisch in Anwesenheit des Korpskommandeurs an dem Oberbefehlshaber, v. Mackensen, vorüber.
1916
Nach dem Quartier bei Jelašnica ging es Ende Februar weiter nach Štip im südlichsten Mazedonien. Am 9. März hielt der Regimentskommandeur in Gegenwart des Brigade- sowie des Korpskommandeurs eine Bataillons-Besichtigung ab. Große Parade vor dem Oberbefehlshaber mit anschließender Regimentsübung wurde am 17. März abgehalten. Ende März war der Abschnitt Serbien für das Korps beendet.
Wieder an die Westfront verlegt, erhielt es im April einen ruhigen, gegenüber dem sich in französischer Hand befindlichen Bétheny, Abschnitt, bevor im Mai eine Ausbildung beim schon bekannten Jandun stattfand.
Stahlhelme ersetzten die Tschakos und am 1. Juni ging es in die Schlacht um Verdun.
Durch die Hassoule-Schlucht (Totenschlucht) wurde das Bataillon zum Fort Douaumont geführt. In der Brule-Schlucht befand sich der Regimentsgefechtsstand. Am 8. Juni wurde, dem 2. bayer. Infanterie-Division unterstellt, das Zwischenwerk Thiaumont angegriffen und dabei zwei überrannte feindliche Linien erobert.
Es folgten vier Tage der Ruhe nahe Azannes im Soumazanneslager, bevor es über die Totenschlucht wieder zum Fort Douaumont ging, um von dort aus beim Bahndamm Stellung zu beziehen. Ziel des Angriffs war es, eine günstige Ausgangsstellung für den am Folgetag, 23. Juni, geplanten Angriff gegen die Linie Thiaumont–Fleury–Fort Souville zu schaffen. Hierbei erlitt das Bataillon solch schwere Verluste, dass es bereits am Abend wieder aus der Front herausgezogen werden musste und für zehn Tage zurück ins Erholungslager verlegt wurde. Dort sollte es noch zwei weitere Male zum Einsatz kommen, bevor das Korps Verdun am Rande der der Argonnenfront verließ.
Rumänien hatte Österreich-Ungarn am 27. August 1916 den Krieg erklärt. Unmittelbar darauf drangen russische Truppen von der Moldau und links anschließend die „rumänische Nordarmee“, aus der Walachei die 1. und 2. Armee, in Ungarn und Siebenbürgen ein. Am 28. ersetzte Generalfeldmarschall v. Hindenburg General v. Falkenhayn als Chef des Generalstabes vom Feldheer und die oberste Heeresleitung (OHL), unter der Führung Prinz Leopolds von Bayern als Oberbefehlshaber an der Ostfront, stellte zwei neue Armeen in Siebenbürgen auf. Die nördliche k. u. k. 1. Armee und die südliche 9. Armee unter General von Falkenhayn. Zu der letztgenannten gehörte auch das von der Westfront kommende Alpenkorps.
Unter dem Stab des 1. Jägerregiments wurde aus dem Bataillon sowie dem 1. und 2. bayerischen Jäger-Bataillon die „Gruppe Paulus“ formiert.

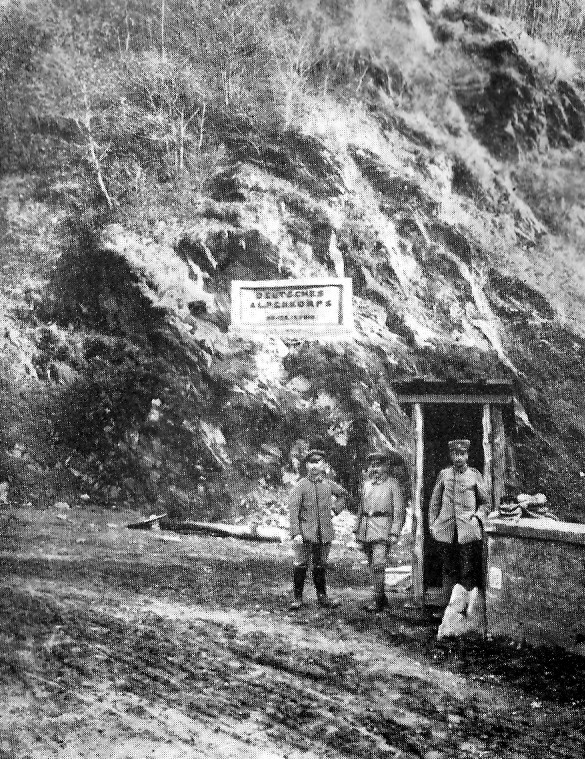
Roter-Turm-Pass mit Jägern des Bataillons

Das Korps zog durch das, die „1. rumänische Armee“ teilende, Zibinsgebirge. Über den Gebirgskamm kommend stieß es am 26. September zur Schlacht bei Hermannstadt, bei der die 187. Infanterie-Division frontal angriff. Im Rücken der Rumänen stehend, wurde mit der Sperrung des Passes, den die Rumänen einst gekommen waren, die Möglichkeit des Rückzuges genommen. Andere Teile des Korps umgingen die Armee im Süden. Gemäß Gefangenenfeststellungen hatte das Korps mit seinen 9 Bataillonen gegen 54 der rumänischen Armee gekämpft und gesiegt. Bei Turnu Roșu (deutsch: Roter Turm, ungarisch: Vöröstrony) wurde zur Erinnerung an diesen Sieg eine Tafel, Deutsches Alpenkorps 26.-29.9.1916. an der Felswand angebracht.
Beim Vorstoß nach Rumänien, wurde der Führer des bayrischen Leibregiments, Prinz Heinrich von Bayern, schwer verwundet und verstarb am Tag darauf. Das Regiment eroberte an jenem Tage die letzte Höhe des Monte Sule.
Nach mehreren Tagen in der Reserve, hat das Bataillon am 19. November wieder Feindberührung. Als sein Kommandeur, nunmehr Major Krahmer-Möllenberg sich nach vorne begibt, um seine Kompanien zum Angriff zu instruieren, traf ihn die tödliche Kugel. Im Kloster Băleni wurde er vorerst beigesetzt. Die Führung des Bataillons übernahm abermals der Hauptmann Schäfer vom „Reserve-Jäger-Bataillon 14“.
Am 24. November hatte der Gebirgskrieg für das Korps, als es die Tiefebene der Walachei erreichte, ein vorläufiges Ende. Es folgten Verfolgungskämpfe von Curtea de Argesch bis Pitești. Als Reserve der „Gruppe Krafft“ hatte es keinen Anteil an der „Schlacht am Argesch“.
Nach der Schlacht ändert die 9. Armee Marschrichten von Osten auf die Nordosten. Der Gruppe Krafft bildete hierbei den Angelpunkt. Mit Der Eroberung von Ploesti am 7. Dezember folgten Kämpfe an der Jalomița.
Die Mittelmächte boten ein ungenutztes Friedensangebot an.
Nach dessen Verstreichen begann am 21. Dezember die Weihnachtsschlacht von Rimnicul-Sarat. Hierbei standen ihnen erstmals neben Rumänen auch Russen (Trans-Kaspische Kosaken-Brigade) gegenüber. Von der am linken Flügel der Armee eingesetzten „Gruppe Krafft“ erhielt das Bataillon am 23. den Befehl nach Șindrilița, um dort die Verbindung zur benachbarten „Gruppe Gerok“ der Heeresgruppe „Erzherzog Josef“ aufrechtzuerhalten.
1917
Nach der Schlacht wurde die 9. Armee in die Region Moldau vorgeschoben. Das Korps folgte der Magura Odobesti in Richtung der auf deren letztem Ausläufer liegenden Odobești. Am 2. Januar wurde Bolotești im Kreis Vrancea erreicht, der hier 6–8 m breite, jedoch nur 1 m tiefe Fluss Putna jedoch nicht überquert. Es folgten Monate des Stellungskrieges mit den am anderen Ufer befindlichen russischen Einheiten.
Am 10. April schied das Alpenkorps, und mit ihm das Bataillon, aus der 9. Armee aus. Es sollte mehrere Wochen der Ruhe im siebenbürgischen Langendorf erhalten. Der neue Korpskommandeur besichtigte das Bataillon am 13. April in Mühlbach, der Brigadekommandeur besichtigte am 27. sämtliche Pferde. Vom 8. bis 12. Mai wurden Jagdkommandos, jetzt Sturmtrupps genannt, ausgebildet. Ebenfalls wurden dort kompanieweise Minenwerfer (MW)-Züge ausgebildet.
Ende Mai wurde es ins Ober-Elsass verlegt. Im Werk am Pulverbuck fand am 1. Juni eine Gefechtsübung gegen das aktive Bataillon und am nächsten Tag gegen das mecklenburgische „Reserve-Jäger-Bataillon 14“ statt. Dann wurden die Jäger nach Heiligkreuz, südlich von Kolmar, verlegt. Hier erfolgte eine Minenwerfer-Ausbildung am Kaiserstuhl. Während dieser, hielt der Pour-le-Mérite-Träger Hptm. Haupt ihnen einen Vortrag über die Erstürmung des Forts Douaumont.
Im Juni wurde es ins „Loch von Belfort“ und Anfang August wieder in Richtung Rumänien verlegt.

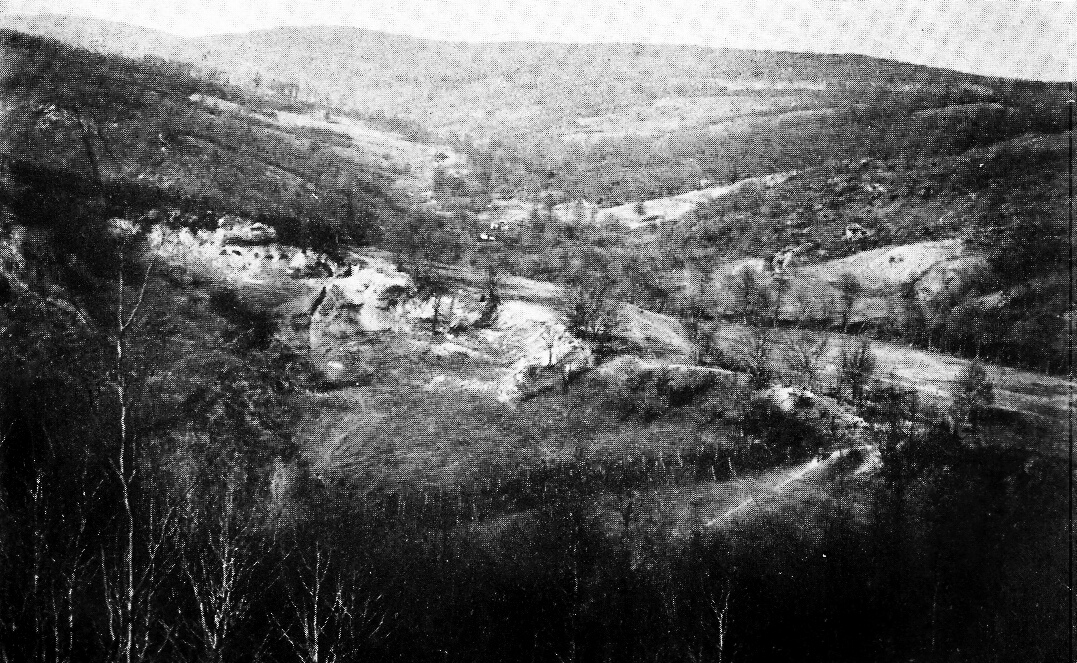
Stellung bei Muncelu

In der Schlacht von Mărășești überquerte das Alpenkorps am 12. August die Putna in Richtung Străoane. Unter der Führung des Hauptmanns Fischer griff die Gruppe der beiden 10. Jäger-Bataillone am 15. August die Ortschaft Muncelu an. Mit der Einnahme von Muncelu endete am 28. August die Schlacht. Nun folgten Stellungskämpfen an der Zabrautioru.
Nach der Elften Isonzoschlacht richtete Kaiser Karl eine Bitte um Verstärkung an die OHL. Dies geschah zu dem Zeitpunkt, an dem sich die Flandernschlacht des Jahres 1917 auf ihren Höhepunkt befand. Die OHL entsprach jedoch dem Ansinnen und entsandte sechs Divisionen aus dem Osten und Westen an den österreichischen Kriegsschauplatz.
Matarello war der Versammlungsraum des dem k. u. k. 11. Armeeoberkommando unterstellten Alpenkorps. Das Korps hatte die Aufgabe, sich den gegenüberliegenden Italienern zu zeigen und von den Vorbereitungen von Tolmein bis zum Oktober abzulenken.
Bei Tolmein, in Reihen der hier aufgestellten 14. Armee, welche durch das Korps seit dem 10. Oktober verstärkt wurde, fiel es dem Korps zu in der Zwölften Isonzoschlacht die Höhe 1114, dem Mittelpunkt der Kolovratstellung, zu erobern.
In der Durchbruchsschlacht durch die Julischen Alpen, welche vom 24. bis zum 27. Oktober 1917 andauern sollte, eroberte das Leibregiment bereits am 24. die Kuppe und wurde dort vom RJB am 25. abgelöst. Tags darauf marschierte das Bataillon in Richtung Clenia und eroberte den Monte Madlessena mit. Am 27. waren die Alpen durchquert und am 29. Udine erobert.
Das Korps verfolgte nun die zurückweichenden Italiener. Am 3. November brach die Tagliamentofront zusammen und der Piave-Fluss wurde das nächste Ziel. Hier fand der Übergang zum Stellungskrieg statt. Neben der Jäger-Division wurde das Korps gegenüber dem Monte Tomba eingesetzt. Hier folgte die Erste Piaveschlacht, bevor das Alpenkorps die Tomba-Stellung am 16. Dezember verließ.
Das Korps wurde etwa 100 km hinter die Frontlinie nach Vivaro, wo es Weihnachten verleben sollte, zurückgezogen.
1918
Ab Februar befand sich das Korps zur Ausbildung, wo z. B. als neue Angriffstechnik die Anwendung der der neuen Vorschrift Die „Angriffsschlacht im Stellungskriege“ gelehrt wurde, in Lothringen. Der zur Infanterie zählende „leichte Minenwerfer“ hatte sich, neben dem schweren Maschinengewehr, zu einer sogenannten Begleitwaffe der Infanterie entwickelt. Die Minenwerfer-Züge des „Jäger-Regiments 2“ wurden am 21. März, Beginn der Kaiserschlacht, zusammengezogen und als „Minen-Werfer-Kompanie (MWK)“ als siebte Kompanie dem „RJB 10“ unterstellt. Am 14. d. M. erhielt es zudem einen Nachrichtenmittelzug.
Am 2. März stand das Bataillon vor dem Feldmarschall v. Hindenburg Parade.
Westlich seiner Unterkünfte nahm das Bataillon in der Nähe Saarburgs an vier Regimentsübungen, zwei davon im Verbande des Alpenkorps, teil.
Vom 29. März bis 7. April war das Bataillon Reserve des Frontabschnitts. Von Cirey aus wurde das Korps zur Heeresgruppe „Kronprinz Rupprecht“ nach Flandern verlegt, um an der Operation Georgette (oder auch „Schlacht an der Lys“), teilzunehmen.
Am Vormittag des 13. April griff das Korps Bailleul an und wurde, nach einer kurzen Erholungspause, zur „zweiten Schlacht um den Kemmel“ auf die vorgelagerte Rossignolhöhe verlegt. Die Sturmtrupps des Korps wurden hierfür mit Flammenwerfern ausgerüstet.
Im Mai wurde das Alpenkorps zurückgezogen. Nach zwölf Wochen der Ruhe wurde das Korps als Eingreif-Division nach Tourcoing verlegt und verließ Flandern zehn Tage später. Nach dem Schwarzen Tag des deutschen Heeres wurde das Korps als OHL-Reserve in den Raum um Nesle, Bereich der neugebildeten „Heeresgruppe v. Boehn“, gezogen. Am 18. August erging der Befehl, dass die 18. Armee die Aufgabe des Geländes westlich der Somme vorbereiten solle. Zur Deckung des Rückzugs war das Korps am 1. September nördlich Péronnes verlegt worden. Es hatte vor der Siegfriedfront den Kanal bei Moislains zu sichern. Am 4. wurde das Korps in die „Tincourt-Stellung“ zurückgezogen. Die „Épehy-Stellung“ war die Höhe vor der Niederung des Scheldekanals. Dieser hatte zur „Hauptwiderstandslinie (HWL)“ ausgebaut werden sollen, was aber aus Zeitmangel nicht vollendet werden konnte. Laut Korpsbefehl war Épehy jetzt unter allen Umständen zu halten. Die Engländer überliefen am 18. September unterstützt von Tanks die Stellung und somit das Bataillon. Mit Hauptmann Fischer fiel der dritte Träger des Hohenzollerischen Hausordens (Pour-le-Mérite-Orden des kleinen Mannes) des Bataillons. Der nicht mehr kampffähige Rest wurde den Mecklenburger 14ern unterstellt.
Nachdem die Bulgarische Armee mit der Entente einen Waffenstillstand, den das Oberkommando der Heeresgruppe Scholtz für die Deutschen nicht anerkannte, geschlossen hatte, mussten Deutsche Divisionen die „Lücken“ schließen. Das Korps wurde somit Ende September umgehend nach Serbien verlegt.
Als die Transportzüge des Korps auf ihren Weg dorthin im Bahnhof Palanka warten mussten, durchfuhr der Zug des abgedankten Zaren von Bulgarien auf dessen Weg ins Exil diesen.
Das Korps wurde dem Gen.-Kdo 53 der 11. Armee des Generals v. Steuben unterstellt. Schon als es am 5. Oktober ihren Einsatzort erreichte, begann ihr Rückzug. Der letzte Offizier des Bataillons fiel am 11. Oktober beim Rückzug auf Prokuplje. Das Moravatal war am 15. durchschritten und der Weg zurück setzte sich durch das Gebirge über Kragujevac fort. In Topola fand der letzte Wechsel der Bataillonsführung statt. Der letzte Bataillonsangehörige fiel am 30. bei Železnik. Serbien wurde in der Nacht vom 31. mit dem Überschreiten des der Grenzflusses Save verlassen. Die Donau wurde am 6. November bei Peterwardein überschritten. Die 11. Armee wurde am 8. der „Heeresgruppe Mackensen“ unterstellt und das Bataillon verblieb bis zum 14. in Szt. Tamas. Vom 21. bis 25. November wurde das Alpenkorps in Szeged, seinen Tross musste es dort lassen, mit Zügen Richtung Heimat abtransportiert und erreichte am 30. Passau. Die Transporte des Bataillons trafen am 3. Dezember in Goslar ein.
Letztmals marschierten die geschlossenen Formationen des Bataillons am 6. Dezember durch die Garnisonsstadt und zu den Klängen des Jägers aus Kurpfalz auf dem Hofe der Jägerkaserne an ihrem Kommandeur vorbei.
Im Anschluss wurden die Jäger aus den Harzer Bergen, der Lüneburger Heide, Holstein, der Küste und Thüringen, da der Ersatz des Bataillons maßgeblich hierher stammte, entlassen.

##### Reserve-Jäger-Bataillon Nr. 23
Am 26. September wurde das junge Bataillon, das erst lediglich zu einem Drittel Gewehre besaß, zum Truppenübungsplatz Ohrdruf nach Thüringen verladen. Hier wurde in den verbleibenden zwei Wochen, laut Befehl musste es am 10. Oktober kriegsverwendungsbereit sein, die Ausbildung zu Marsch- und Gefechtsübungen in größeren Verbänden sowie Gefechtsschießen genutzt.
Es wurden alle Übungen nur auf den Bewegungskrieg, das hieß den Angriffsfall, ausgerichtet.
Die Ausstattung der Bataillonsmitglieder endete mit der Übergabe von Hirschfänger und Zinkmarke.
Am Morgen des 11. Oktobers verließ man in Zügen das Lager in Richtung Westfront.
1914
Bei St. Vieth wurde die Grenze in Richtung Grammont, dem Versammlungsraum des XXVI. RK, passiert.
Als die Jäger am 18. Oktober an der Spitze des Korps marschierten, erschien im Kraftwagen der Kommandierende General. Dieser ließ halten und richtete eine kurze Ansprache an die Truppe.
Als das RJB 23 am Folgetag Rumbeke fast durchschritten hatten, fand es mit dem am Dorfausgang vom Pferde geschossenen deutschen Meldereiter seinen ersten Toten im Kriege.
Der Geschichte des Bataillons entnimmt man, dass nun von allen Seiten das Feuer auf das Bataillon eröffnet wurde. Dieses Ereignis wird als Feuertaufe des Bataillons angesehen. Aus heutiger Sicht darf dies aber bezweifelt werden. Es ist eher anzunehmen, dass sich wie bereits im August in Löwen unbeabsichtigt ein Schuss löste, man dies als einen Angriff fehlinterpretierte und die Panik sich in einer wilden Schießerei Bahn brach. Aus dem Krieg 1870/71 war die Angst vor Franktireuren noch immer präsent, und so hegte auch niemand in den Kinderregimentern Zweifel, dass es sich bei den wenigen, die in den Häusern gefunden wurden und ausnahmslos zivile Kleidung trugen, sich just um solche handeln müsse. Merkwürdigerweise fiel nicht auf, dass keine Verluste in Reihen der Truppe auftraten.
In der Ypernschlacht wurde der Weiler Mangelaere von den 23. Jägern miterobert. Dessen Windmühle, von wo aus angeblich der Gegenseite signalisiert worden ist, wurde vom Bataillon niedergebrannt.
Das Korps drang westlich des Houthoulster Waldes nach Kortekeer vor. Aufgrund mangelnder Artillerieunterstützung war man aber gezwungen, wieder zurückweichen. Das RJB wurde nun Reserve des RIR 234.
Bei der Rückeroberung durch die 46 RD war die 4. Kompanie (4./RJB 23) dem RJB 18 unterstellt gewesen.
Die Frontlinie um Langemarck erstarrte, und in der Nacht zum 3. November wurde das Bataillon abgelöst. Hinter dem Houthoulster Wald wurde es in Tiendenberg bei Westroosebeke in Alarmbereitschaft gehalten. Hier erhielt das Bataillon seine ersten 18 Eisernen Kreuze verliehen.
Nach dem auch für die Jäger verlustreichen 10. November ging der Krieg auch in Flandern in den Stellungskrieg über. Das stark dezimierte Bataillon wurde in der Nacht zum 12. November abgelöst.
Der erste Ersatz traf in Form von 121 Leuten vom Ersatzabteilung Jäger 11 aus Marburg am 17. Dezember bei den Jägern ein. Von der im Oktober ins Feld gezogenen Gefechtsstärke des Bataillons waren noch 9 Offiziere sowie 400 Oberjäger und Jäger vorhanden.
Am 22. Dezember wurde das Bataillon zur Divisions-Reserve nach Westroosebeke, wo es den Pionieren zugeteilt wurde, verlegt.
1915
Am 28. Februar erhielt das Bataillon eine aus je 15 Angehörigen der Regimenter 233–236 zusammengesetzte Radfahrerabteilung. Divisionsgeneral v. Kleist besichtigte sie fünf Tage darauf. Am 14. März endete die Zeit des Arbeitsdienstes, und je zwei Kompanien wurden den Regimentern der 102. Infanterie-Brigade für zehn Tage zugeteilt. Ihr Kommandant übernahm währenddessen vertretungsweise die Führung des RIR 235.
Als die 23. Jäger am 10. April das I./238 im Abschnitt zwischen der Bahn Staden–Langemarck und dem Grenzbach besetzten, erfuhren sie, dass die Oberste Heeresleitung (OHL) plante, einen bisher unbekannten Kampfstoff, das Chlorgas, gegen den Feind einzusetzen. Im Abschnitt waren im Abstand von 20 Metern sogenannte F-Batterien eingebaut, die man bei geeigneter Windrichtung zum Abblasen öffnen wollte. Der ganze Graben wurde hierfür, vom Gegner nicht einsehbar, mit kleinen Windfähnchen beflaggt.
Die Jäger wurden am Abend des 20. April abgelöst, kehrten jedoch schon 24 Stunden später wieder zurück.

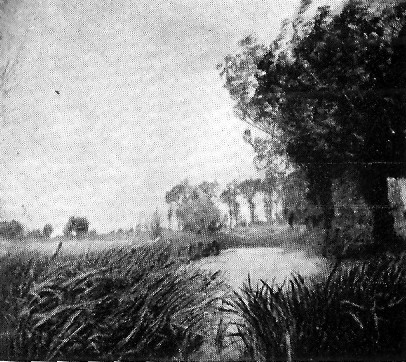
Beim Château Wieltje

Am Abend des 22. April, die seit dem Morgen sturmbereit stehenden 23. Jäger waren zu jenem Zeitpunkt dem RIR 234 unterstellt, begann durch das Abblasen die Zweite Ypernschlacht. Am Schwarzen Tag von Ypern drang man nördlich St. Juliens gegen die 1. Kanadische Division, Arthur Currie, vor und besetzte es danach. Von dort wurde ein weiterer Gasangriff von den Jägern vorgenommen. Da dieser jedoch schlecht koordiniert war, das Gas wurde nicht wie beim ersten Mal gleichzeitig abgelassen, war er nahezu wirkungslos.
Als die 23. Jäger nach Kerselaere, heute ein Teil von Ypern, vorgedrungen waren, erhielten sie am Himmelfahrtstag den Befehl, das Schloss Wieltje auf der letzten Anhöhe vor Ypern zu erstürmen. Die Ausführung misslang jedoch und brachte ihnen lediglich hohe Verluste. Es war der letzte „Großkampftag“ der Schlacht.
Ab dem 7. Juni wurde das Bataillon zur Korps-Reserve bestimmt und nach Roulers zurückgezogen. Dort wurde es am 15. Juli vom Kommandierenden General besichtigt.
Da die 23. Jäger hoch in der Gunst des Divisionsgenerals standen, erhielten sie im August den Beinamen „die Kleist'schen Jäger“.
Im September wurden sie als deren IV. Bataillon zum RIR 240 versetzt. Man lag zwölf Tage an der Front südlich von Pilkem, bevor man zwölf Tage in dem im Kalve-Wäldchen nahe Westroosebeke gelegenen Barackenlager ruhte. Dort feierten die Jäger das einjährige Bestehen ihres Bataillons.
1916

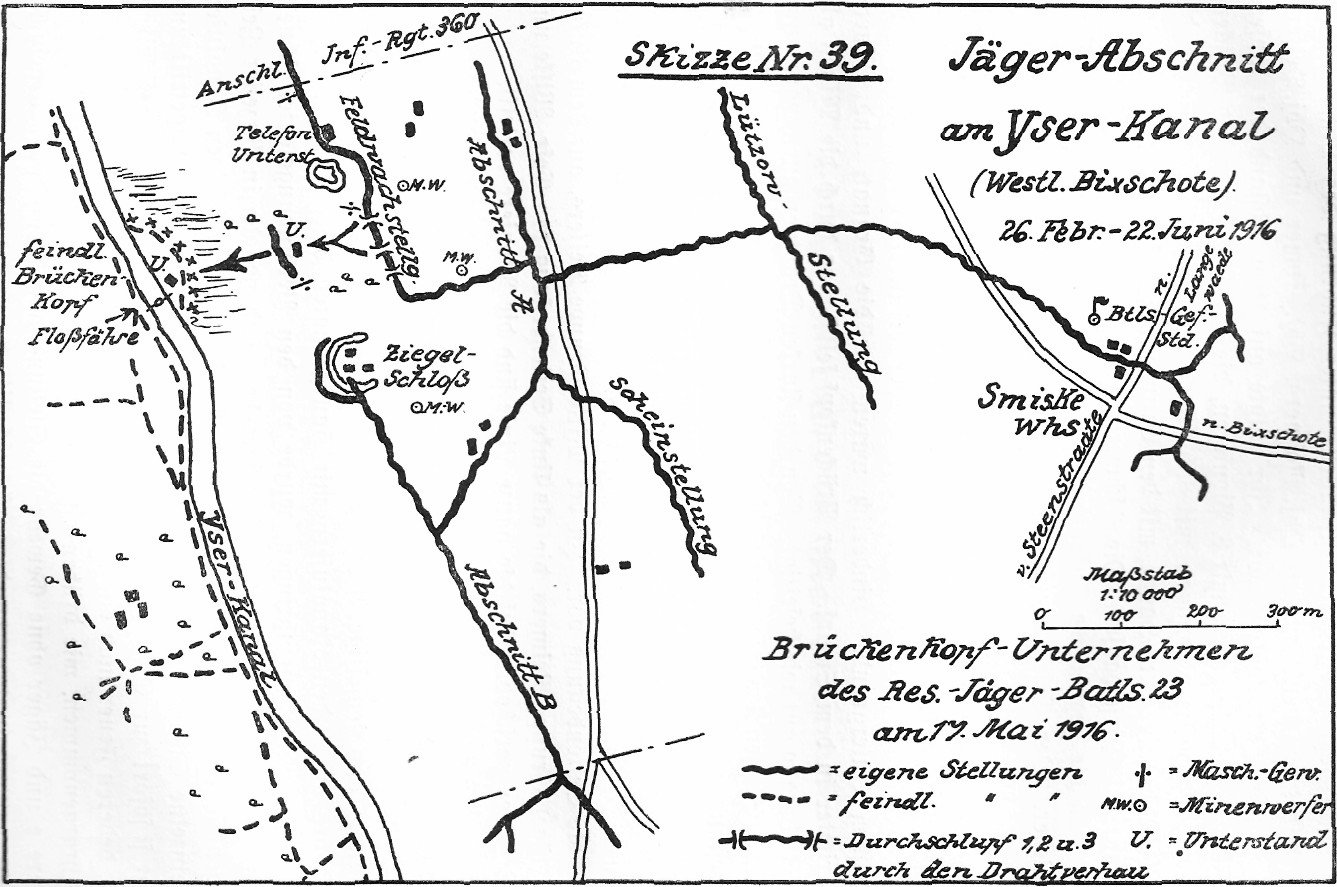
Brückenkopf-Unternehmen des RJB 23

Der neu zu beziehende Jäger-Abschnitt lag weiter nördlich bei Bixschoote. Die Belgier hatten dort einen Brückenkopf über die Yser errichtet.
Im Juni wurde das Bataillon weiter nach Norden, in die Überschwemmungsgebiete von Woumen, verlegt. Die landschaftlichen Begebenheiten machten dort eine Feindberührung nahezu unmöglich.
Am Abend des 21. Juli erhielt das Bataillon vom Generalkommando den Befehl, sich zu sammeln. Wider Erwarten ging es jedoch nicht an die nahe Somme oder nach Verdun, sondern das Bataillon wurde, zusammen mit neun anderen, als Antwort auf die Brussilow-Offensive in die Karpaten verlegt.
In Görlitz begann das Massenimpfen gegen Typhus, in Breslau gegen Cholera. In Liegnitz mussten die 23. Jäger, zum Schrecken der Bataillonsangehörigen, den Tschako gegen die Pickelhaube ersetzen. Dass es sich um eine List gegenüber dem Gegner handelte, ahnten die Jäger, obwohl deren Züge sämtlicher Kennzeichen vom Beginn an ledig waren, nicht. Nach zweitägiger Übung, um sich an das neue Gelände zu gewöhnen, besichtigte kurz vor dem Abmarsch an die Front am Morgen des 30. Juli Oberstleutnant Thümmel und am Nachmittag der Thronfolger, Erzherzog Karl sollte die neuzubildende Heeresgruppe der k u. k. 7 übernehmen, das Regiment.

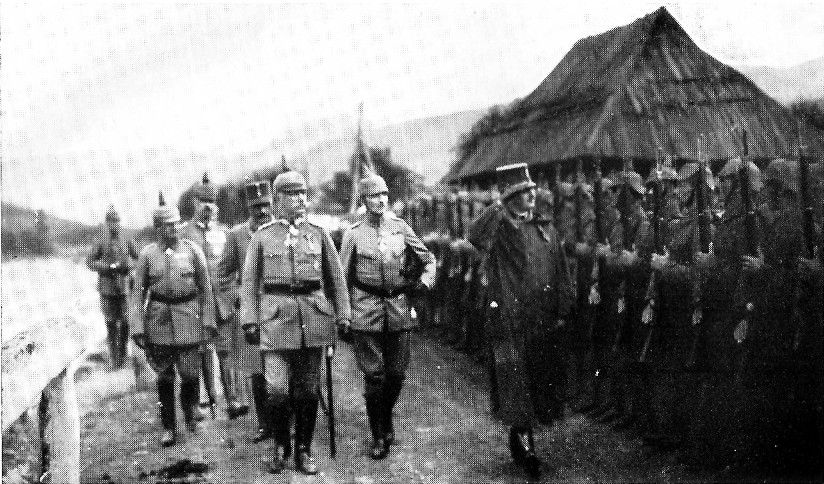
Erzherzog Karl, der spätere Kaiser Karl von Österreich, begrüßt die eingetroffenen deutschen Jäger in den Karpaten

Auf dem Anmarsch nach Burkut unweit des Czeremos, eines der Quellflüsse des Sereths, durften die Pickelhauben nicht getragen werden und mussten durch Mützen kaschiert werden. Der russische Gegner sollte nicht bemerken, dass das deutsche Militär vor Ort war. Im Urwald der Karpaten standen dem Jäger-Regiment 5 zwei Divisionen, die 79. und 82., mit den Regimentern 313, 314, 315 sowie 326, 327 und 328 gegenüber.
Die Überraschung gelang. Die 23. Jäger stürmten am 3. August die Höhe 1610 (Hala-Mihailewa), und weitere folgten bis zum 8. August. Dann musste eine Pause eingelegt werden, damit der Nachschub Schritt halten konnte. Während der Gegner über drei „brauchbare“ Straßen als rückwärtige Versorgungslinien verfügte, war das Karpatenkorps auf eine einzige über den Watonarka-Pass angewiesen. Das nächste Dorf in der Etappe, Ruszpoljana, lag drei Tagesmärsche hinter der Frontlinie.
Da sich die linke Gruppe des Korps im siegreichen Vorstürmen nordwestlich von Jablonitza befand, der rechte Flügel jedoch in kritischer Lage im Czeremocz-Tal stagnierte und zwischen beiden Flügeln ein etwa 25 km breiter freier Raum existierte, beschloss v. Contra die Front zu verkürzen und gab am 16. August den Befehl zur Rückverlegung der Front.
Das Bataillon zog sich am 17. auf den zwölf Tage zuvor eroberten Berg Skupowa zurück. Die neue Stellung der 23er befand sich nun in der Mitte des vom Skupowa zum Plaik führenden Rückens.
Es folgen Stellungsbesichtigungen durch den Brigadekommandeur und acht Tage später durch den Divisionskommandeur. Auf dem Skupowa fand eine „Gesundheitsbesichtigung“ durch den Assistenzarzt Lubkowitz statt.
Da die 1. Infanterie-Division am rechten Flügel des Korps immer stärker beansprucht wurde, musste die Jäger-Division vermehrt Kräfte dorthin verlegen. Um dies zu ermöglichen, wurde das Korps am 1. September abermals zurückverlegt. Die neue Stellung der 23. Jäger war nun der Stefulec südlich von dem Riza.
Am 27. September besichtigte der Brigadekommandeur die Stellung. Jetzt hatte sich auch hier ein Stellungskrieg gebildet.
Das Jäger-Bataillon, mit Ausnahme der 3. Kompanie, wurde ab 30. September Regiments-Reserve. Vier Tage später wurde es abgelöst und bezog sein Ruhequartier in Burkut. Der Regimentsstab, das sogenannte „Weiße Haus“, war hier ebenfalls untergebracht.
Die Ruhetage endeten für die 2. und 4. Kompanie am 10. Oktober. Sie wurden der „Gruppe Stoffleth“ zugeteilt, die 1. Kompanie folgte am Folgetag in deren Reservestellung. Aus den Angehörigen aller Kompanien in der Reservestellung wurde eine Sturmkompanie und eine Arbeitskompanie zusammengestellt.
Mit dem einsetzenden Schneefall begann der Winter und begrenzte die militärischen Aktionsmöglichkeiten beider Seiten eng. Im Probinatal, etwa zwei Kilometer hinter der Front, wurde etwas abseits des Knüppeldamms der Wartonarcapassstraße das „Kossa“-Lager mit Verbandsplatz und Pionierdepot zur Verbesserung der Versorgung angelegt. Kossa war ein österreichischer Kommandeur, der im zweiten und dritten Quartal 1917 seinen Kommandoposten mit dem des Kommandeurs vom RJB 18 tauschen.
Am 12. Dezember wurde der Entente ein Friedensangebot unterbreitet, das ohne Folgen bleiben sollte.
1917

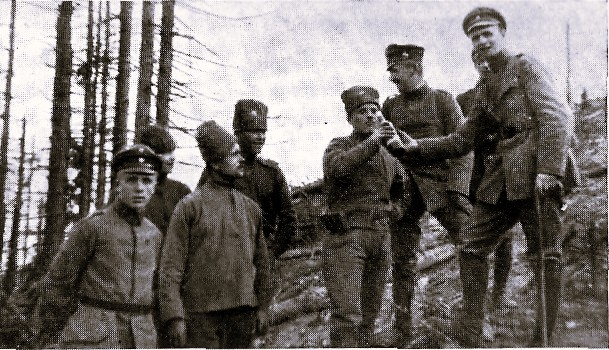
Treffen im Niemandsland

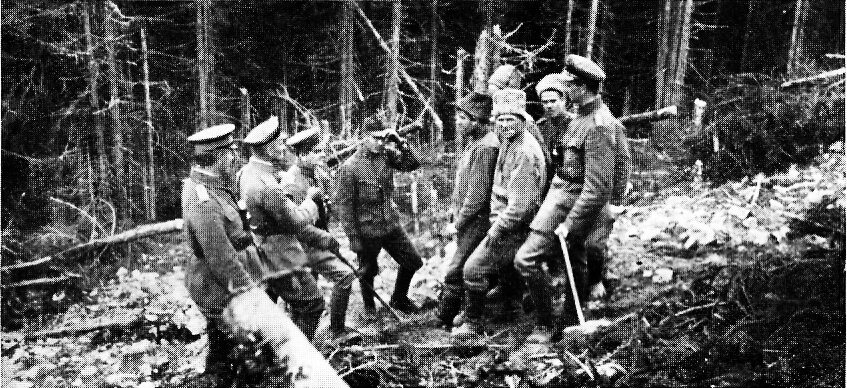
Treffen vor dem russischen Drahtverhau

Der Brigadekommandeur überreichte am 10. Januar dem Bataillonskommandeur das Ritterkreuz des Königlichen Hausordens von Hohenzollern.
In Burkut besichtigte der Korpskommandeur in Begleitung zweier schwedischer Offiziere die Sturmkompanie.
Die im März in Russland ausgebrochene Revolution erreichte am russischen Ostersonntag, 15. April, den Frontabschnitt. Als erste verließen die russischen Soldaten unbewaffnet den überraschten lauenburgischen Jägern (RJB 18) zuwinkend ihre Gräben, um im Niemandsland einen Frieden zu schließen, der bis Juni andauern sollte. Da die Truppen im Juni nach und nach durch sibirische ersetzt wurden, schoss erstmals wieder deren Artillerie. Bei Besuchen höherer Offiziere in den Graben schoss auch deren Infanterie, bis auch diese ersetzt wurde, über die Gegner hinweg. Die Kerenski-Offensive begann und wirkte bis in die Karpaten hinein.
Der Armeekommandant, Generalfeldmarschall v. Kövecs, besichtigte am 5. Juli die Stellungen der 3. und 4. Kompanie.
Vor der Front der 11. Jäger etwa elf Kilometer nördlich der 23er begannen sich die Russen am 24. Juli zurückzuziehen. Mit deren Verfolgung begann das Bataillon am 26. Juli und erreichte am Abend wieder den Plaik.
Hierbei führte Hauptmann Stoffleth das aus dem RJB 18, RJB 17, einem Zug Ulanen, vier Batterien und einer Pionierkompanie bestehende sogenannte Bialy-Detachement, dem das ungarische Feldjägerbataillon 28 folgte. Major Roël, Stellvertreter des im Urlaub weilenden Obersts Thümmel, führte das sogenannte Putilla-Detachement, dem der Rest der Division folgte. Die 23 Jäger waren dessen Reserve. Bei der Vereinigung der beiden Flüsse im unteren Czeremosztal war auch die Division wieder vollständig. Nur noch einmal, bei der Eroberung der Höhen um Wiznitz, stieß man auf militärischen Widerstand.
Anfang August wurde das Bataillon zur Brigade-Reserve bestimmt und folgte hinter der Division dem Sereth durch die Bukowina nach Rumänien zur gleichnamigen Stadt nach.
Kamenka konnte am 4. August durch Umfassen erobert werden.
Die Einnahme des Ortes Sereth sollte in der Nacht zum 7. im Handstreich erfolgen. Im Unterschied zum bisherigen Verlauf, waren jedoch die Hänge um die Stadt stark mit russischen Stellungen besetzt. Diese erzwangen einen Rückzug nach Waschkoutz. Da die OHL sich an dieser Stelle einen Durchbruch der russischen Front von weitreichender strategischer Bedeutung erhoffte, setzte das Karpathenkorps große Teile der 200. ID zu einem konzentrischen Angriff für den 8. auf die Höhen vor der Stadt an. Als es an jenem Abend dunkel wurde, löste das Reserve-Jäger-Bataillon Nr. 6 die 23er auf den Höhen ab. Als der Angriff gescheitert war, gab dies den Anlass zu einem Wechsel in der Führung der 200. ID.
Nach Tagen der Ruhe wurde das Bataillon in die schon 1914 erbaute Bukowina-Stellung nahe Opryscheny versetzt. Als am 4. September große Brände beobachtet wurden, schloss man daraus auf ein Zurückgehen des Gegners. Teile des k. u. k. Infanterie-Regiments 69 lösten das Bataillon am 10. September ab.
In Storocynetz fand ein Vorbeimarsch der 200. ID am kommandierenden General, General der Infanterie v. Conta, statt. Hiermit wurde die Division aus dem Verband des Karpatenkorps entlassen. Der Regimentskommandeur besichtigte das Bataillon am 16. September in Karlow (Galizien) am Pruth. Hier fand auch das Bataillonsfest anlässlich deren nunmehr dreijährigen Bestehens statt.
Die OHL gab der Bitte des österreichischen Kaisers, einst Befehlshaber der k. u. k. 7. Armee, um Unterstützung statt. Zuvor hatte der ehemalige Kommandant des Alpenkorps, v. Dellmensingen, der zur Einschätzung der Situation an die Isonzofront entsandt wurde, dort eine Schwachstelle beim Gegner ausmachte, das Vorhaben befürwortet. Am rechten Flügel der „Heeresgruppe Boroëvić“ wurde nun die aus deutschen Verstärkungen und österreichischen Divisionen neugebildete „deutsche“ 14. Armee eingeschoben.

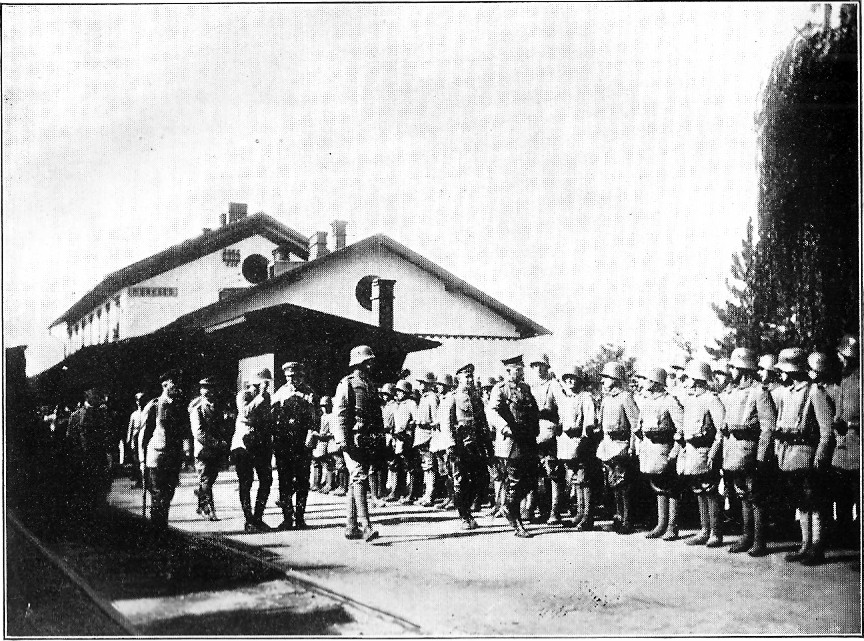
Wilhelm II. besichtigt das Bataillon auf der Durchfahrt von Munkács

Der Transportzug des Bataillons setzte sich am 24. September mit unbekanntem Ziel in Bewegung. Wie bereits im Vorjahr zuvor war der Zug zur Geheimhaltung sämtlicher Kennzeichen beraubt worden. Als er die ungarische Tiefebene durchfuhr, hielt er in Munkács. Als das Bataillon dem Zuge entstiegen war, hielt der Hofzug des Obersten Kriegsherrn ebenfalls dort. Der Kaiser schritt das Bataillon ab und wendete sich nach einem dreifachen Horrido der Jäger wieder seinem Zuge zu.
Am Morgen des 8. Oktober besichtigte der Oberbefehlshaber der 14. Armee das Bataillon in Kerschstetten.
Vom 19. bis zum 23. Oktober marschierte die 200. ID über Bischoflack nach Tolmein.
Bei der Ieza-Offensive war das Jäger-Regiment 5 vorerst als Reserve der beiden anderen Regimenter des 200. ID eingeteilt. Die 23er hinter dem Abschnitt vom Jäger-Regiment 4. Die 23. Jäger überschritten die österreichisch-italienische Grenze gegen Mittag des 26. Oktober und wechselten am nächsten Tag, nach dem Austritt aus dem Gebirge, bei Azzida die Kampftruppe ab.
Es war nun Plan der 14. Armee, der zwischen Görz und Adria zurückweichenden 3. italienischen Armee den Weg abzuschneiden und vom oberen Tagliamento von hinten her anzugreifen. Östlich Udines befand sich das Hauptquartier Cardonas, längs des Torrente Torre war eine Aufnahmestellung der Italienischen Armee. Das Jäger-Regiment, zu diesem Zeitpunkt nur aus den Jäger-Bataillonen 18 und 23 bestehend, eroberte diese nach Rücksprache mit Oberst Thümmel unter der Führung Stoffleths in der Nacht zum 28. Oktober.
Nachdem die 18. Jäger Beivârs erstürmt und bereits wieder verlassen hatten, durchzogen die 23er das Dorf. Währenddessen durchritt ebenfalls eine Abteilung der italienischen Kavallerie auf ihrem Weg nach Udine das ihres Wissens unbesetzte Dorf. Das Bataillon nahm sie gefangen.
Auf der Straße nach Udine überholte der Personenkraftwagen des Generalleutnants v. Berrer das Bataillon. Das Bataillon sammelte sich zum Angriff auf Udine, erhielt aber, als sich herausstellte, dass das RJB 18 bereits in der Stadt war, den Befehl, sich in Colugna zu sammeln.
Als die 23. Jäger am 3. November durch das k. u. k. Infanterie-Regiment 71 abgelöst wurden, wurde die Division als Armee-Reserve der Gruppe Stein zugeteilt. Als solche wurde sie von General v. Below am 5. November besichtigt.
Der Tagliamento wurde von der Armee-Reserve am 9. November überschritten. Westlich von Moriago an der Piave bezog das Bataillon gegenüber von Vidor am 11. Stellung und wurde am 2. Dezember wiederabgelöst und in das Gebiet der Gruppe Krauß verlegt. Das Ziel auf der Fontana Secca wurde am 12. erreicht. Gegenüber lag der Monte Spinuccia dessen Pyramiden- und Sternkuppe am 3. Dezember zu stürmen waren.
Im Verbund mit dem 8. Grenadier-Regiment (5. ID die an den linken Flügel der 200. ID anschloss) wurden Teile des Berges gestürmt. Bis zum 12. Dezember konnte jedoch lediglich die Pyramidenkuppe erobert werden. Die 18er eroberten die Sternkuppe. Nach dem erfolgten Durchbruch der 18er wurden die 23er ihnen zeitweise unterstellt.
Nach ihrer Ablösung am 15. wurde das Bataillon am 26. zur Verfügung der Division nach Schievenin verlegt. Am 28. Dezember lösten die Jäger das RJB 17 auf der Sternkuppe ab. Zwei Tage später wurden sie vom k. u. k. Kaiserschützen-Regiment Nr. 2 abgelöst.
Die OHL hatte entschieden, sich nicht mehr an Operationen in Italien zu beteiligen. Ihre Divisionen wurden von dort zur geplanten Entscheidungsschlacht an der Westfront abtransportiert.
1918
Bis zum 8. Januar marschierte das Bataillon zu seinem endgültigen Ruhequartieren nach Paludea.
Als das Bataillon am 8. Februar seine Ruhestätte verließ, nahm es Abschied von Italien mit dem Ziel Lothringen. Dort wurde nun die Division, welche den Ruf hatte, zu den besten Stoßdivisionen Deutschlands zu zählen, vorbereitet. Der Bataillonskommandeur wurde zu einem einwöchigen Führerkursus nach Hagenau kommandiert, um mit den anderen Kommandeuren für die geplante Frühjahrsoffensive über den neuesten Stand orientiert zu werden.
Ab dem 17. März unternahm das Bataillon Demonstrationsmärsche in Sichtweite der feindlichen Fesselballons um Truppenverschiebungen vorzutäuschen. Karfreitag, dem Beginn der Offensive, wurde das Bataillon nach Cambrai verladen. An den Folgetagen rückte es über das Gebiet der Schlacht von 1916 an der Somme bis nach Péronne der Frontlinie hinterher.
Dies änderte sich, als sich das Regiment am 8. April dem Ufer der Avre näherte. Der Bewegungskrieg der Offensive hatte bereits wieder geendet und die Division wurde eingesetzt, um das bisher Erreichte für fünf Tage zu erhalten. Die 23er lagen hierbei gegenüber Rouvrel. Für weitere fünf Tage lösten die 23er das RJB 18 am 19. ab und wurde nochmals fünf Tage in der vordersten Frontlinie am 3. Mai eingesetzt. In der Nacht des 14. Mai wurde dann die komplette 200. ID aus der Avre-Stellung herausgezogen.
Das Ruhequartier in der Etappe der 2. Armee befand sich in Herbignies. Der Bataillons-Kommandeur, Frhr. v. Leesen, wurde am 12. Juni telegraphisch vom Urlaub zurückgerufen und das Bataillon am 14. nach Ugny-le-Gay verlegt. Den Höhepunkt der dortigen Übungen stellte eine Angriffsübung einer kriegsstark aufgefüllten Kompanie mit Minenwerfern und Begleitartillerie vor den Augen des Divisionskommandanten gegen einen von Flaggen markierten Feind dar.

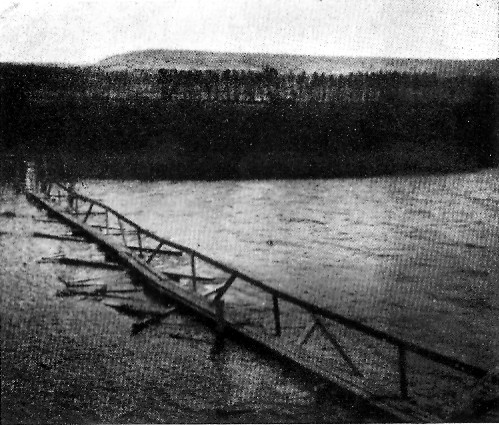
Brückensteg über die Marne

Die 200. ID wurde zu der für Mitte Juli geplanten Einnahme von Reims, einen wichtigen Eisenbahnknotenpunkt der Franzosen an der Marne, bestimmt. 1914 wurde die Marne zum Schicksalsfluß, dies sollte sich, wie die OHL annahm, nicht wiederholen.
Die Division marschierte am 14. Juli im Forêt de Ris beiderseits von Trélou zur Schlacht an der Marne auf. Das Jäger-Regiment Nr. 5 sollte südlich Tréloups die Marne überschreiten. Das RJB 23 drang bis La Chapelle, wo sein Kommandeur fiel, vor, musste den Ort jedoch am gleichen Tage wieder räumen. Am Abend des 15. Juli bestand die Kampfstärke des RJB 23 noch aus 6 Offizieren, 7 Oberjägern und 50 Mann. Das am 17. Juli herausgezogene Jäger-Regiment 5 sollte hier nicht wieder eingesetzt werden. Aus den Resten der Bataillone 23 und 17 wurde eine Kompanie gebildet. Diese unterstand dem Jäger-Regiment 3 unterstellten neuformierten Bataillon Ohlendorf.
Rückzugskämpfe
Ab dem 18. Juli befand sich das deutsche Heer im Abwehrkampf.
Die 23er verfügten seit dem 20. verfügten wieder über eine zweite Kompanie und wurde am Vormittag jenes Tages vom Divisionskommandeur besichtigt, bevor die Jäger am 24. der Gruppe des General v. Conta unterstellt wurden.
Die 23. Jäger wurden zur Erholung nach Sedan gebracht und bezogen von dort aus Quartier in Saint-Menges.
Am 22. August war die Erholungspause vorbei und das Bataillon wurde nach St. Souplet an der Py abtransportiert, wo Hauptmann Stoffleth (RJB 18) für sich im Urlaub befindlichen Regimentskommandeur vertretungsweise die Führung des Jäger-Regiments 5 übernahm. Das französische Militär drängte das Regiment mit Infanterie, Artillerie und Gas von dem Fluss hinter die Givet-Höhe auf die deutsche Hauptwiderstandslinie (HWL) zurück. Als der zurückgekehrte Major v. Wodtke fiel, übernahm Stoffleth abermals die Führung des Regiments. Der kurz zuvor zum Major beförderte Hauptmann Wild vom RJB 17 übernahm, als der ältere, am nächsten Morgen die Führung des Regiments.
Anfang Oktober wurde das Bataillon in die Helenenhöhe zurückverlegt. Am 13. Oktober wurde das Bataillon als Eingreiftruppe verwendet, bevor es fünf Tage später mit der 200. ID nach Barzy als Eingreifdivision hinter den Abschnitt verlegt wurde. Ab dem 21. Oktober kämpfte das Bataillon vor und in der Hundingstellung. Bei Boué nahe dem Sambre-Oise-Kanal lagen die 23er, bis das Regiment am 31. als Bereitschaftstruppe nach Bergues zurückgezogen wurde. Bereits am Abend des 4. November musste das bereitgestellte Bataillon sich auch von dort zurückziehen und erreichte am 7. den Stadtrand Avesnes', welches am Folgetag auch geräumt wurde. Am Vormittag des 11. November kam der den auf Urlaub sich befindenden Kommandeur vertretenden Leutnant Bock nach vorne in die Gräben und verkündete, dass, laut des um 9.48 Uhr eingegangenen Funkspruchs, ab 12 Uhr Mittags Waffenstillstand herrschen würde.
Periode des Waffenstillstands
Um nun die Befehlsverhältnisse zu vereinfachen, teilte die Division das RJB 23 auf die Bataillone 17 und 18 auf und zog heimwärts. Die deutsche Grenze wurde am 25. November bei Steinbach, südlich von Malmedy, überschritten. Bataillonsmitglieder des linksrheinischen Gebietes und Elsaß-Lothringens wurden am 26. November aus dem Bataillon entlassen. Die Division zog, unmittelbar gefolgt durch die englische Kavallerie, als letzte auf ihrer Marschstraße quer durch die Eifel. In der Nacht vom 3. zum 4. Dezember überschritt die Division bei Bonn den Rhein. Die Linksrheinischen Divisionsteile wurden in Uckerath entlassen. Das RJB 23 wurde am 12. Dezember wieder zusammengestellt und schied nach Sohlbach, wo Hauptmann v. Freeden das Bataillon erwartete, abgezweigt aus dem Verband der 200. ID. Sechs Tage später zog das Bataillon weiter, überquerte am Weihnachtsabend den Solling (Uslar) und erreichte am 27. Goslar.
Eine Abordnung der Bürgerschaft, unter ihnen der greise Senator Steckhan, empfing die Jäger an der Astfelder Straße. Mit klingendem Spiel der Kapelle des Tage heimgekehrten Jäger-Bataillons Nr. 10 ging es am Achtermann vorbei, über den Marktplatz zur Kaserne. Die in den Novembertagen 1918 in Belgien entstandene Fahne des Bataillons wurde in die Obhut der Bürgerschaft übergeben.
1919
Bis zum 4. Januar 1919 wurde das Bataillon abgewickelt. Die nicht entlassenen Jahrgänge, 1898 und 1899, wurden dem Jäger-Bataillon 10 unterstellt.

##### Radfahr-Kompanie

###### Radfahr-Kompanie/Jäger 10
Am 2. August verließ die Radfahr-Kompanie mit dem Feldbataillon Goslar. Einer seiner Zugführer war Leutnant Keitel. In Malmedy wurde die Kompanie der 43. Infanterie-Brigade (9. Kavallerie-Division (H. K. K. 2)) zugeteilt.

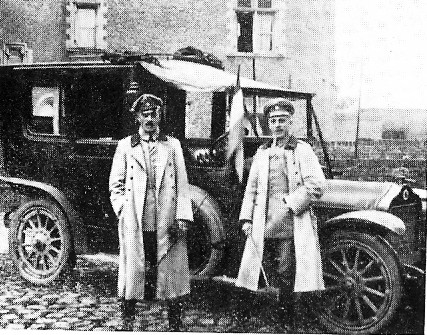
Hauptmann Freiherr v. Wangenheim und Leutnant Keitel, 1914

Auf Befehl des H. K. K. 2 wurde am 29. August 1914 aus den Radfahr-Kompanien der Jäger-Bataillons 3, 4, 7, 9 und 10 das Radfahr-Bataillon unter der Führung des Hauptmanns Frhr. v. Wangenheim gebildet. Die Kompanie wurde nunmehr als 1. Radfahr-Kompanie/Jäger 10 (1 RK/Jäg. 10) bezeichnet.
Sie focht in der „Schlacht an der Marne“ und erhielt am 9. September den Befehl zum Rückzug. Als sie fünf Tage später in Chamouille ankam, traf es auf die bereits am Vortage dort eingetroffene „Ersatz-Radfahr-Kompanie Jäger 10“. Auch sie wurde zum Bestandteil des Bataillons. Jenes wurde der 14. Reserve-Division zur Verfügung gestellt.
Die ersten „Eisernen Kreuze“ trafen am 16. September ein.
Das Bataillon kämpfte bei Warneton. Da der Bewegungskrieg inzwischen in den Stellungskrieg übergegangen war, erhielt das Bataillon am 7. Dezember 1914 eine neue Bestimmung. Es versah bis Dezember 1915 an der holländischen Grenze den Grenzschutz. Von hier wurde es in die Gegend um Cerny-en-Laonnois verlegt, wo es in den Juni dem 77ern unterstellt war.
Nach Beginn der Brussilow-Offensive wurde das Bataillon an die Ostfront, die Kompanie in die Nähe Wolhyniens, verlegt. Im November 1916 ging es wieder in den Westen. Im Februar 1917 versah es in Flandern Küstenschutz und wurde Mitte April dem ebenfalls in Flandern befindlichen „Radfahr-Bataillon 1“ zugeteilt.

###### Ersatz-Radfahr-Kompanie/Jäger 10
Die Kompanie wurde am 14. August aus Reservisten der älteren Jahrgänge und Landwehrleuten aufgestellt. Nach Verabschiedung durch den Garnisonältesten, Major Frhr. v. Winterfeld, verließ die Kompanie am 30. Goslar in Richtung „Schlacht an der Marne“ und erhielt am 9. September den Befehl zum Rückzug. Als sie am 11. in Limé auf das preußische Garde-Jäger-Bataillon traf, stellte sie sich ihm temporär zur Verfügung.
Ab dem Morgen des 14. September unterstand die Kompanie dem „Detachement Wangenheim“. Sie erlitt schwere Verluste. Unter ihnen ihr Kommandeur. Führerlos wurde sie Teil der „RK/Jäg. 10“. Als am 1. März 1915 wieder selbstständig wurde, wurde Oberleutnant Keitel ihr Kommandeur. Am 31. Mai nahm er, nach Osten versetzt, von seiner Kompanie Abschied. Sein Nachfolger, Leutnant Hoyer, traf am 8. Juni mit Ersatz bei der Kompanie ein. Er wurde jedoch bei Cerny verwundet. An seine Stelle, er sollte nach seiner Genesung die RK/Jäg. 10 übernehmen, trat Leutnant Frhr. v. Wechmar bis Hptm. Bode am 7. Juli die Führung der Kompanie übernahm.
Seit dem 25. Juli führte die Kompanie den Namen 3. Radfahr-Kompanie/Jäger 10 (3. RK/Jäg. 10).
Am 30. Oktober wurde es nach Maeseyck verlegt. Vom Dezember bis Juni 1916 war es der 37. Infanterie-Brigade (19. ID) bei Chermizy im Ailettetal unterstellt. Am 11. Mai wurde die Kompanie nach Béthancourt befohlen, um auf dem dortigen Truppenübungsplatz des X. AK auf neue Aufgaben vorbereitet zu werden.
Nach Beginn der Brussilow-Offensive wurde die Kompanie in die Nähe Wolhyniens an die Ostfront verlegt und dem I./74 unterstellt. Am „schwarzen Tag“ der Kompanie, 28. Juli 1916, griffen die Russen an und überliefen die Kompanie.

###### 2. Radfahr-Kompanie/Jäger 10
Auf Befehl des Alpenkorps wurde aus Abgaben der Jäger-Bataillone 10, Reserve 10 und Reserve 14 (2. Jägerbrigade) eine neue Radfahr-Kompanie gebildet. Die Aufstellung erfolgte in Brixen am 3. Juli 1915. Deren Bezeichnung war: 2. Radfahr-Kompanie/Jäger 10 (2. RK/Jäg. 10)
Die aufgestellten Radfahr-Kompanien wurden in ein Radfahr-Bataillon, welches vom Führer des Korps am 16. Juli besichtigt wurde, vereinigt. Im „Grenzschutz-Abschnittskommando 8b“ wurde die Kompanie ab dem 3. August auf dem Gr. Lusia eingesetzt.
Nachdem sie anfänglich Fahrräder aus Dresden gefahren wurden, tauschte die Kompanie sie am 26. August gegen Klappräder der Nürnberger Express Werke, wie sie bereits die bayerische Radfahr-Kompanie fuhr, aus. Der österreichische Brigadeführer, Oberst Spielmann, besichtigte die Kompanie am 10. September. Später erhielten mehrere Mitglieder der Kompanie das „Österreichische Verdienstkreuz“.
Nachdem sie im Oktober kurzfristig nach Westen verlegt worden war, ging es nach Serbien durch das Eiserne Tor. Die Räder wurden am 14. November der „Großen Bagage“, sie sollte ab da einen anderen Weg als den durch das serbische Gebirge nehmen, übergeben. Erst am 29. sollte man in Kraljevo, wo der Stab des Korps Quartier machte, wieder auf die Bagage treffen. Nach Wiederinempfangnahme der Räder wurde die Kompanie Stabskompanie.
In Kruševacer Bahnhof entdeckte eine Vorhut der Kompanie am 4. Dezember lange, mit serbischer Munition gefüllte, Züge. Anfang 1916 wurde die Kompanie nach Branje, wo sie, bis der Stab Ende Februar ins mazedonische Üsküp verlegt wurde, Garnisonsdienst versah. Dann wurde sie als Stabskompanie abgelöst.
Am 17. März verließ die Kompanie mit dem Korps Serbien. Nach einer kurzen Schulungszeit ging es in die „Schlacht bei Verdun“. Bis Ende August verblieb die Kompanie im „Deutschen Eck“. Hier gab sie ihre Räder ab. Der Kompaniechef, der Bruder Krahmer-Möllenbergs, fiel in Verdun. Daraufhin wurden die Reste der Kompanie im Reserve-Jäger-Bataillon eingegliedert. Leutnant Bock übernahm deren Führung. Die Restkompanie wurde zum Fort-Dienst eingeteilt, bevor es am 30. Juli seinen Ablösungsbefehl erhielt.
In Breslau eingetroffen, wurde eine Radfahr-Brigade, Führung Oberst Frhr. Quadt-Wyckrath-Hüchtenbruck, aufgestellt. Danach verließ sie Breslau in Richtung Galizien und wurde Bestandteil der „Heeresgruppe Erzherzog Karl“. Am 23. August wurde die Brigade nach Bogdan verladen. Dort unterstand der 200. Infanterie-Division des Karpathenkorps als Rückhalt für einen erwarteten russischen Angriff galt.
Am 31. Oktober verließ das Bataillon die Karpaten.
Den äußersten rechten Flügel der 9. Armee bildete die verstärkte österreichische 145. Brigade, die „Gruppe Szivio“. Die „Radfahr-Brigade Quadt“ wurde ihr zugeführt um Orschowa zu erobern. Nach dem Überqueren des Ialomițas musste die Brigade sich aufgrund der örtlichen Gegebenheiten zu einer Fußtruppe umformieren. Als der Gegner auf der ganzen Linie den Rückzug antrat, am 28. Dezember, erreichten die Jäger das noch etwa zehn Kilometer vom Sereth entfernt liegende Dorf Gulianca. In der Nacht zum 2. Januar nahmen die Russen Gulianca im Handstreich ein. Die Reste des Bataillons erhielten eine neue Verwendung.
In Flandern wurde es der 1. Marine-Division bei Blankenberghe unterstellt. Als es am 6. März 1917 Oostende verlässt, fährt es nach Lanchy um, der 221. Inferterie-Division unterstellt, deren Rückzug im Rahmen des Unternehmens Alberich zu decken. Am 31. März wird sie der 111. Infanterie-Division unterstellt und löst die 3. RK/Jäg. 10 ab. Als die Kompanie ihre Aufgabe erfüllt hatte, wurde sie entlassen.
Wieder in Flandern sind sie am 15. April. Tags darauf trat auch die 1. RK/Jäg. 10, als 5. Kompanie, zum Bataillon. Der „2. Marine-Brigade“ unterstellt, übernahm das Bataillon am 24. den Abschnitt Den Haan.
General Ludendorff besichtigte den Stützpunkt am 23. Mai, fünf Tage darauf begrüßte Generalfeldmarschall Hindenburg die Truppen im Abschnitt Zeebrügge-Oostende. Im Juni wurde das Bataillon neu gegliedert. Die 9. Jäger schieden aus und die 5. Kompanie trat an die Stelle der bisherigen dritten. Als 6. Kompanie trat am 9. August die Res. RK 78 zum Bataillon. Somit waren alle Goslarer Kompanien vereinigt. Zudem wurde die RK 52 als 7. Kompanie dem Bataillon angegliedert.

###### Reserve-Radfahr-Kompanie Nr. 78 (Res. RK 78)
Am 28. Dezember 1914 stellte das Ersatz-Bataillon in Goslar eine neue Radfahr-Kompanie auf. Diese trat zur gleichzeitig neu aufgestellten 78. Reserve-Division und bezog mit ihr am 8. Januar 1915 den Übungsplatz in Altengrabow. Nach der Besichtigung durch den Kaiser am 30. Januar wurde die Division am 1. Februar ins Feld abtransportiert.
In der Winterschlacht in Masuren wurden die Kräfte durch Verstärkungen neu gegliedert. So die 10. Armee das XXXIX. Reserve-Korps, bestehend aus den Reserve-Divisionen 77 und 78 verstärkt. Letztgenannte Division setzte sich aus den Reserve-Infanterie-Regimentern 258, 259, 260 sowie der Res. RK 78 zusammen.
Da die Fahrräder sich im Masurischen Winter als unbrauchbar erwiesen, wurden sie am 8. Februar dem Gemeindevorsteher Lesgewangminnens in seine Obhut übergeben. Am 17. erlitt die Kompanie durch Artilleriefeuer seine ersten Verluste. Bei Sejny sammelte sich am 18. das Korps. Die Kompanie wurde zur Bewachung vom Stab des Korps, jetzt „Armeegruppe Lauenstein“ (später zur Njemen-Armee werdend), bestimmt.
Mitte März wurde die Division in die „Armeegruppe Gallwitz“ nördlich Ostroweks an die Narew-Linie verlegt. Im April erhielt die Kompanie in Gumbinnen seine Fahrräder zurück. Nachdem Schaulen erobert war, verrichtete die Kompanie Vorpostendienst um Janischky.
Der im September 1915 an der Düna beginnende Stellungskrieg machte eine der Art der Kompanie entsprechende Verwendung unmöglich. Die Kompanie hatte 7 feindliche Stellungen am rechten Ufer ausgemacht und wurde danach zur Sicherung des Divisionsstabes und Erntearbeiten nach Bewern zurückgezogen. Ab dem 8. November wurde eine Dauerstellung von ihr ausgebaut, danach war sie Rückhalt der 4. Kavallerie-Division.
Im März 1917 wurde die Division abgelöst und ins Elsass verlegt. Nach kurzer Zeit am Hartmannsweiler Kopf wurde sie nach Reims in die „Schlacht an der Aisne“ verlegt. Die Kompanie diente hier als Nachrichtenübermittler.
Am 7. August wurde die Kompanie aus der Division herausgelöst und auf höheren Befehl zur Radfahr-Brigade der 4. Armee nach Flandern versetzt.

###### Im Verband des Radfahr-Bataillons Nr. 1
Am 3. September 1917 wurden am nördlichen Flügel der Ostfront Riga und Dünamünde eingenommen. Durch die Inbesitznahme der baltischen Inseln Oesel, Moon und Dagö sowie der Sperrung des Moon-Sundes galt es nun den Rigaischen Meerbusen zu beherrschen. Zur Erreichung dessen, wurde das Unternehmen Albion durchgeführt.
Hierfür kam die „Brigade Quadt“ Ende September 1917 in Libau, wo sich unter anderem auch die Finnischen Jäger befanden, an. Es wurden unverzüglich die Übungen zur Einschiffung und Landung aufgenommen.
Am 10. Oktober verließ das Landungskorps, an dessen Spitze das Generalkommando des XXIII. AK – General v. Kathen, Generalstabschef Oberst v. Tschischwitz –, Libau. Die Landung erfolgte in der Tagga-Bucht, die Nebenlandung, gedeckt vom Schlachtschiff Bayern und dem Kleinen Kreuzer Emden, im südwestlichen Pamerort. Sie wurde von 1650 Radfahrern, der „Brigade Quadt“, ausgeführt. Von dort wurde sie östlich von Arensburg (Hauptstadt Oesels), gegen die rückwärtigen russischen Verbindungen nach Moon und zum Festland, vorgeschoben.
Das Bataillon übte fortan, auf verschiedene Orte der Insel verteilt, den Wachtdienst aus. Nach dem Waffenstillstand von 17. Dezember 1917 wurde das Bataillon in die Hauptstadt der Insel verlegt, um von dort aus den Küstenschutz auszuüben. Die Brigade erhielt im Januar 1918 einen neuen Kommandeur (Oberst Thümmel) und paradierte zum Kaisergeburtstag auf dem Marktplatz Arensburgs an dem Gouverneur der Inseln, Frhr. v. Seckendorff, vorüber.
Zum Schutz Estlands vor den Russen wurde die Brigade ab dem 21. März dorthin verlegt.
Die Brigade wurde im September nach Straßburg verlegt. Die Res. RK 78 wurde in eine MGK umgeformt und trat im Anschluss zum „Radfahr-Bataillon Nr. 7“ über.
Das am Morgen des 16. Oktobers von den Engländern eroberte Dorf Haussy konnte die Brigade nochmals am Nachmittag zurückgewinnen. Die OHL hielt dieses Ereignis im Heeresbericht des 18. Oktober für eine rühmende Erwähnung wert.
Am 4. November kämpfte die Brigade das letzte Mal. Daraufhin wurde sie nach Lüttich zurückgezogen. Als sie dort am 11. ankam, begann um 12 Uhr mittags der Waffenstillstand. Lüttich wurde am 15. verlassen. Ab dem 19. wurden für einige Tage in Köln die Rheinbrücken gesichert und Wachtdienst ausgeübt. In den ersten Dezembertagen trafen die Goslarer Kompanien in Goslar ein und wurden aufgelöst.

##### Ersatz-Bataillon
Gemäß dem im Frieden erarbeiteten Mobilisierungs-Termin-Kalender vollzog sich im August 1914 die Bildung des Jäger-Ersatz-Bataillons. Dieses bestand aus zwei Kompanien und einem Rekruten-Depot.
Am 1. Februar 1915 wurden die Rammelsbergkasernen übernommen und ein zweites Ersatz-Abteilung gebildet.
Mitte Juni 1915 wurde die Gebirgsmaschinengewehr-Ersatzabteilung aufgestellt. Jene wurde jedoch später wegen der besseren Hochgebirgsausbildung nach Oberstaufen im Allgäu verlegt.
Im August 1915 wurden 2 Kompanien zu dem II. Jägerersatzbataillon Nr. 10 nach Clausthal verlegt. Ab dem 22. November 1916 wurde das RJB 23 ausschließlich von diesem versorgt.
Am 1. November 1915 wurde ein zweites Jägerersatzbataillon à zwei Kompanien, deren Garnison vorerst Osterode sein sollte, errichtet.
Nun bestanden zwei Jäger-Ersatzbataillone Nr. 10. Offiziere bei den Ersatzformationen waren Inaktive oder Reserve- und Landwehroffiziere, die sich freiwillig gemeldet hatten oder nicht mehr als kriegsdienstverwendungsfähig galten.
1916 wurde aus den Ersatzformationen ein Küstenschutzbataillon formiert. Als solches kam dieses aber nicht zum Einsatz.
Ab 1918 entsandte das stellvertretende Generalkommando eine Kommission zur Untersuchung der Mannschaften auf Diensttauglichkeit und Kriegsverwendungsfähigkeit. Diese sollte später von Zeit zu Zeit erscheinen.
Das 2. Ersatzbataillon wurde 1918 wieder aufgelöst und die Kompanien, die außerhalb Goslars gelegen hatten, kehrten zurück.
Das Rekruten-Depot hatte bei Kriegsende an der Grenze zu Holland gelegen und marschierte von dort bis Epe i. Westfalen. Von dort kehrte es mit der Eisenbahn kurz nach dem Feldbataillon nach Goslar zurück.
Mit der Novemberrevolution wurden auch im Bataillon Soldatenräte gebildet. Mit Eintreffen des Feld-Bataillons hörte das Ersatz-Bataillon auf zu existieren.
| Dienstgrad | Name                | Datum             |
| ---------- | ------------------- | ----------------- |
| Major      | v. Winterfeld       | 1. September 1914 |
| Major      | Blümcke             | 1. Februar 1915   |
| Major      | Ostermeyer          | 1918 (Führung)    |
| Major      | Rabe von Pappenheim | 1918              |

### Bataillon Kirchheim
Am 10. November 1918 hatte sich der Oberste polnische Volksrat in Posen gebildet, um dessen Loslösung von Preußen und deren Eingliederung in Polen. Schlesien und Westpreußen schlossen sich an. Das Zentrum war die Oder bei Frankfurt. Auf die Forderung Hindenburgs nach Freiwilligen-Verbänden für den Grenzschutz Ost vom 24. November 1918 bildeten sich die Deutschen Freikorps.

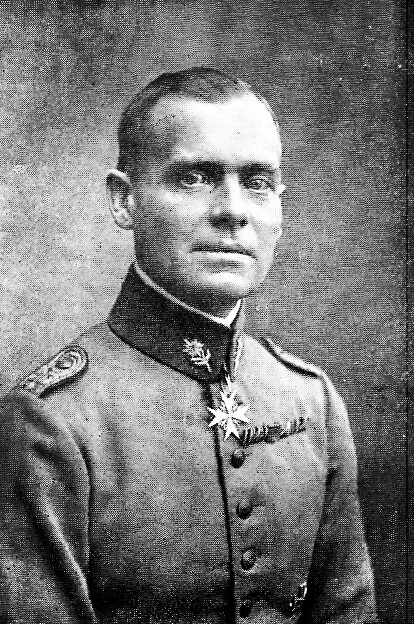
Hauptmann Kirchheim

Einem Aufruf des Kommandeurs Kirchheim zufolge wurde in Goslar zum 18. Januar 1919 das Freiwillige Hannoversche Jägerbataillon aufgestellt. Es kam am Abend des 25. Januars in Fraustadt (Posen) an. Im nahegelegenen Glogau war der Sitz der 10. Infanterie-Division gewesen. Zusammen mit der ebenfalls nach Fraustadt geleiteten 2. Batterie des Feldartillerieregiments (FAR) 55, welche dem Bataillon angegliedert werden sollte, unterstand taktisch der Division. Am 28. traf die Batterie mit einer Kompanie der Naumburger Jäger-Bataillons 4 in Fraustadt ein. Nachdem auch noch Jäger des 14. Jäger-Bataillons eintrafen, meldete Hptm. Kirchheim am 3. Februar die beendete Aufstellung des Bataillons.
Am 6. Februar wurde es nach Rawitsch verlegt. Eine wichtige Höhenstellung von Sarne-Sarnowko wurde zurückerobert.
Vom Abschnitt Rawitsch wurde das Bataillon in den Abschnitt Meseritz, Generalmajor Janke, verlegt. Dessen Unterabschnitt Züllichau dem Oberst Burchardi, Kommandeur des Füsilierregiments Nr. 38, unterstand. In diesem war das Bataillon unweit Neudorfs eingesetzt.
Es wurde Groitzig zurückerobert.
Von der OHL erging am 17. Februar der Befehl, dass jegliche Offensiv-Bewegungen sofort einzustellen seien. Das Bataillon wurde daraufhin als Hauptreserve des Generalkommandos vom VI. AK nach Glogau verlegt. Hier wurde es gegen den Spartakusaufstand verwendet.
In Fröbel, später auch in Schlichtingsheim und Zirkau, entstanden Rekruten-Depots. Anfang März rückte das Bataillon in Herrndorf. Es verdichteten sich Pläne, dass das Freiwillige Hannoversche Jägerbataillon der neuen Reichswehrbrigade 27 in Frankfurt a. O. unterstellt und den Namen Reichswehr Jäger-Bataillon Nr. 27 bekommen sollte.
Anfang Juni in sein letztes Ostquartier nach Herrnstadt ein.
Das Reichswehr-Jägerbataillon Kirchheim trug nun das Edelweiß, welches während des Krieges an der Mütze getragen wurde, als gemeinsames Kennzeichen des Bataillons auf grüner Platte als Kragenabzeichen.
Wenn am 23. Juni um 9 Uhr abends wieder der Kriegszustand mit den Polen in Kraft träte, wollte das Bataillon wieder nach Osten vordringen. Dies war jedoch nicht der Fall, da die Nationalversammlung sich entschloss, den Friedensvertrag von Versailles zu unterzeichnen.
Am 26. Juni traf der Befehl ein, das Bataillon zu verladen. Bis 9. Juli war es Ordnungskräfte in Küstrin und wurde dann dem Generalkommando X unterstellt und nach Celle abtransportiert. Hier blieb es bis zum 28. Juli.
Hauptmann Kirchheim übergab sein Bataillon, zu dessen Stab er fortan gehörte, am 2. August an Major Pflugradt.

### Demobilisierung
Nachdem das Bataillon Kirchheim Goslar verlassen hatte, waren nur noch ein Teil der Radfahrkompanie sowie übriggebliebene noch nicht Entlassene des Ersatzbataillons des Jahrgangs 1899 in der Rammelsbergkaserne. Mit der Aufstellung einer Sicherheits-Kompanie, die dem Goslarer Soldatenrat nicht unterstellt und von Hauptmann Keitel geführt sein sollte, wurde in der Domkaserne am 14. Februar 1919 der Grundstock für die Ergänzung der Jäger aus Freiwilligen geschaffen.
Sie wurde bei der Besetzung des Kammergebäudes am 12. März durch vor der Entlassung stehende 1899er eingesetzt. Am 20. März wurde die halbe Sicherheits-Kompanie nach Celle abkommandiert. Am 28. März wurde eine zweite Sicherheits-Kompanie gebildet. Eine Wirtschaftskompanie wurde am 1. April aufgestellt. Die MG-Kompanie wurde am 15. April wiederbelebt.
Als am 11. April Braunschweiger Spartakisten den Eisenbahnknotenpunkt Börßum einnehmen wollten, eilte Hauptmann Keitel mit seiner Kompanie dorthin.
Das Bataillon nahm an der Niederschlagung der Nordwestdeutschen Republik teil. Zum 1. Mai wurden die Sicherheitskompanien aufgelöst. Am 5. Mai wurde in der Vorläufigen Reichswehr der Bataillonsverband wiederhergestellt. Anfang Juli wurde es zu den Unruhen in Hannover gerufen. Es besetzte am 8. Juli den Bahnhof und die Kriegsschule. Die von der Reichswehr-Brigade 10 befohlene Verschmelzung der beiden Bataillone zum Reichswehr-Jägerbataillon 10 war im August abgeschlossen.
Durch die abermalige Reduzierung des Heers drohte die Schließung der Goslarer Garnison zugunsten der Hildesheimer. Den Ausschlag für Goslar sollte der Kapp-Putsch geben. Konzentrisch wurden die Truppen aus der Provinz um Hannover gesammelt. Am 14. März 1920 rückte das Bataillon aus. Am 15. erhielt der Kommandeur von der Reichswehr-Brigade aus Hannover ein Telefongespräch. In Hildesheim hätten sich Aufständische eines Waffendepots bemächtigt, und er erhielt den Befehl, dort umgehend für Ruhe und Ordnung zu sorgen. Von dort wurden die Jäger am 20. März per Bahn nach Buldern (Westfalen) abtransportiert, um es gegen die Rote Ruhrarmee zu verteidigen. Von dort zog es nach Dülmen dessen Schloss dem Bataillon als Hauptquartier diente. Jäger fanden den Schlossherr Graf Westerholt, der nach dem Sprung aus dem Fenster seines Schlosses auf der Flucht war, und brachten ihn nach Dülmen in Sicherheit. Die nächsten Stationen des Bataillons waren Haltern, Datteln und Herne.
Am 19. und 20. Juli 1920 feierte das Bataillon zusammen mit 25 Veteranen des Krieges 1870/71 die 50-jährige Wiederkehr des damaligen Mobilmachungsbefehls. Oberforstmeister Runnebaum und Rechnungsrat Wolle (Hannover) waren die ältesten Vertreter der Feldzugsoffiziere und Jäger aus Deutschlands letztem Einigungskrieg.
Ab dem 1. Oktober 1920 sollte das IV. Bataillon des Reichswehr-Infanterie-Regiments 13, einst hervorgegangen aus den Weseler Infanterie-Regimentern 56 und 57, im Jägerbataillon aufgehen. Dieses hatte als III. (Jäger) Bataillon des aus dem Reichswehr-Infanterie-Regiment 20 zu bildenden 17. Infanterie-Regiment seinen Platz in dem seit 1. Januar 1921 bestehenden neuen Reichsheer.
Am 1. Oktober 1933 wurde Erwin Rommel als Kommandeur zu ihnen versetzt. Als solcher traf er am 30. September 1934 den Goslar besuchenden Adolf Hitler.

### Traditionspflege
Die bereits Anfang 1919 ins Auge gefasste Zusammenkunft fand erstmals am 25. und 26. Oktober 1919 in Goslar statt. Um die 600 ehemaligen Goslarer Jäger aus Deutschland und dem Ausland waren hierzu erschienen. Der nun jährlich stattfindende Jägertag wurde in den Folgejahren zweimal verboten und konnte dreimal aus wirtschaftlichen Gründen nicht stattfinden.
Die Vereinigung ehemaliger Goslarer Jäger wurde am 19. November 1919 in Goslar gegründet. Der einst aus den Althannoveraner Jägern hervorgegangene Generalmajor Jungblut leitete die Vereinigung bis zu seinem Tode am 22. Juni 1922. Seitdem wurde sie vom letzten Friedenskommandeur der Jäger, Generalmajor Bauer, geführt. Ab 1924 brachte die Vereinigung die „kleine Bataillonsgeschichte“ heraus. Des Weiteren reifte der Plan für die Erschaffung eines Ehrenmales. Sein Grundstein wurde am 16. Mai 1926 gelegt. Am geschichtlich größten Tag in der Geschichte der Vereinigung wurde das Denkmal enthüllt. Doppelposten hielten von nun an an besonderen Gefechtsdaten Ehrenwache vor dem Denkmal.
1921 übernahm laut Erlass der Heeresleitung das in Goslar garsonierte III. (Jäger)-Bataillon die 12. Kompanie des 17. (Preuß.-Braunschw.) Infanterie-Regiments der Reichswehr die Tradition der „Goslarer Jäger“.

## Sonstiges

### Vereine
- Verein ehemaliger Jäger und Schützen in Goslar

### Denkmäler

#### Kriegerdenkmal auf dem Hof der Domkaserne

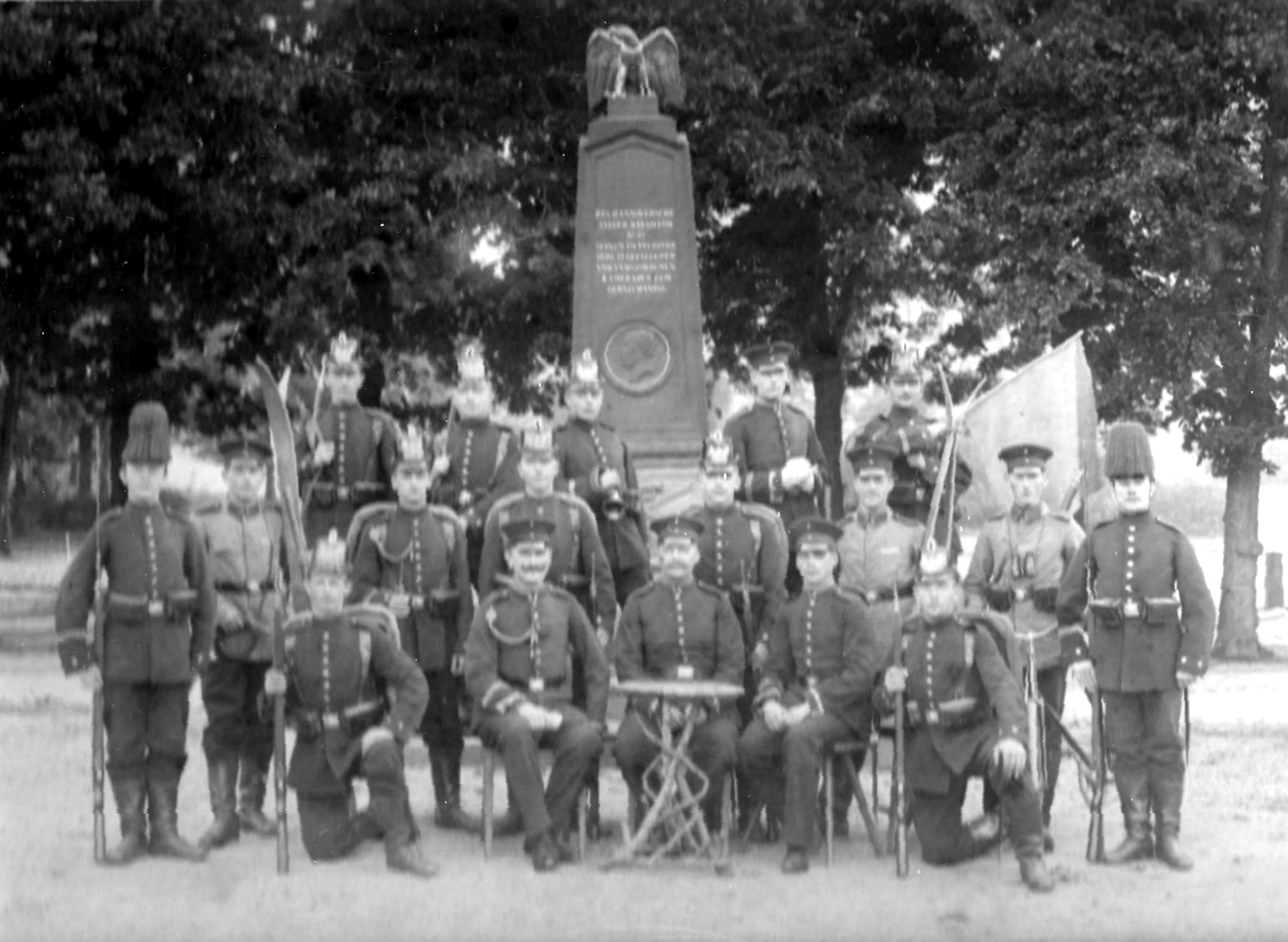
Kriegerdenkmal auf dem Hof der Domkaserne

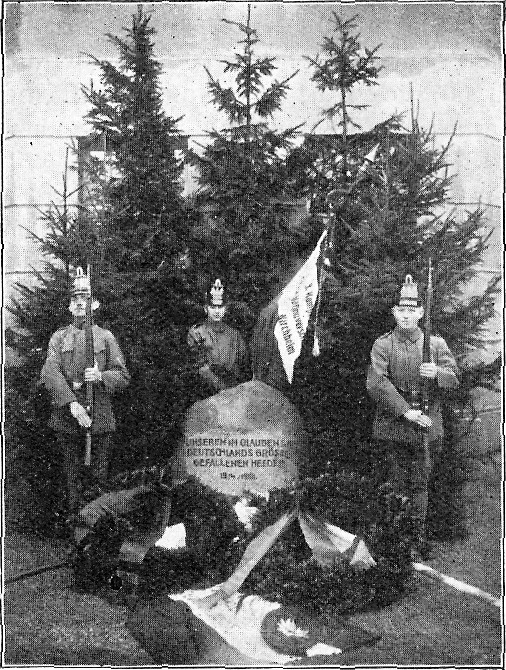
Gedenkstein vor der Rammelsbergkaserne

Am 18. August 1872, dem Jahrestag der „Feuertaufe“ in den Thronviller Büschen und der Schlacht bei Mars la Tour, wurde auf dem Hof der Domkaserne unter dem Glockengeläut der Goslarer Marktkirche und Böllerschüssen vom Kaiserhaus ein Denkmal zum Andenken an die im Feldzug Gefallenen enthüllt, das von dem Goslaer Bildhauer Hübeler geschaffen wurde. Auf einer quadratischen Grundfläche von 11 Fuß (rund 3,45 m) Seitenlänge erhob sich ein Postament aus Sandstein, das einen auf konkav geböschtem Sockel stehenden Obelisken trug, der seinerseits von einem vergoldeten Adler mit ausgebreiteten Schwingen bekrönt wurde. Am Sockel waren auf der Ostseite zwei gekreuzte Jägerbüchsen mit dem Signalhorn und dem Tschako zu sehen, an der Westseite die von einem Eichenkranz umwundene Inschrift Errichtet d. 16 August 1872. Die Nordseite zeigte das Eiserne Kreuz, die Südseite eine Wiedergabe der Kriegsdenkmünze. Der Obelisk trug auf seiner Vorderseite ein Porträt-Medaillon Kaiser Wilhelms I. und die Inschrift Hann.-Jäger-Btl. Nr. 10 / Es starben treu ihrer Pflicht 1 Offizier, 2 Feldwebel, 5 Oberjäger und 34 Jäger. Als Einfriedung standen an den vier Ecken der Grundfläche des Denkmals Steinpfosten in Form von Kanonenrohren, die jeweils eine Kugel trugen und mit Ketten verbunden waren. Als der Kasernenhof später ein Parkplatz wurde, entfernte man die Einfriedung.
Am 22. März 1876, dem Geburtstag Kaiser Wilhelms I., wurde das umgestaltete Denkmal vor der Domkaserne im Anschluss an einen Gottesdienst enthüllt. Auf den Seiten des Obelisken waren nun auch die Namen der Gefallenen zu lesen.
Im Jahr 1973 wurde das Denkmal vom Hof der Domkaserne zum Kahnteich transloziert.

#### Gedenktafel in der Marktkirche
Am 5. August 1874 wurde im Rahmen des Sonntags-Gottesdienstes eine Namenstafel zum Andenken an die Gefallenen in der Marktkirche geweiht.

#### Gedenkstein vor der Rammelsbergkaserne
Im Jahr 1919 wurde ein Gedenkstein vor der Rammelsbergkaserne errichtet. Er trug als Inschrift die nationalistische Widmung, die der Ex-General Erich Ludendorff seinem Buch Kriegserinnerungen gegeben hatte:
Unseren im Glauben an Deutschlands Größe gefallenen Helden 1914–1918

#### Gefallenen-Ehrenmal am Thomaswall

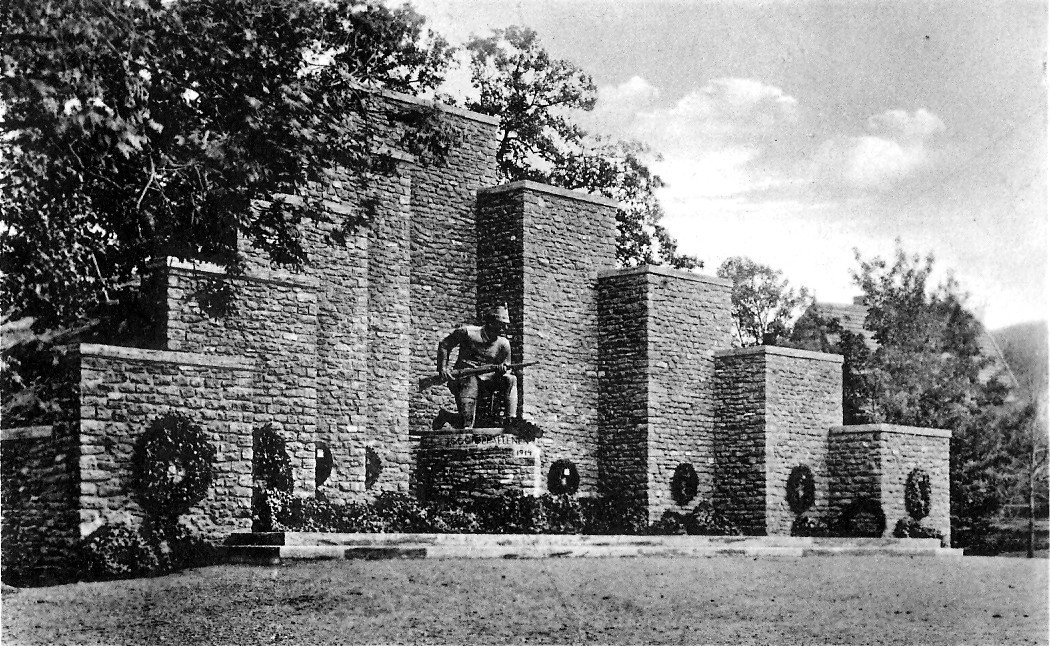
Gefallenen-Ehrenmal am Thomaswall

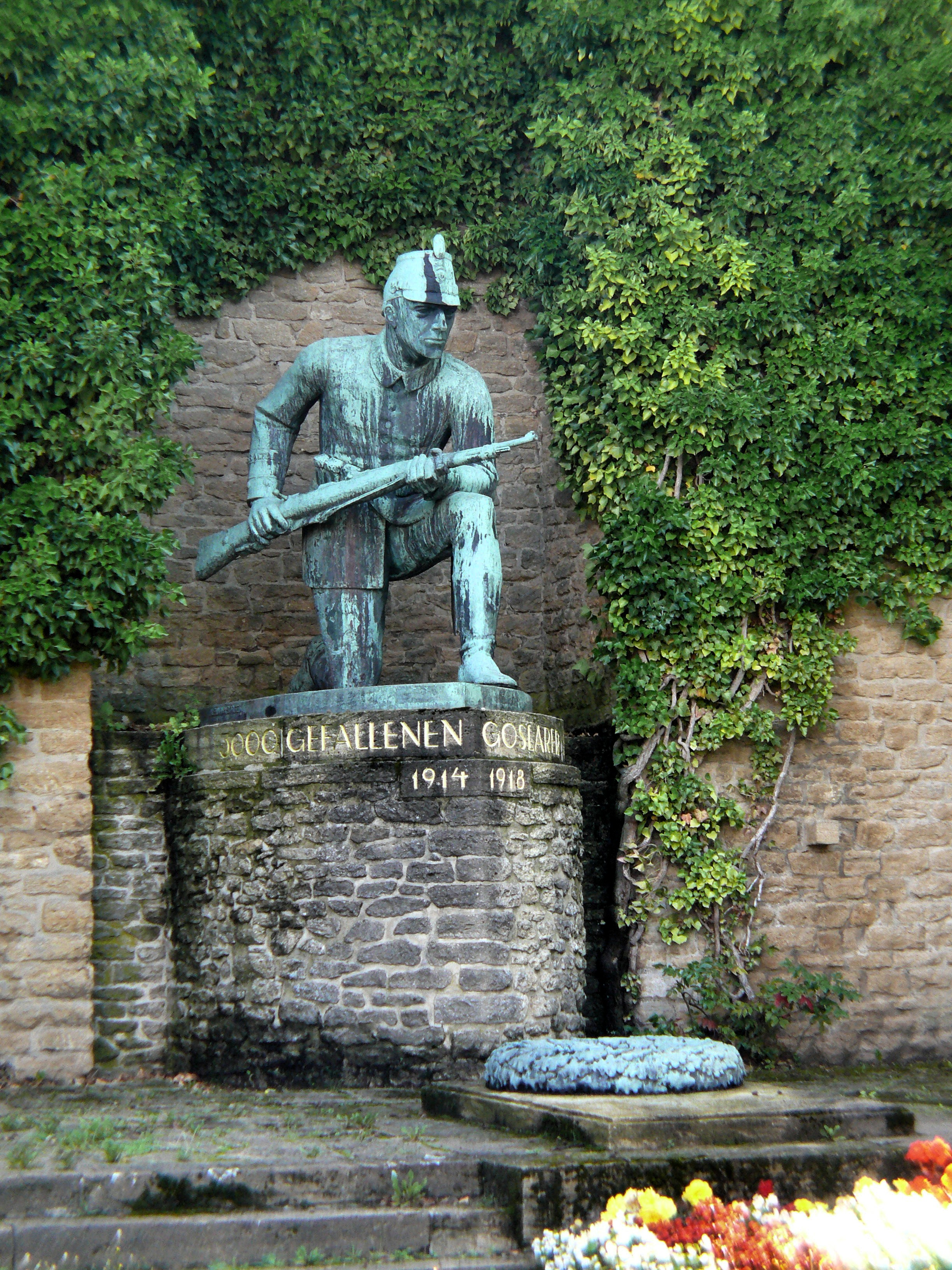
Detailaufnahme 2023

1925 lobte der Denkmalausschuss der Vereinigung ehemaliger Goslarer Jäger unter Vorsitz des Architekten Karl Barth einen Wettbewerb für ein Ehrenmal aus, das den 3000 im Ersten Weltkrieg gefallenen Goslarer Jägern gewidmet sein sollte. Zur Teilnahme zugelassen waren im Freistaat Preußen oder im Freistaat Braunschweig ansässige freie Künstler sowie alle ehemaligen Bataillons-Angehörigen. Den Wettbewerb gewann der Architekt (und ehemalige Bataillons-Angehörige) Kurt Elster in Dessau, der mit der Ausführung seines Entwurfs beauftragt wurde. Er verpflichtete mit Zustimmung des Denkmalausschusses den Bildhauer Hans Lehmann-Borges (Gildenhall) für den figürlichen Teil des Denkmals. Der erste Spatenstich wurde am 19. April 1926 getan, am 16. Mai folgte die feierliche Grundsteinlegung. Die in den Grundstein gebettete kupferne Zeitkapsel, die von einem weiteren Bataillonsangehörigen angefertigt worden war, enthielt auch die von der Ehefrau eines Bataillonsoffiziers auf ein Pergament geschriebenen Namen der Gefallenen. Am 19. September 1926 wurde mit einer Weiherede des Pfarrers Hauck und einer Ansprache des Generalmajors a. D. das Denkmal enthüllt und an die Stadt Goslar übergeben, Oberbürgermeister Friedrich Klinge nahm es stellvertretend in Empfang.
Das am Thomaswall gelegene Ehrenmal besteht aus einer in Höhe und Tiefe gestaffelten Naturstein-Mauer, vor deren mittigem (höchsten und tiefsten) Segment ein Sockel aus dem gleichen Stein die Bronze-Skulptur eines knienden Jägers in idealisierter Darstellung trägt. Den Hintergrund des Ehrenmals bildet eine Anpflanzung von Eichen und Tannen.
Die Jägererinnerungsstätte ist heute Teil des Militärhistorischen Museums der Stadt Goslar.

## Persönlichkeiten
- Bis 19. März 1820: Johann Christian Heinemeyer, Musikmeister beim Garde-Jäger-Bataillon, wechselte zum 20. März 1820 in das Königlich Hannoversche Hoforchester[63]
- - Oktober 1853: Heinrich Gertz, Musiker der Garde-Jäger; wechselte zum 1. November 1853 als Orchesterdiener an das Königlichen Hoftheater[64]
- Generalleutnant Josef Brauner von Haydringen (1886–1954): von März 1914 bis August 1914, anschließend bis April 1916 als Chef der 2. Kompanie des Reserve-Jäger-Bataillons Nr. 10